# Nomes inscritos no Arco do Triunfo
Esta é a lista dos nomes inscritos no Arco do Triunfo em Paris. Há um total de 660 nomes, principalmente de generais que serviram durante a Primeira República Francesa (1792–1804) e o Primeiro Império Francês (1804–1814). Os nomes sublinhados foram os de militares mortos em combate.
Ver também a lista das batalhas inscritas no Arco do Triunfo.

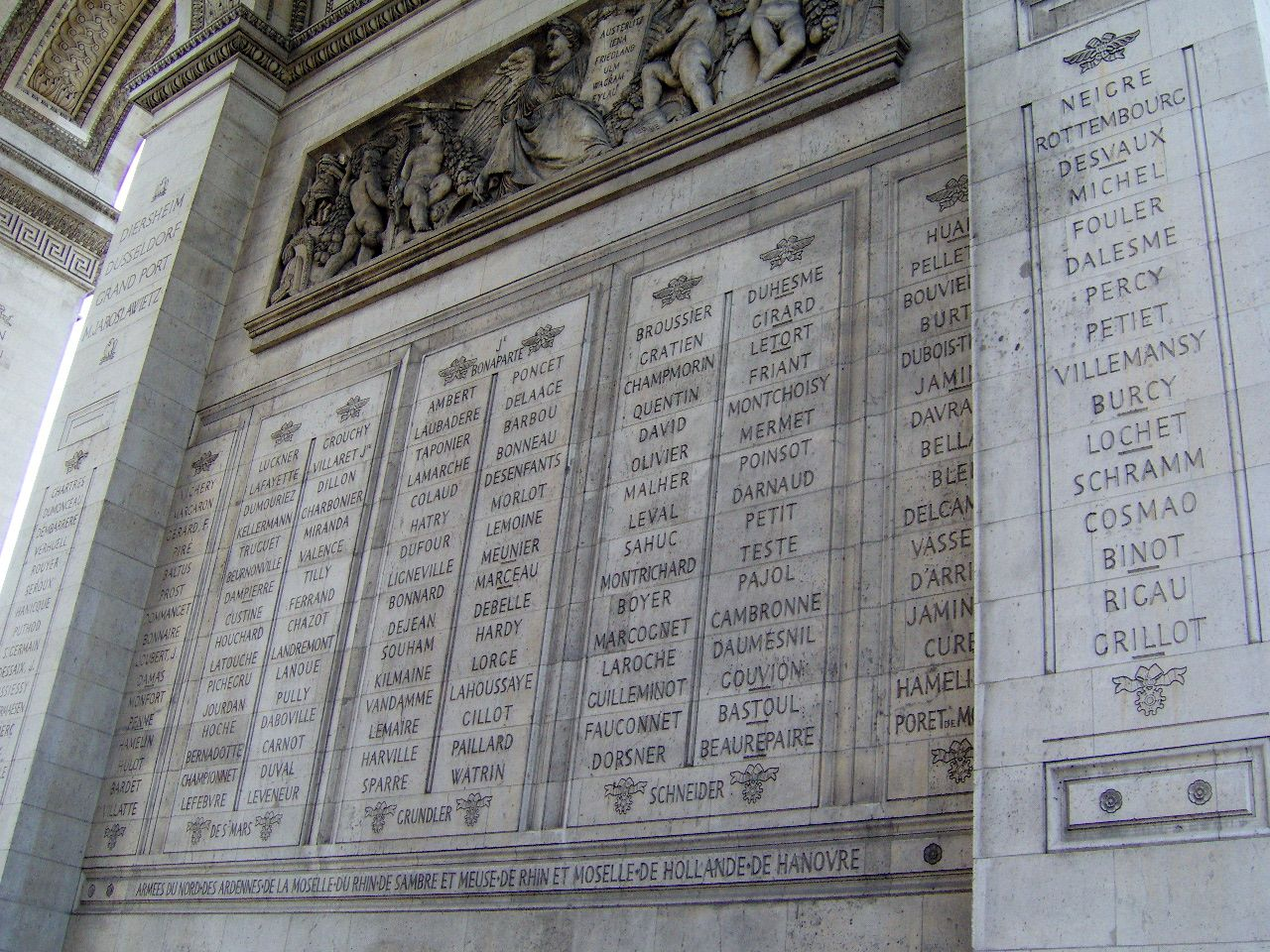
Pilar norte Exércitos do norte da França, do Baixo Reno e da Holanda.
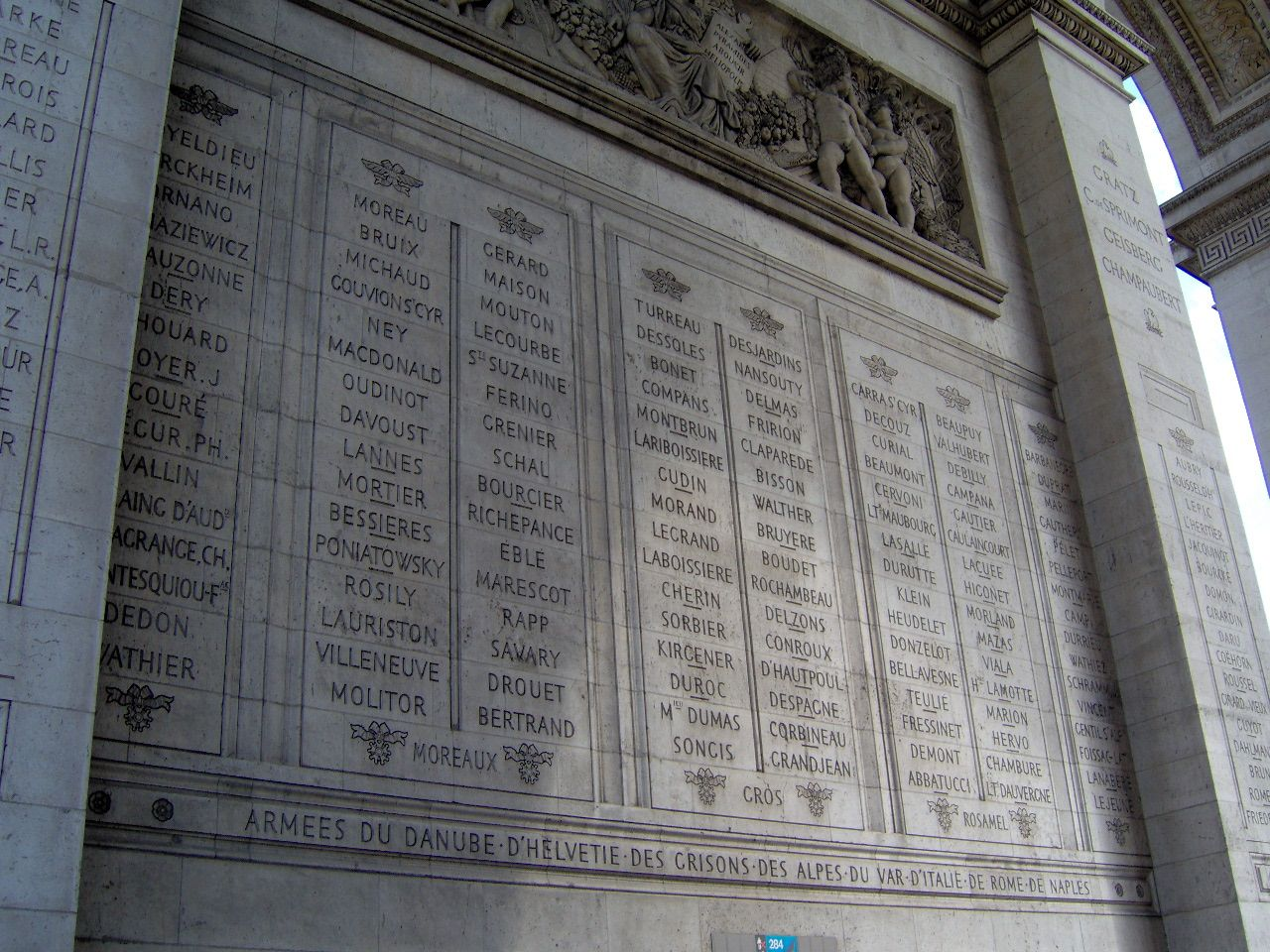
Pilar leste Exércitos da Europa central, da Suíça e da Itália.
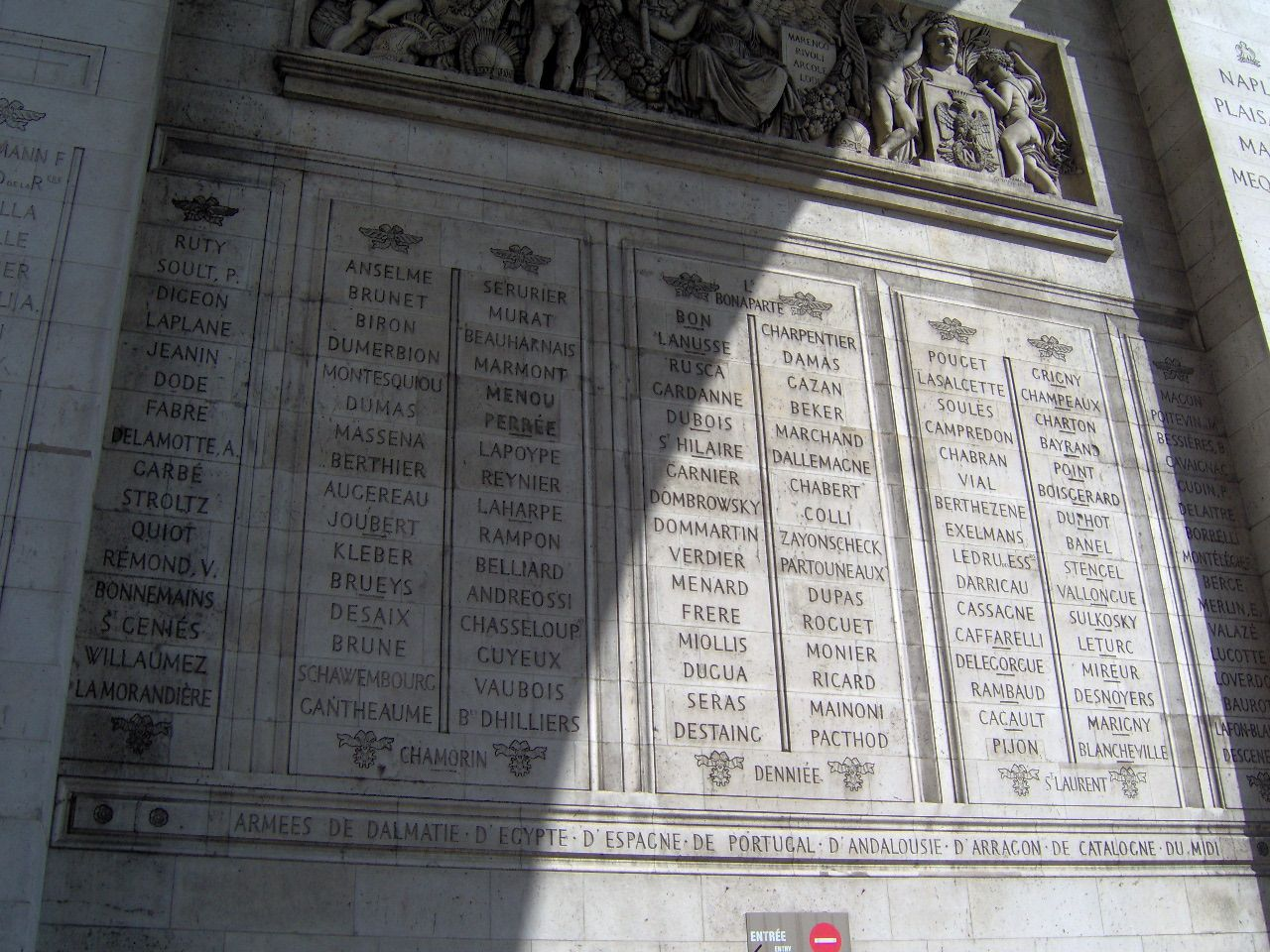
Pilar sul Exércitos da Europa meridional, do Egito e do sul da França.
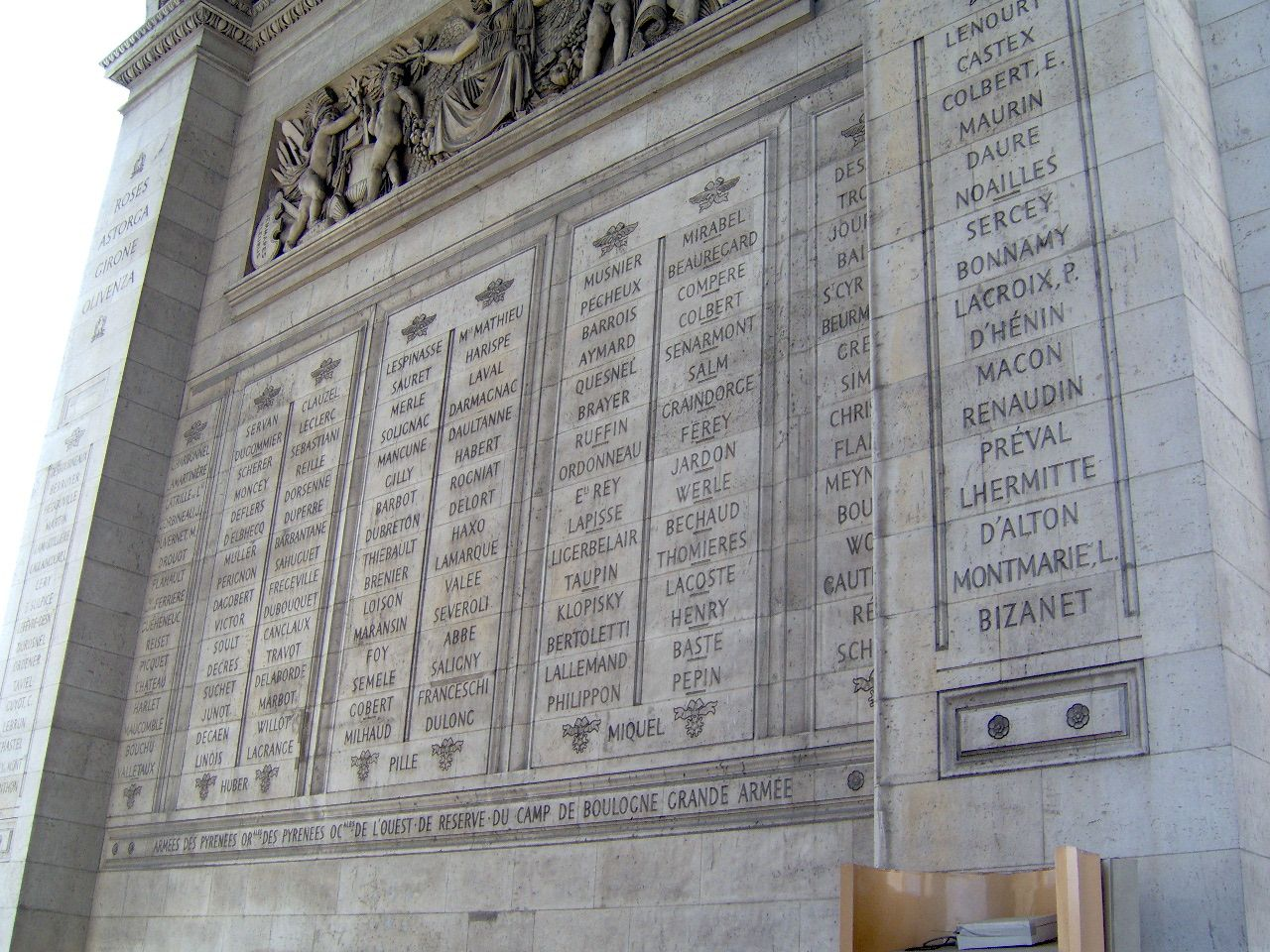
Pilar oeste Exércitos dos Pirenéus, do oeste da França e unidades notáveis.

## Pilar norte

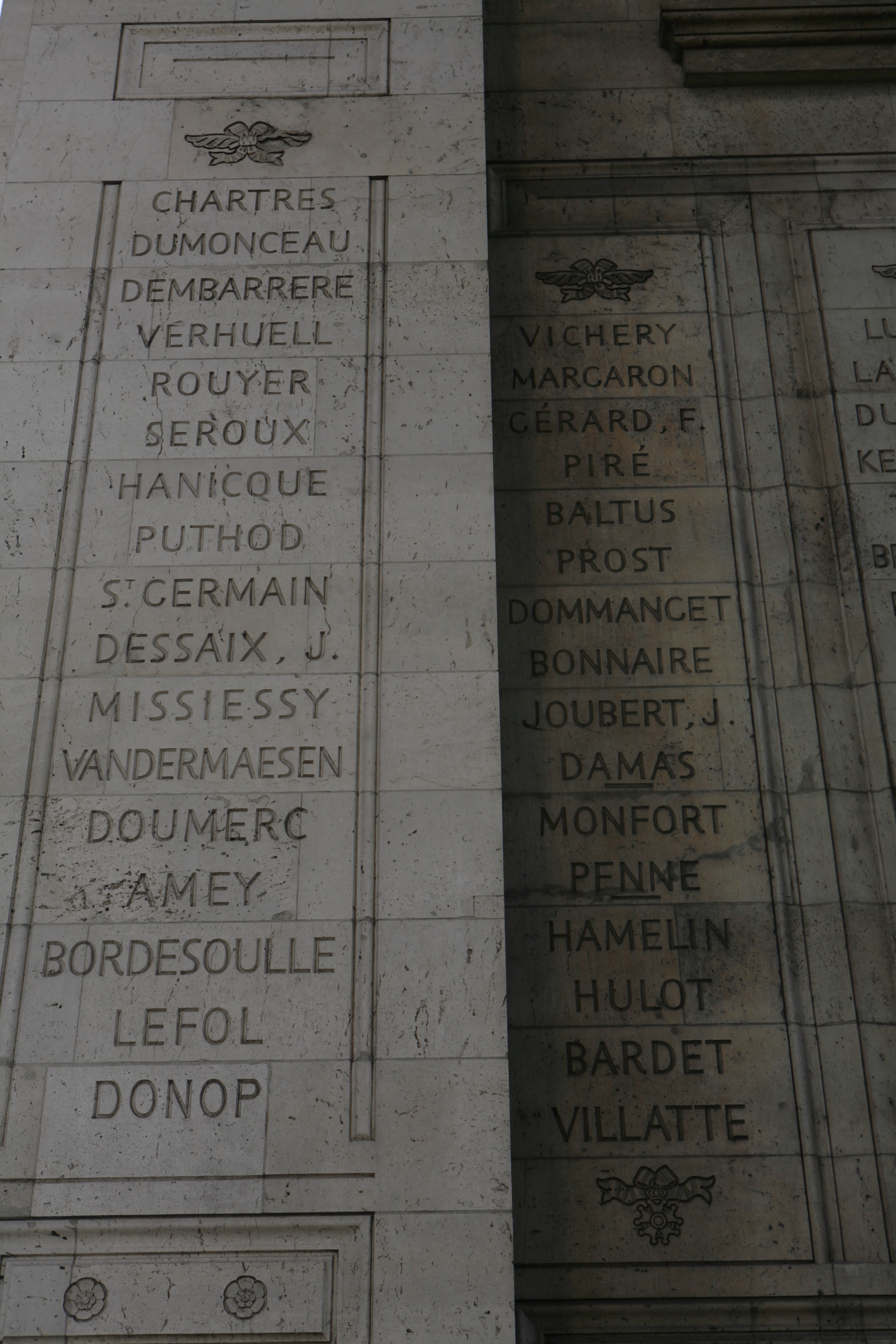
Colunas 1, 2.
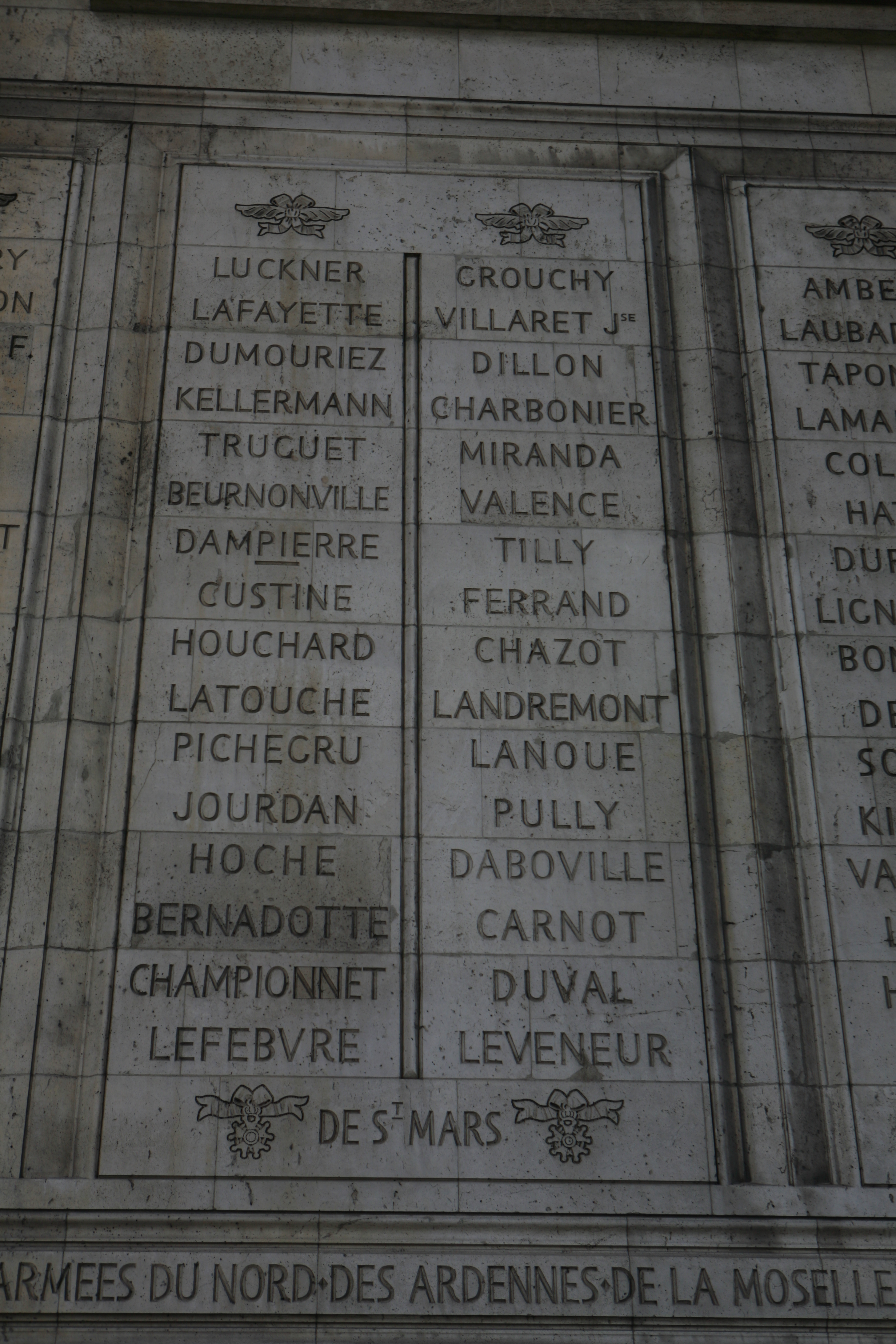
Colunas 3, 4.
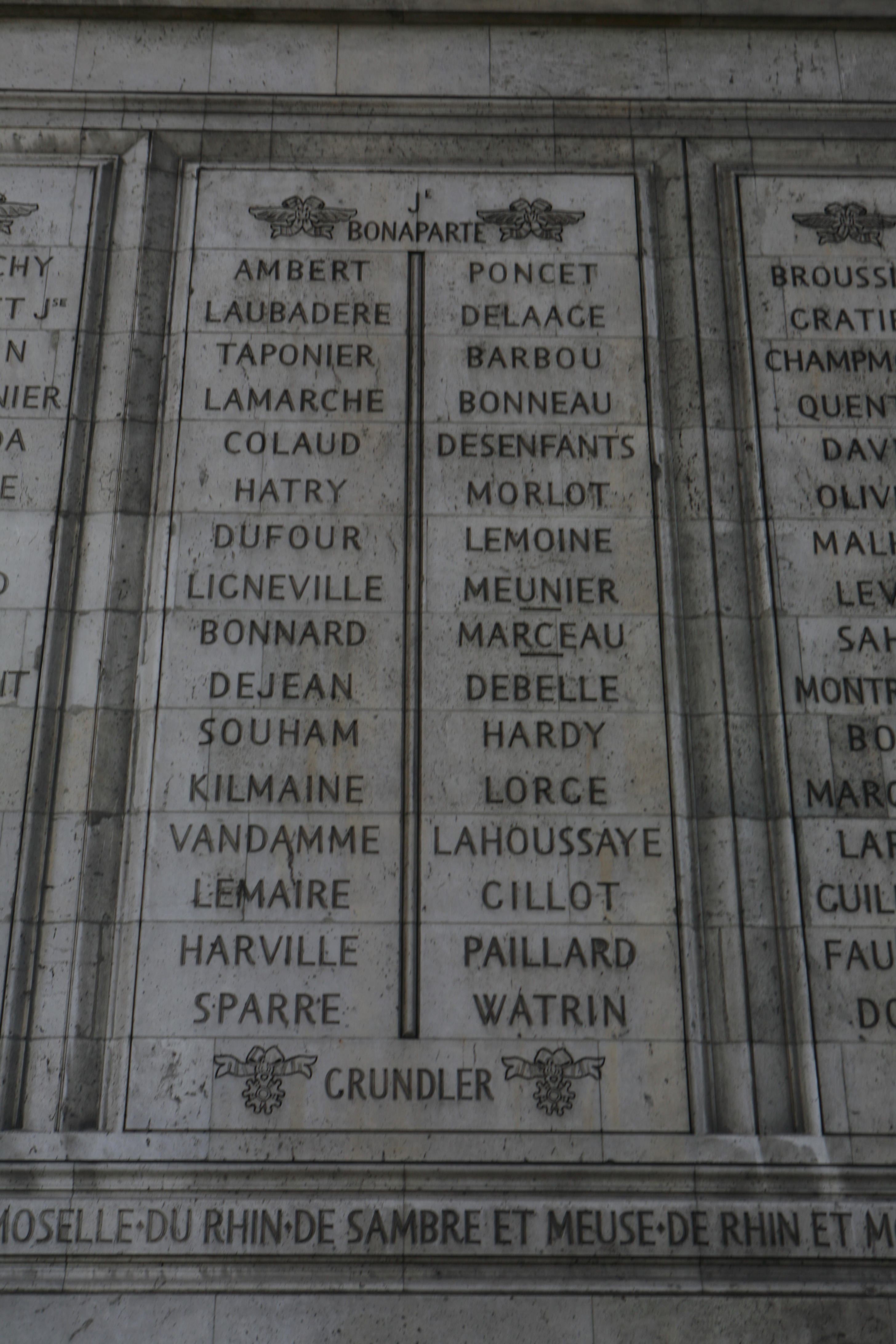
Colunas 5, 6.
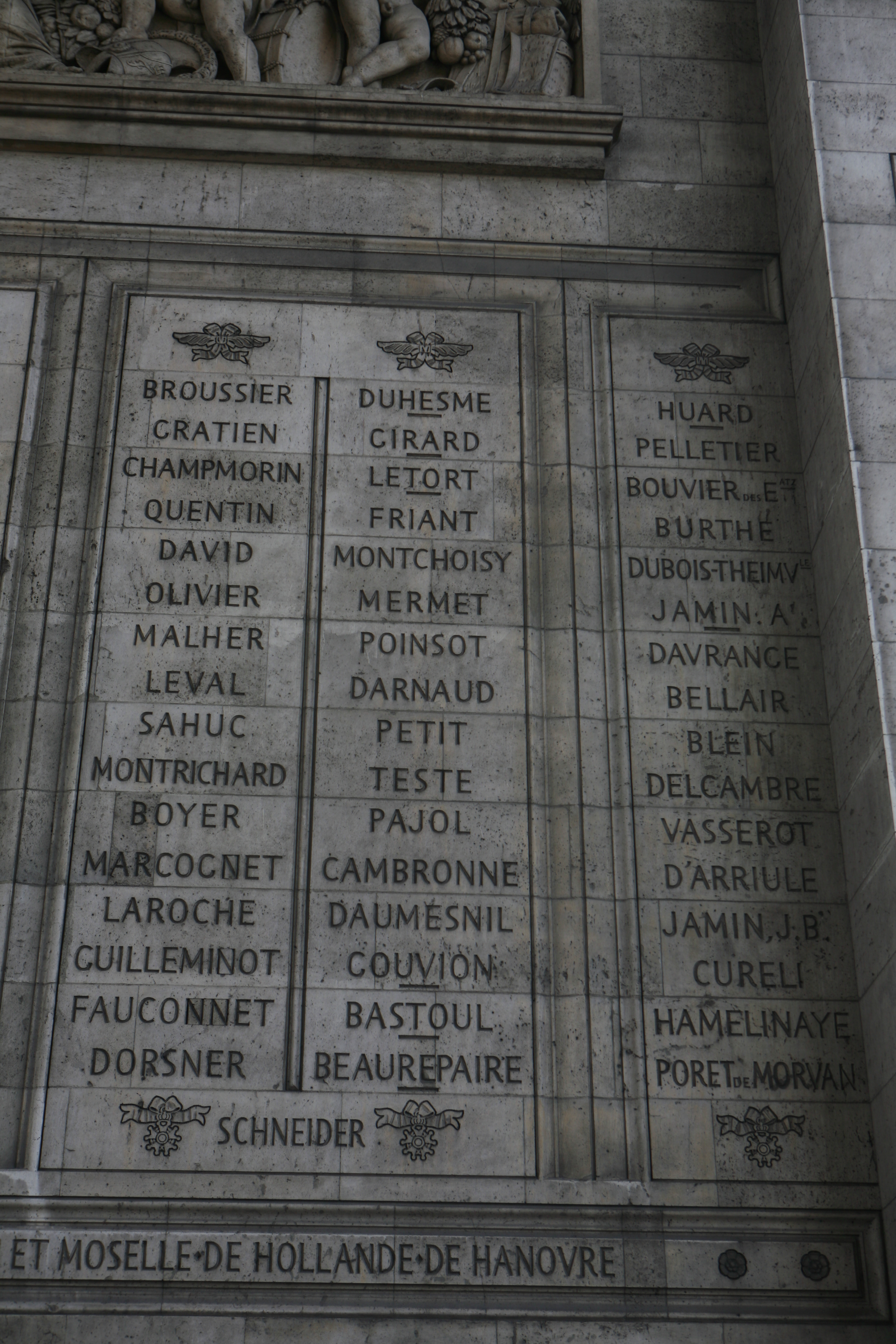
Colunas 7, 8, 9.
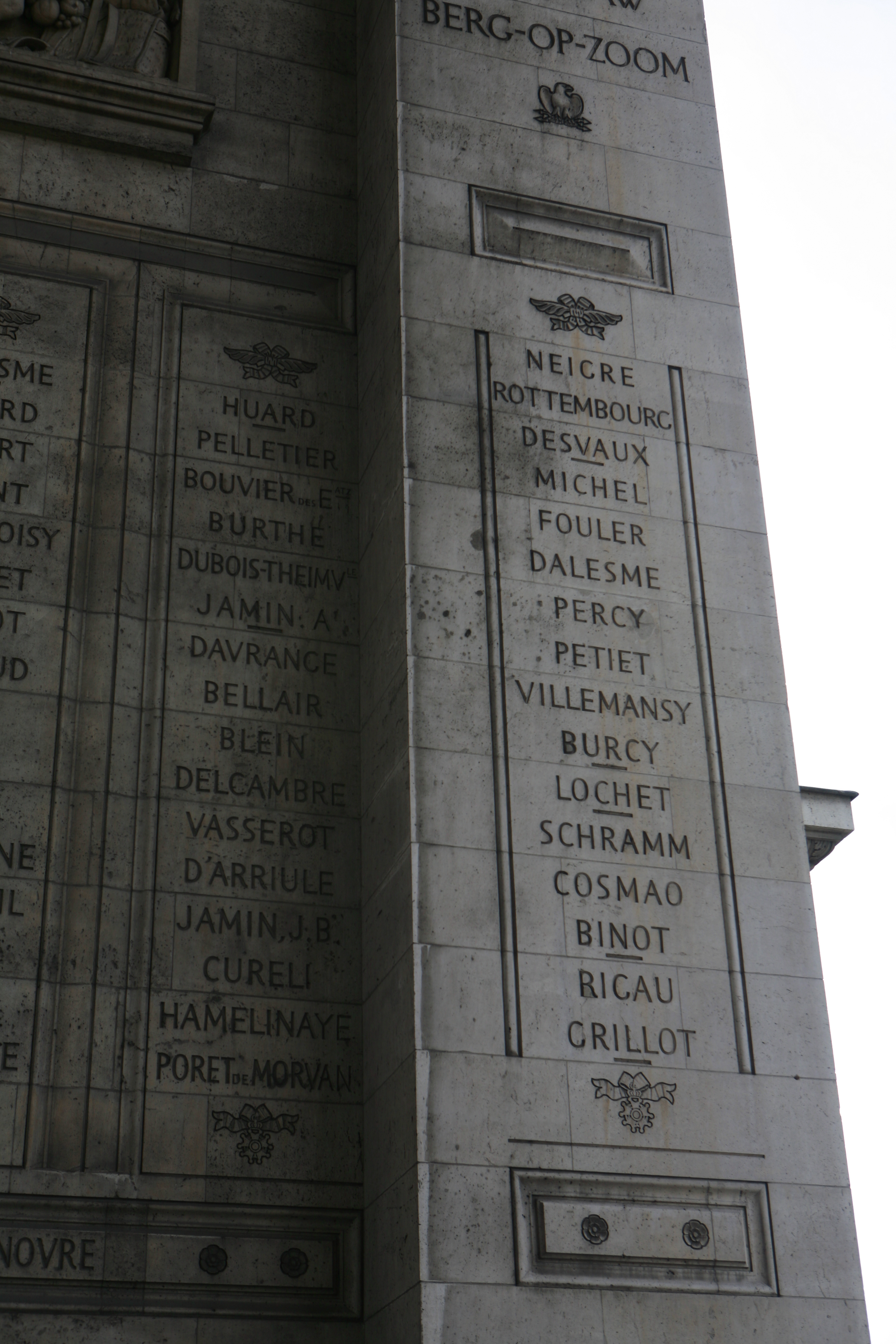
Colunas 9, 10.

|  | Coluna 1     | Coluna 2    | Coluna 3     | Coluna 4     | Coluna 5     | Coluna 6   | Coluna 7    | Coluna 8    | Coluna 9         | Coluna 10   |  |
|  | ------------ | ----------- | ------------ | ------------ | ------------ | ---------- | ----------- | ----------- | ---------------- | ----------- |  |
|  | •            | •           | •            | •            | JE BONAPARTE | •          | •           | •           | •                | •           |  |
|  | CHARTRES     | VICHERY     | LUCKNER      | GROUCHY      | AMBERT       | PONCET     | BROUSSIER   | DUHESME     | HUARD            | NEIGRE      |  |
|  | DUMONCEAU    | MARGARON    | LAFAYETTE    | VILLARET JSE | LAUBADERE    | DELAAGE    | GRATIEN     | GIRARD      | PELLETIER        | ROTTEMBOURG |  |
|  | DEMBARRERE   | GÉRARD, F.  | DUMOURIEZ    | DILLON       | TAPONIER     | BARBOU     | CHAMPMORIN  | LETORT      | BOUVIER DES EATZ | DESVAUX     |  |
|  | VERHUELL     | PIRÉ        | KELLERMANN   | CHARBONIER   | LAMARCHE     | BONNEAU    | QUENTIN     | FRIANT      | BURTHE           | MICHEL      |  |
|  | ROUYER       | BALTUS      | TRUGUET      | MIRANDA      | COLAUD       | DESENFANTS | DAVID       | MONTCHOISY  | DUBOIS-THEIMVLE  | FOULER      |  |
|  | SEROUX       | PROST       | BEURNONVILLE | VALENCE      | HATRY        | MORLOT     | OLIVIER     | MERMET      | JAMIN, A.        | DALESME     |  |
|  | HANICQUE     | DOMMANGET   | DAMPIERRE    | TILLY        | DUFOUR       | LEMOINE    | MALHER      | POINSOT     | DAVRANGE         | PERCY       |  |
|  | PUTHOD       | BONNAIRE    | CUSTINE      | FERRAND      | LIGNEVILLE   | MEUNIER    | LEVAL       | DARNAUD     | BELLAIR          | PETIET      |  |
|  | ST GERMAIN   | JOUBERT, J. | HOUCHARD     | CHAZOT       | BONNARD      | MARCEAU    | SAHUC       | PETIT       | BLEIN            | VILLEMANSY  |  |
|  | DESSAIX, J.  | DAMAS       | LATOUCHE     | LANDREMONT   | DEJEAN       | DEBELLE    | MONTRICHARD | TESTE       | DELCAMBRE        | BURCY       |  |
|  | MISSIESSY    | MONFORT     | PICHEGRU     | LANOUE       | SOUHAM       | HARDY      | BOYER       | PAJOL       | VASSEROT         | LOCHET      |  |
|  | VANDERMAESEN | PENNE       | JOURDAN      | PULLY        | KILMAINE     | LORGE      | MARCOGNET   | CAMBRONNE   | D'ARRIULE        | SCHRAMM     |  |
|  | DOUMERC      | HAMELIN     | HOCHE        | DABOVILLE    | VANDAMME     | LAHOUSSAYE | LAROCHE     | DAUMESNIL   | JAMIN, J.B.      | COSMAO      |  |
|  | AMEY         | HULOT       | BERNADOTTE   | CARNOT       | LEMAIRE      | GILOT      | GUILLEMINOT | GOUVION     | CURELI           | BINOT       |  |
|  | BORDESOULLE  | BARDET      | CHAMPIONNET  | DUVAL        | HARVILLE     | PAILLARD   | FAUCONNET   | BASTOUL     | HAMELINAYE       | RIGAU       |  |
|  | LEFOL        | VILLATTE    | LEFEBVRE     | LEVENEUR     | SPARRE       | WATRIN     | DORSNER     | BEAUREPAIRE | PORET DE MORVAN  | GRILLOT     |  |
|  | DONOP        | •           | DE ST MARS   | •            | GRUNDLER     | •          | SCHNEIDER   | •           | •                | •           |  |

|  | ARMEES DU NORD ・ DES ARDENNES ・ DE LA MOSELLE ・ DU RHIN ・ DE SAMBRE ET MEUSE ・ DE RHIN ET MOSELLE ・ DE HOLLANDE ・ DE HANOVRE |

## Pilar leste

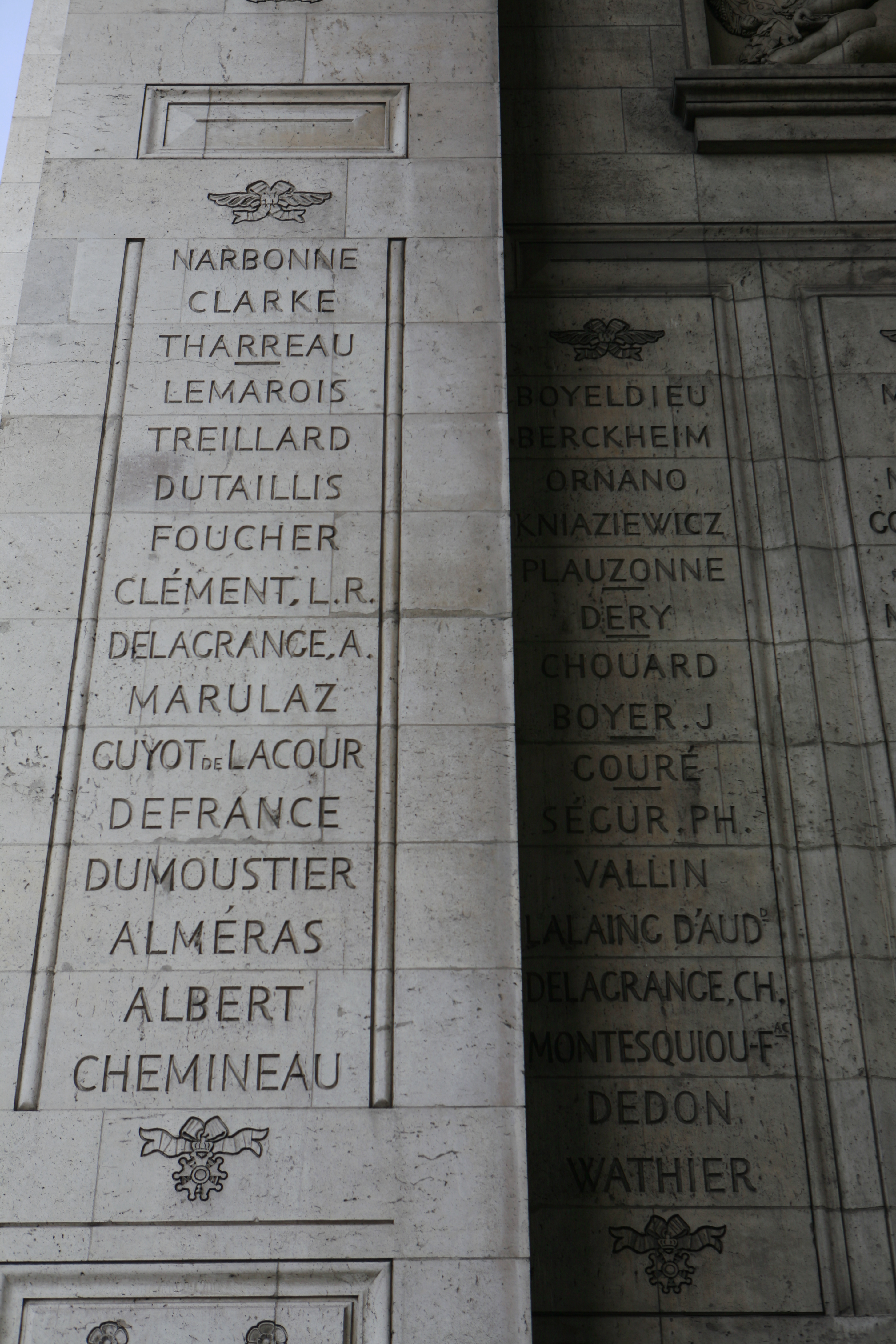
Colunas 11, 12.
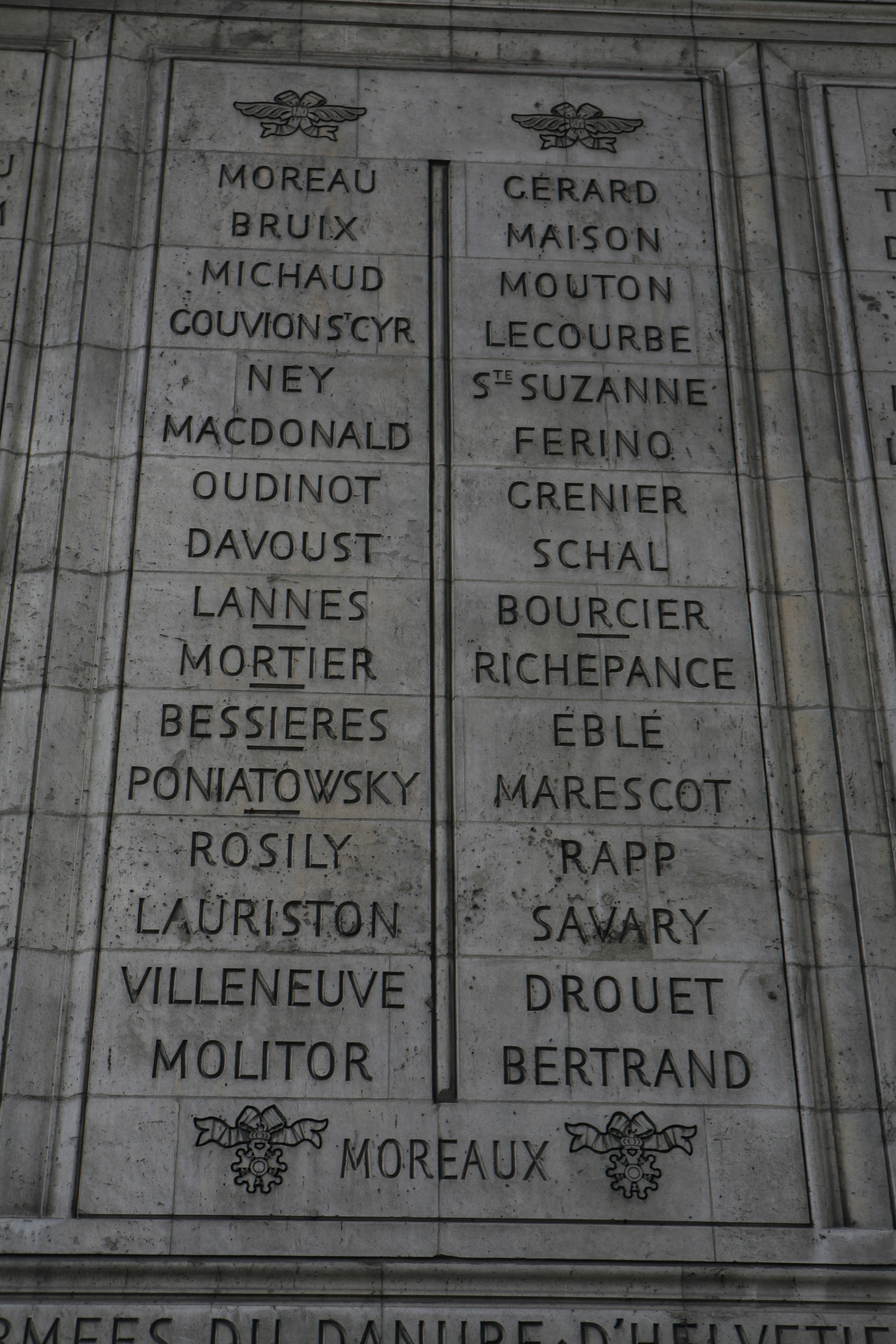
Colunas 13, 14.
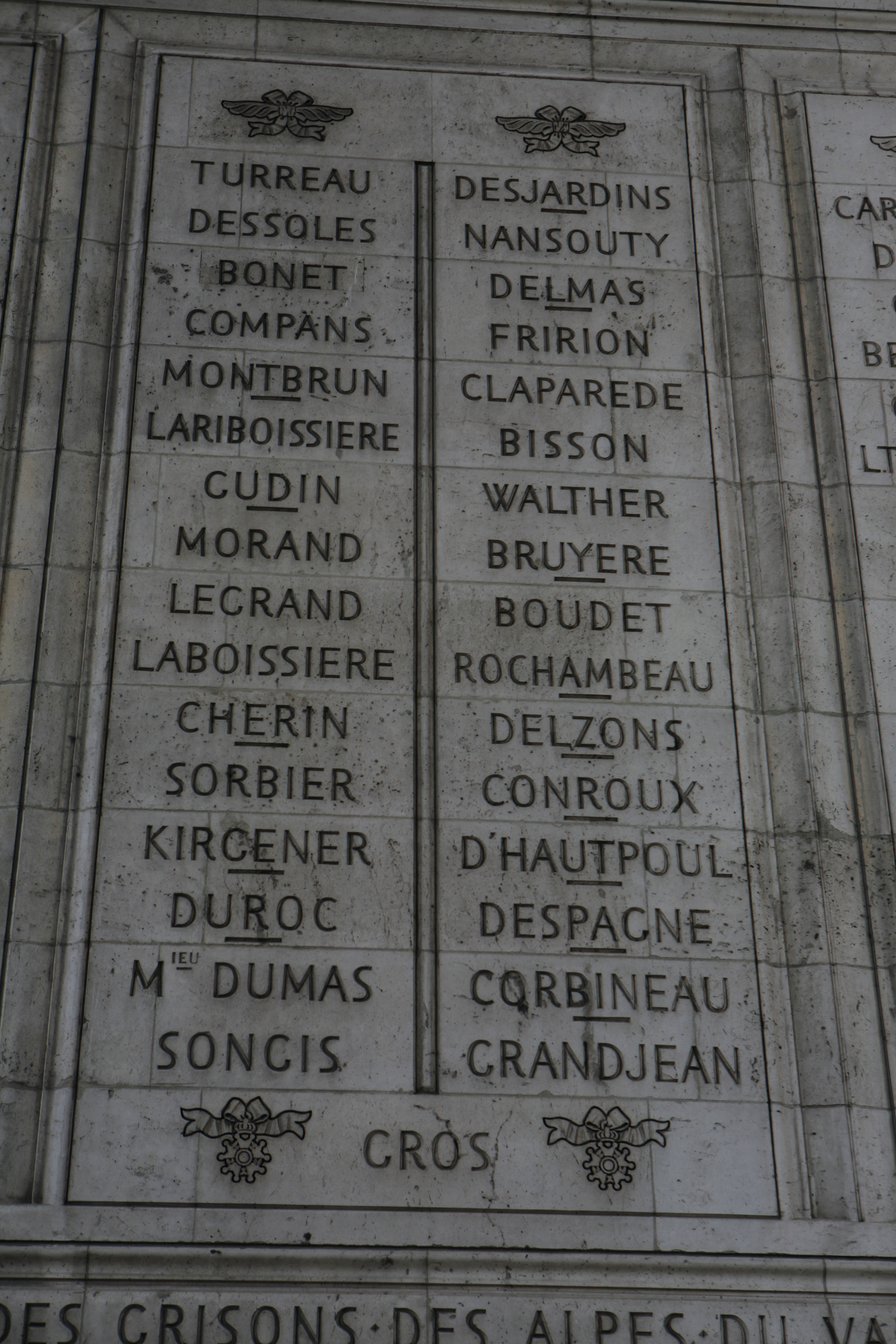
Colunas 15, 16.
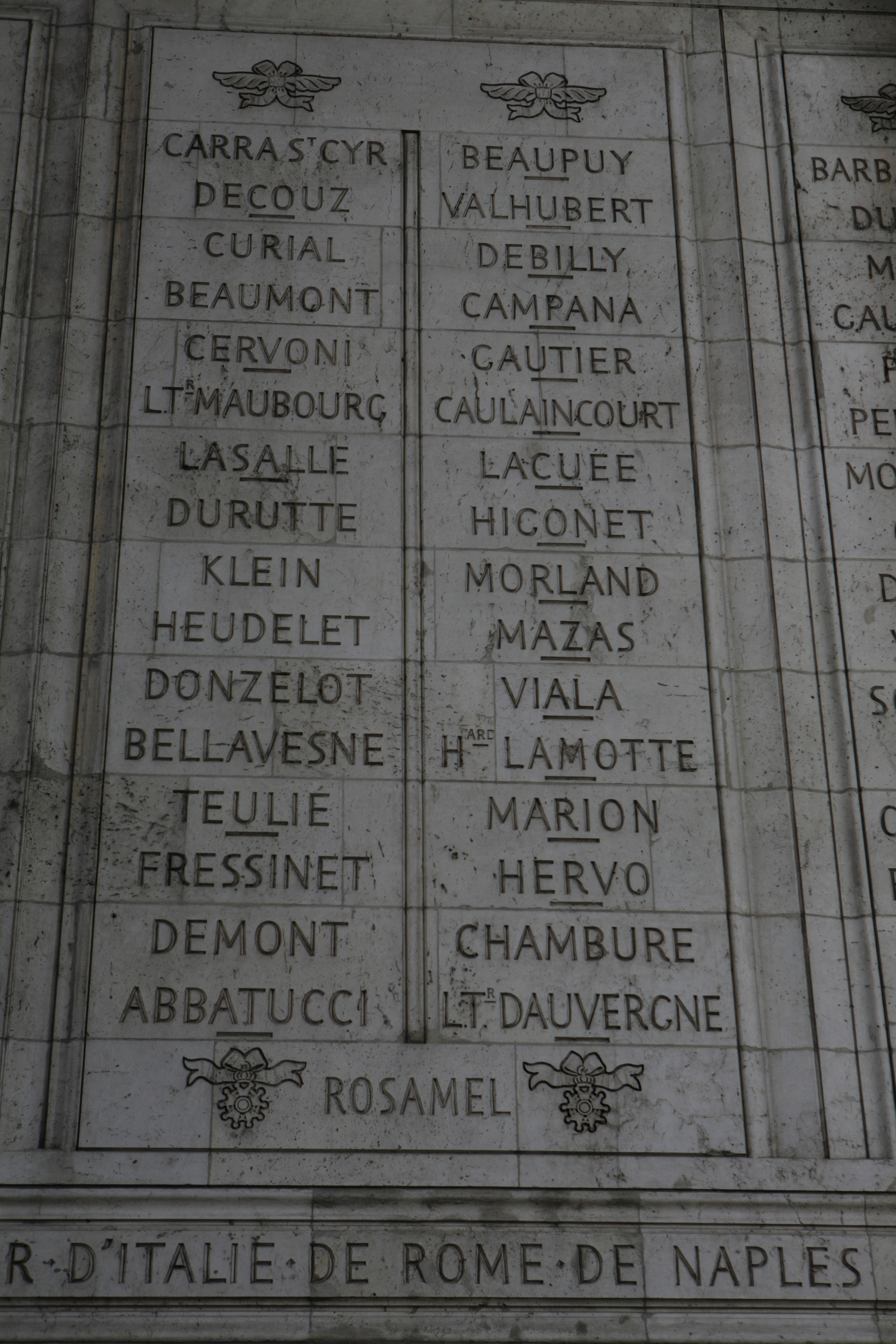
Colunas 17, 18.
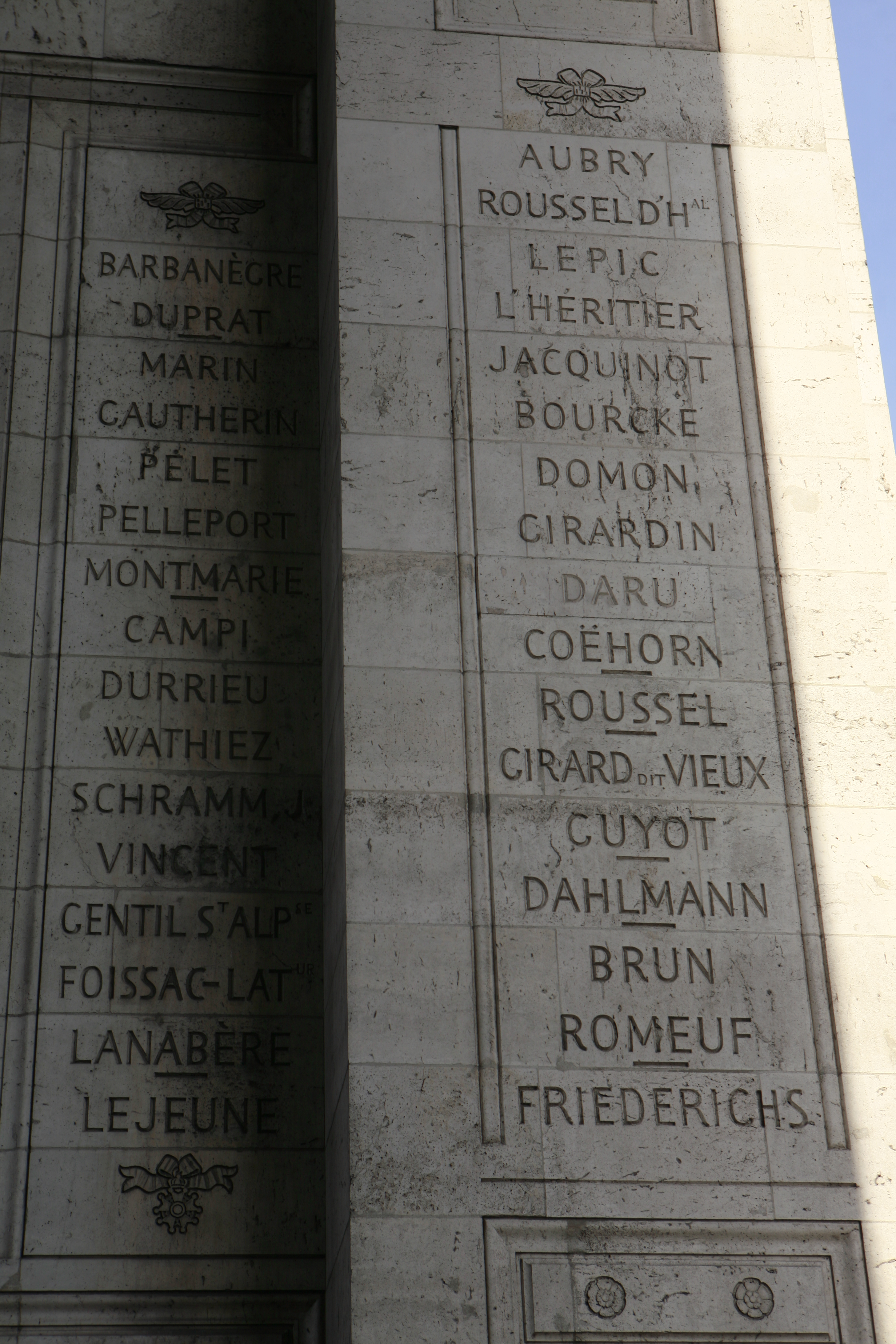
Colunas 19, 20.

|  | Coluna 11       | Coluna 12       | Coluna 13      | Coluna 14   | Coluna 15     | Coluna 16  | Coluna 17     | Coluna 18      | Coluna 19       | Coluna 20        |  |
|  | --------------- | --------------- | -------------- | ----------- | ------------- | ---------- | ------------- | -------------- | --------------- | ---------------- |  |
|  | •               | •               | •              | •           | •             | •          | •             | •              | •               | •                |  |
|  | NARBONNE        | BOYELDIEU       | MOREAU         | GERARD      | TURREAU       | DESJARDINS | CARRA ST CYR  | BEAUPUY        | BARBANÈGRE      | AUBRY            |  |
|  | CLARKE          | BERCKHEIM       | BRUIX          | MAISON      | DESSOLES      | NANSOUTY   | DECOUZ        | VALHUBERT      | DUPRAT          | ROUSSEL D'HAL    |  |
|  | THARREAU        | ORNANO          | MICHAUD        | MOUTON      | BONET         | DELMAS     | CURIAL        | DEBILLY        | MARIN           | LEPIC            |  |
|  | LEMAROIS        | KNIAZIEWICZ     | GOUVION ST CYR | LECOURBE    | COMPANS       | FRIRION    | BEAUMONT      | CAMPANA        | GAUTHERIN       | L'HÉRITIER       |  |
|  | TREILLARD       | PLAUZONNE       | NEY            | STE SUZANNE | MONTBRUN      | CLAPAREDE  | CERVONI       | GAUTIER        | PELET           | JACQUINOT        |  |
|  | DUTAILLIS       | DERY            | MACDONALD      | FERINO      | LARIBOISSIERE | BISSON     | L.TR MAUBOURG | CAULAINCOURT   | PELLEPORT       | BOURCKE          |  |
|  | FOUCHER         | CHOUARD         | OUDINOT        | GRENIER     | GUDIN         | WALTHER    | LASALLE       | LACUÉE         | MONTMARIE       | DOMON            |  |
|  | CLÉMENT, L.R.   | BOYER, J.       | DAVOUST        | SCHAAL      | MORAND        | BRUYERE    | DURUTTE       | HIGONET        | CAMPI           | GIRARDIN         |  |
|  | DELAGRANGE, A.  | GOURÉ           | LANNES         | BOURCIER    | LEGRAND       | BOUDET     | KLEIN         | MORLAND        | DURRIEU         | DARU             |  |
|  | MARULAZ         | SÉGUR, PH.      | MORTIER        | RICHEPANCE  | LABOISSIERE   | ROCHAMBEAU | HEUDELET      | MAZAS          | WATHIEZ         | COËHORN          |  |
|  | GUYOT DE LACOUR | VALLIN          | BESSIERES      | ÉBLÉ        | CHERIN        | DELZONS    | DONZELOT      | VIALA          | SCHRAMM, J.     | ROUSSEL          |  |
|  | DEFRANCE        | LALAING D'AUDDE | PONIATOWSKY    | MARESCOT    | SORBIER       | CONROUX    | BELLAVESNE    | HARD LAMOTTE   | VINCENT         | GIRARD DIT VIEUX |  |
|  | DUMOUSTIER      | DELAGRANGE, CH. | ROSILY         | RAPP        | KIRGENER      | D'HAUTPOUL | TEULIÉ        | MARION         | GENTIL ST ALPSE | GUYOT            |  |
|  | ALMÉRAS         | MONTESQUIOU⁠-⁠FAC | LAURISTON      | SAVARY      | DUROC         | DESPAGNE   | FRESSINET     | HERVO          | FOISSAC-LATUR   | DAHLMANN         |  |
|  | ALBERT          | DEDON           | VILLENEUVE     | DROUET      | MIEU DUMAS    | CORBINEAU  | DEMONT        | CHAMBURE       | LANABÈRE        | BRUN             |  |
|  | CHEMINEAU       | WATHIER         | MOLITOR        | BERTRAND    | SONGIS        | GRANDJEAN  | ABBATUCCI     | L.TR DAUVERGNE | LEJEUNE         | ROMEUF           |  |
|  | •               | •               | MOREAUX        | •           | GROS          | •          | ROSAMEL       | •              | •               | FRIEDERICHS      |  |

|  | ARMEES DU DANUBE ・ D'HELVETIE ・ DES GRISONS ・ DES ALPES ・ DU VAR ・ D'ITALIE ・ DE ROME ・ DE NAPLES |

## Pilar sul

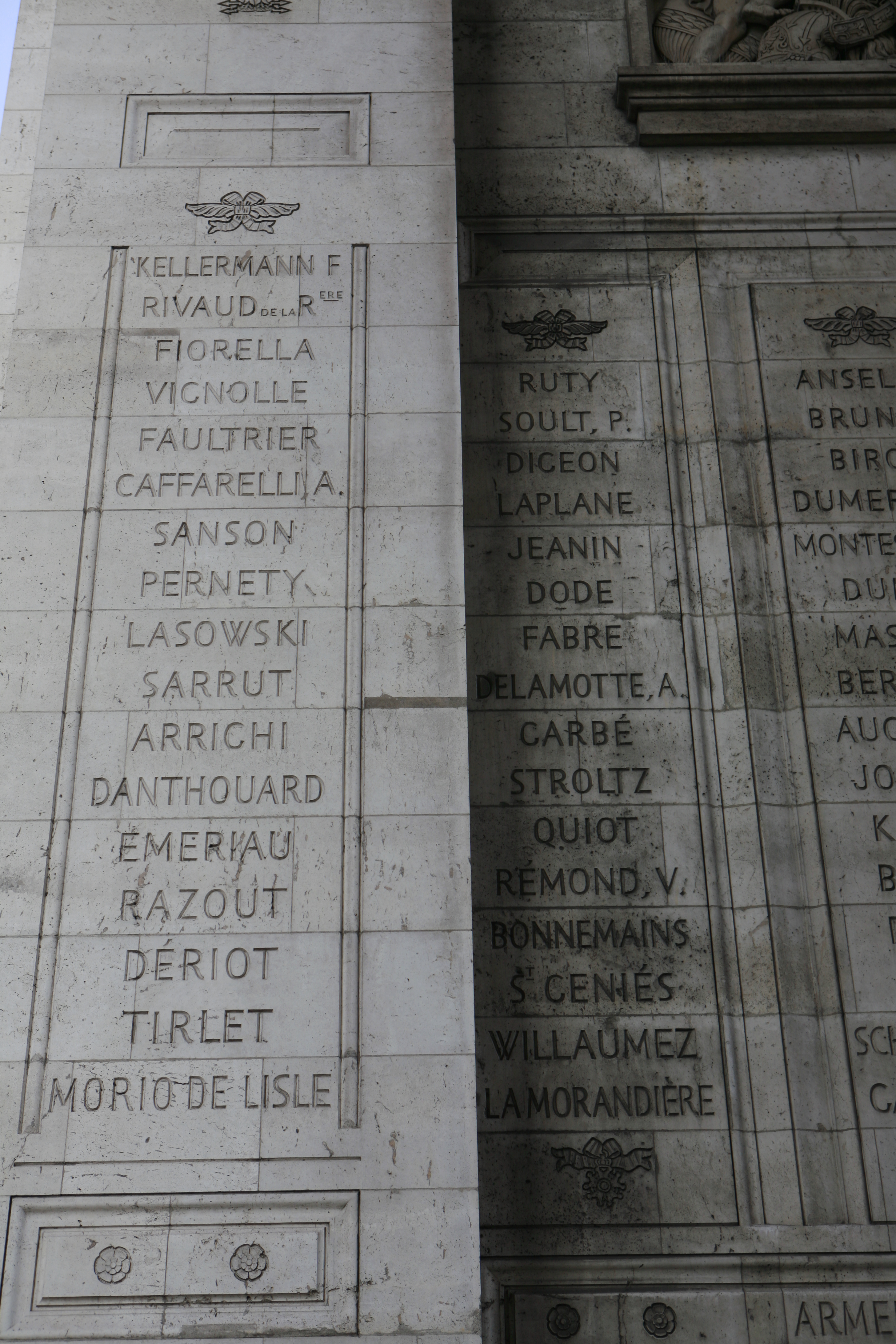
Colunas 21, 22.
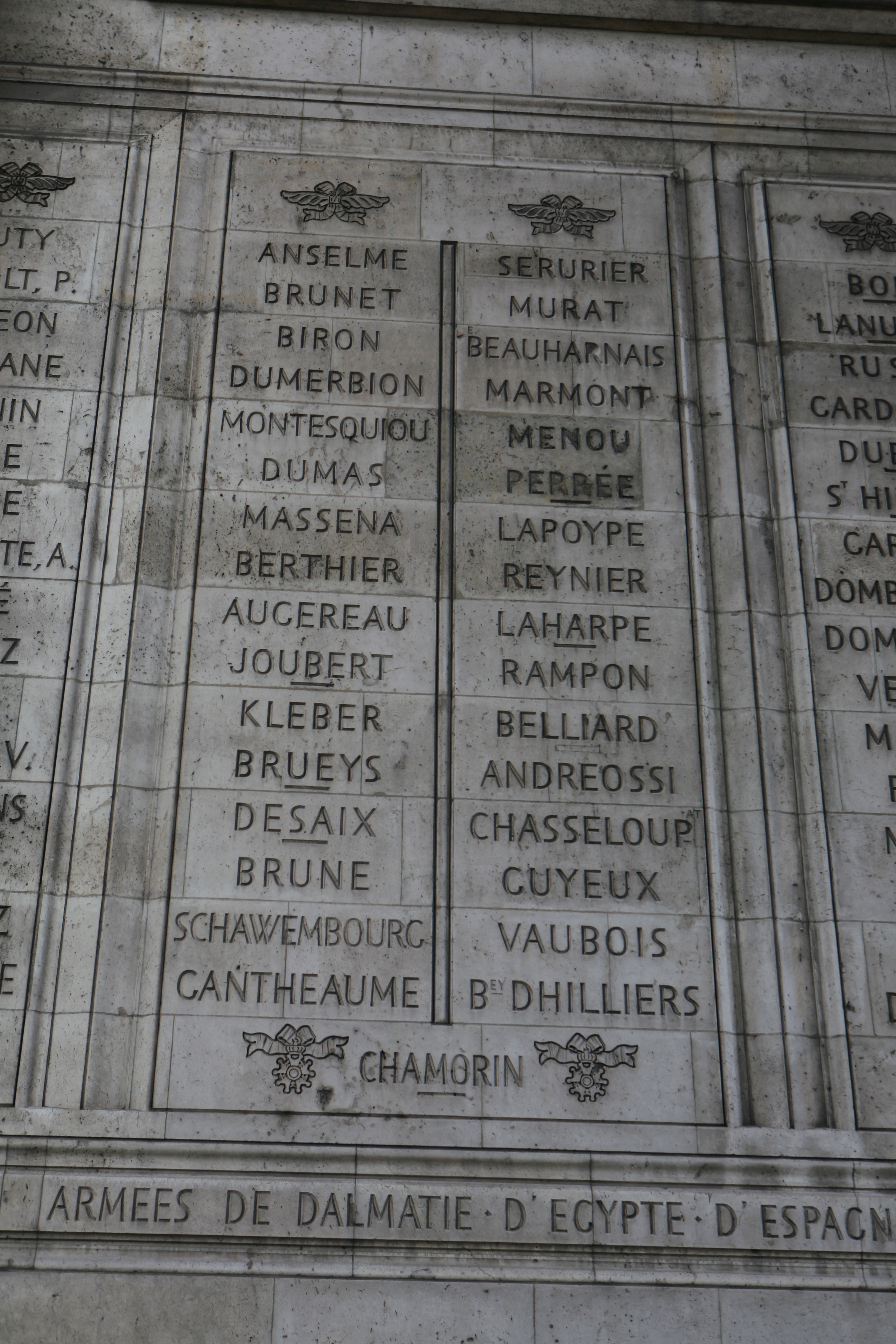
Colunas 23, 24.
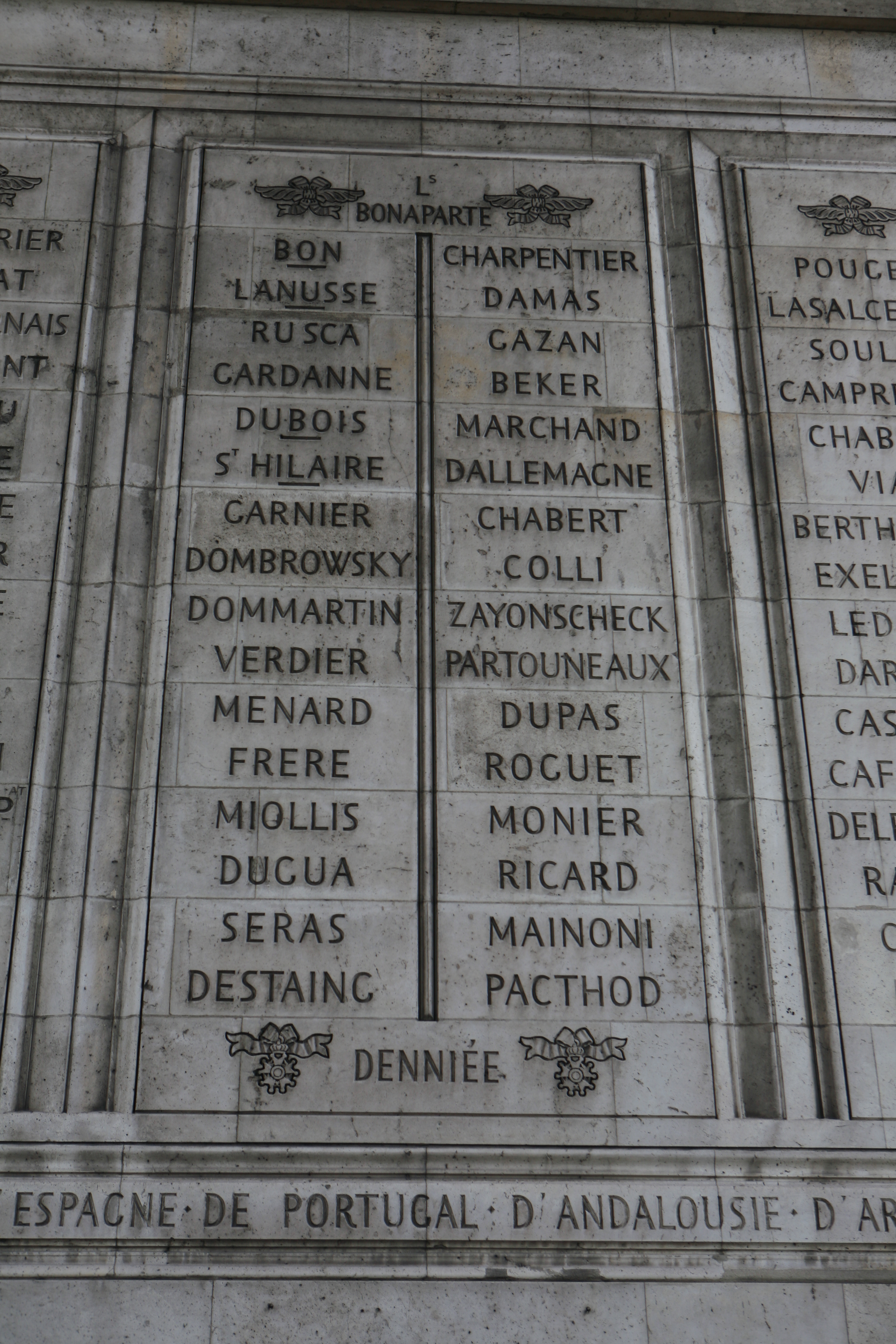
Colunas 25, 26.
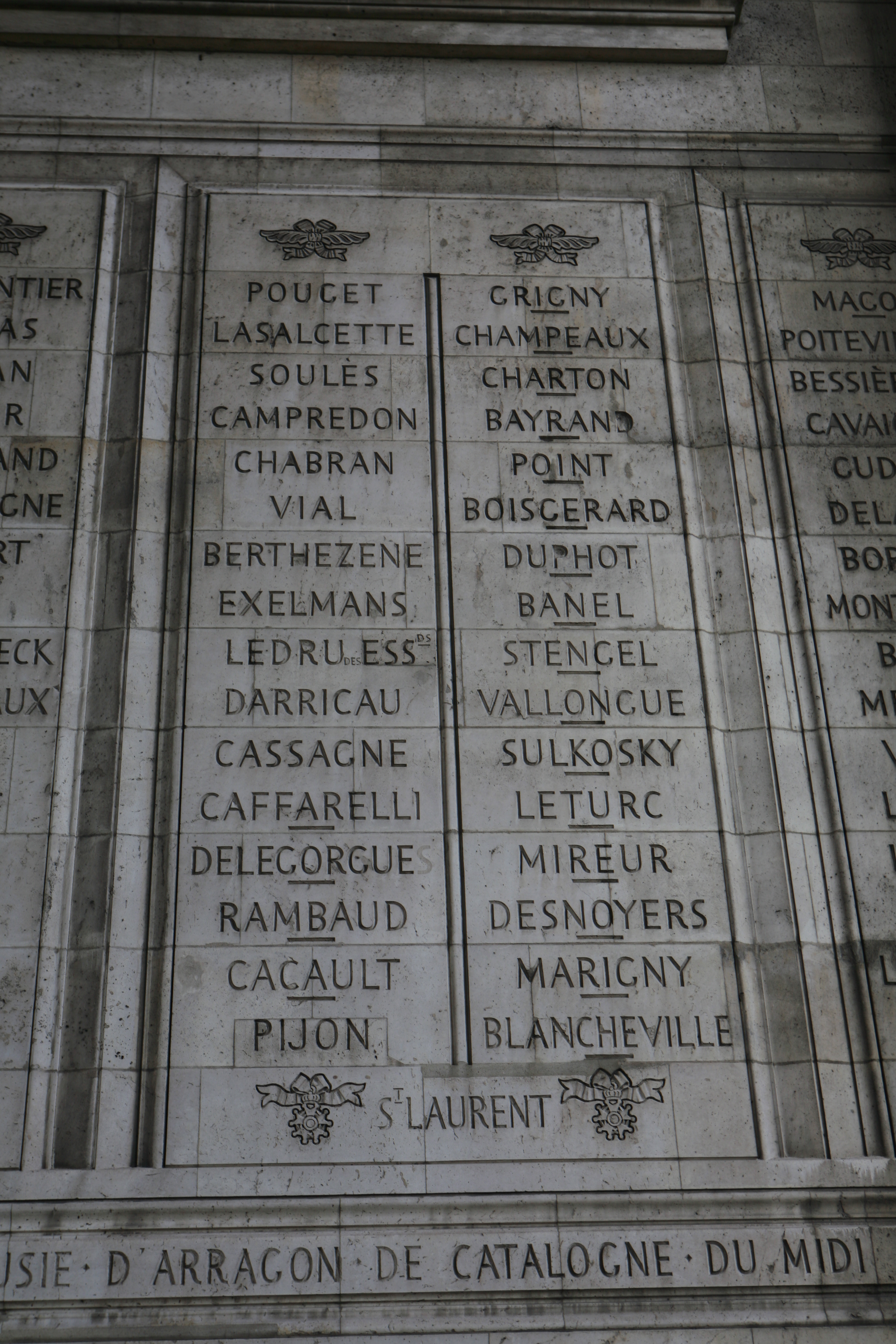
Colunas 27, 28.
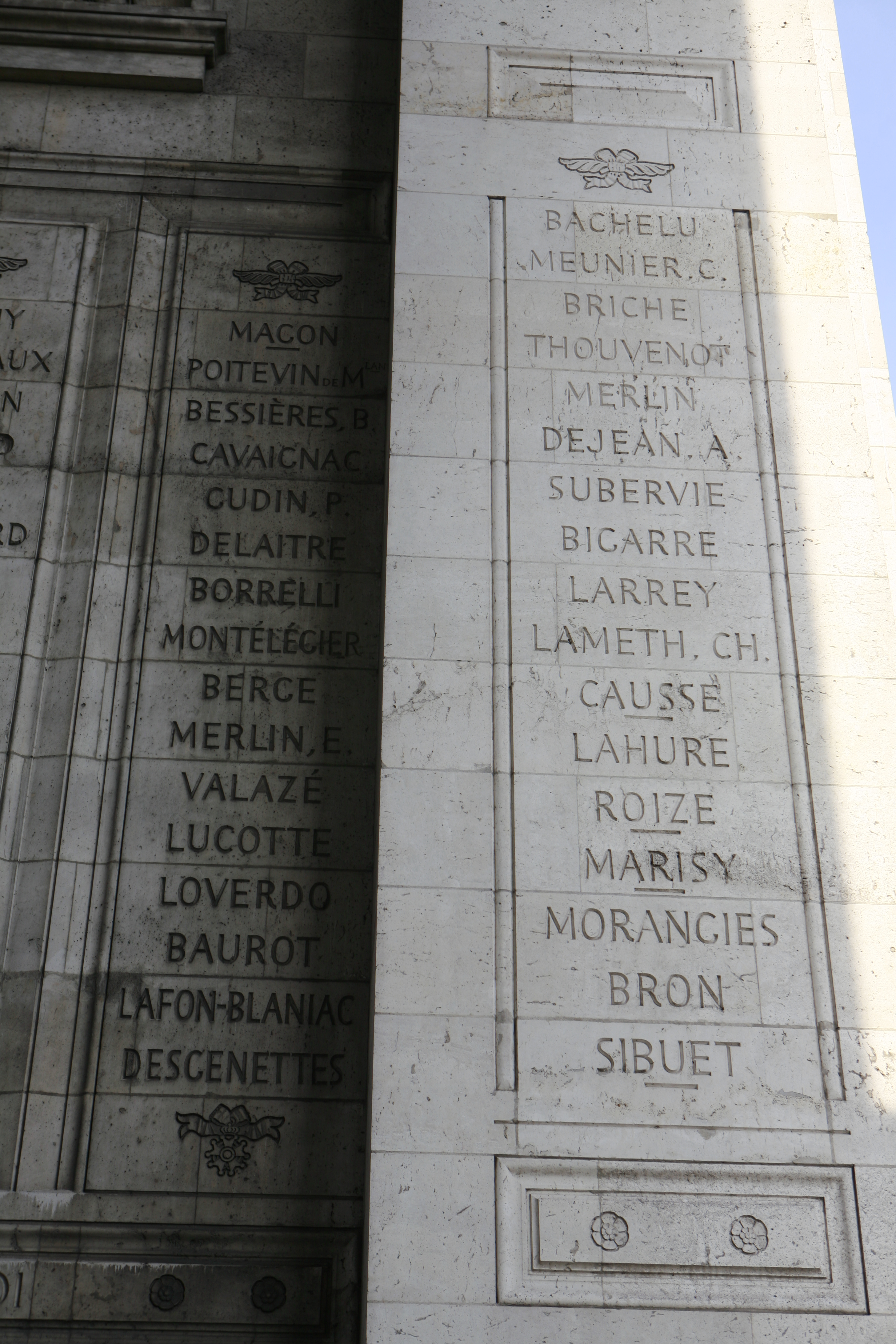
Colunas 29, 30.

|  | Coluna 21         | Coluna 22     | Coluna 23    | Coluna 24      | Coluna 25    | Coluna 26   | Coluna 27       | Coluna 28    | Coluna 29        | Coluna 30   |  |
|  | ----------------- | ------------- | ------------ | -------------- | ------------ | ----------- | --------------- | ------------ | ---------------- | ----------- |  |
|  | •                 | •             | •            | •              | LS BONAPARTE | •           | •               | •            | •                | •           |  |
|  | KELLERMANN, F.    | RUTY          | ANSELME      | SERURIER       | BON          | CHARPENTIER | POUGET          | GRIGNY       | MAGON            | BACHELU     |  |
|  | RIVAUD DE LA RÈRE | SOULT, P.     | BRUNET       | MURAT          | LANUSSE      | DAMAS       | LASALCETTE      | CHAMPEAUX    | POITEVIN DE MLAN | MEUNIER, C. |  |
|  | FIORELLA          | DIGEON        | BIRON        | E. ⁠BEAUHARNAIS | RUSCA        | GAZAN       | SOULÈS          | CHARTON      | BESSIÈRES, B.    | BRICHE      |  |
|  | VIGNOLLE          | LAPLANE       | DUMERBION    | MARMONT        | GARDANNE     | BEKER       | CAMPREDON       | BAYRAND      | CAVAIGNAC        | THOUVENOT   |  |
|  | FAULTRIER         | JEANIN        | MONTESQUIOU  | MENOU          | DUBOIS       | MARCHAND    | CHABRAN         | POINT        | GUDIN, P.        | MERLIN      |  |
|  | CAFFARELLI, A.    | DODE          | DUMAS        | PERRÉE         | ST HILAIRE   | DALLEMAGNE  | VIAL            | BOISGERARD   | DELAITRE         | DEJEAN, A.  |  |
|  | SANSON            | FABRE         | MASSENA      | LAPOYPE        | GARNIER      | CHABERT     | BERTHEZENE      | DUPHOT       | BORRELLI         | SUBERVIE    |  |
|  | PERNETY           | DELAMOTTE, A. | BERTHIER     | REYNIER        | DOMBROWSKY   | COLLI       | EXELMANS        | BANEL        | MONTÉLÉGIER      | BIGARRE     |  |
|  | LASOWSKI          | GARBÉ         | AUGEREAU     | LAHARPE        | DOMMARTIN    | ZAYONSCHECK | LEDRU DES ESSDS | STENGEL      | BERGE            | LARREY      |  |
|  | SARRUT            | STROLTZ       | JOUBERT      | RAMPON         | VERDIER      | PARTOUNEAUX | DARRICAU        | VALLONGUE    | MERLIN, E.       | LAMETH, CH. |  |
|  | ARRIGHI           | QUIOT         | KLEBER       | BELLIARD       | MENARD       | DUPAS       | CASSAGNE        | SULKOSKY     | VALAZÉ           | CAUSSE      |  |
|  | DANTHOUARD        | RÉMOND, V.    | BRUEYS       | ANDREOSSI      | FRERE        | ROGUET      | CAFFARELLI      | LETURC       | LUCOTTE          | LAHURE      |  |
|  | EMERIAU           | BONNEMAINS    | DESAIX       | CHASSELOUP⁠-⁠AT  | MIOLLIS      | MONIER      | DELEGORGUES     | MIREUR       | LOVERDO          | ROIZE       |  |
|  | RAZOUT            | ST GENIÉS     | BRUNE        | GUYEUX         | DUGUA        | RICARD      | RAMBAUD         | DESNOYERS    | BAUROT           | MARISY      |  |
|  | DÉRIOT            | WILLAUMEZ     | SCHAWEMBOURG | VAUBOIS        | SERAS        | MAINONI     | CACAULT         | MARIGNY      | LAFON-BLANIAC    | MORANGIES   |  |
|  | TIRLET            | LAMORANDIÈRE  | GANTHEAUME   | BEY D'HILLIERS | DESTAING     | PACTHOD     | PIJON           | BLANCHEVILLE | DESGENETTES      | BRON        |  |
|  | MORIO DE LISLE    | •             | CHAMORIN     | •              | DENNIÉE      | •           | ST LAURENT      | •            | •                | SIBUET      |  |

|  | ARMEES DE DALMATIE ・ D'EGYPTE ・ D'ESPAGNE ・ DE PORTUGAL ・ D'ANDALOUSIE ・ D'ARRAGON ・ DE CATALOGNE ・ DU MIDI |

## Pilar oeste

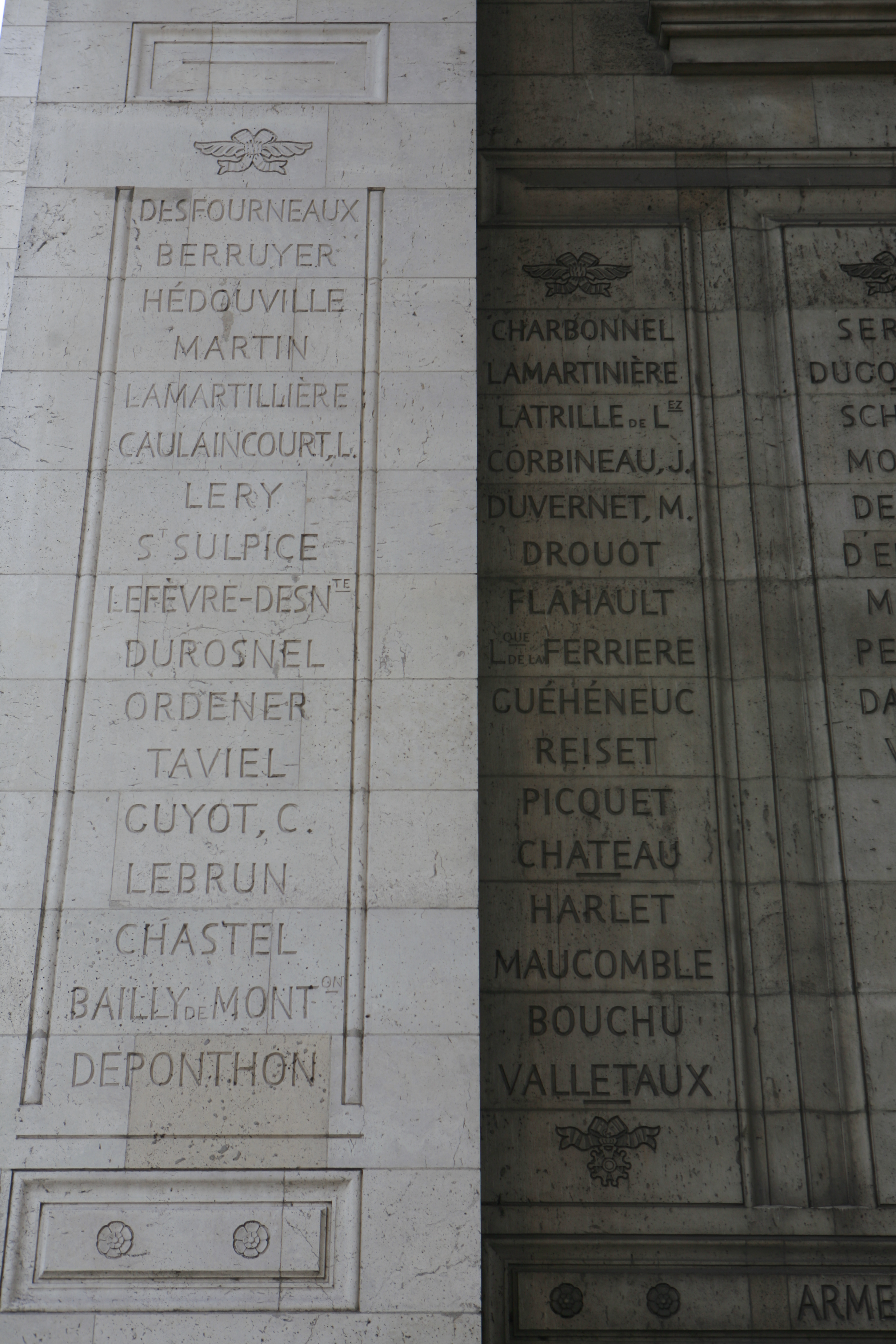
Colunas 31, 32.
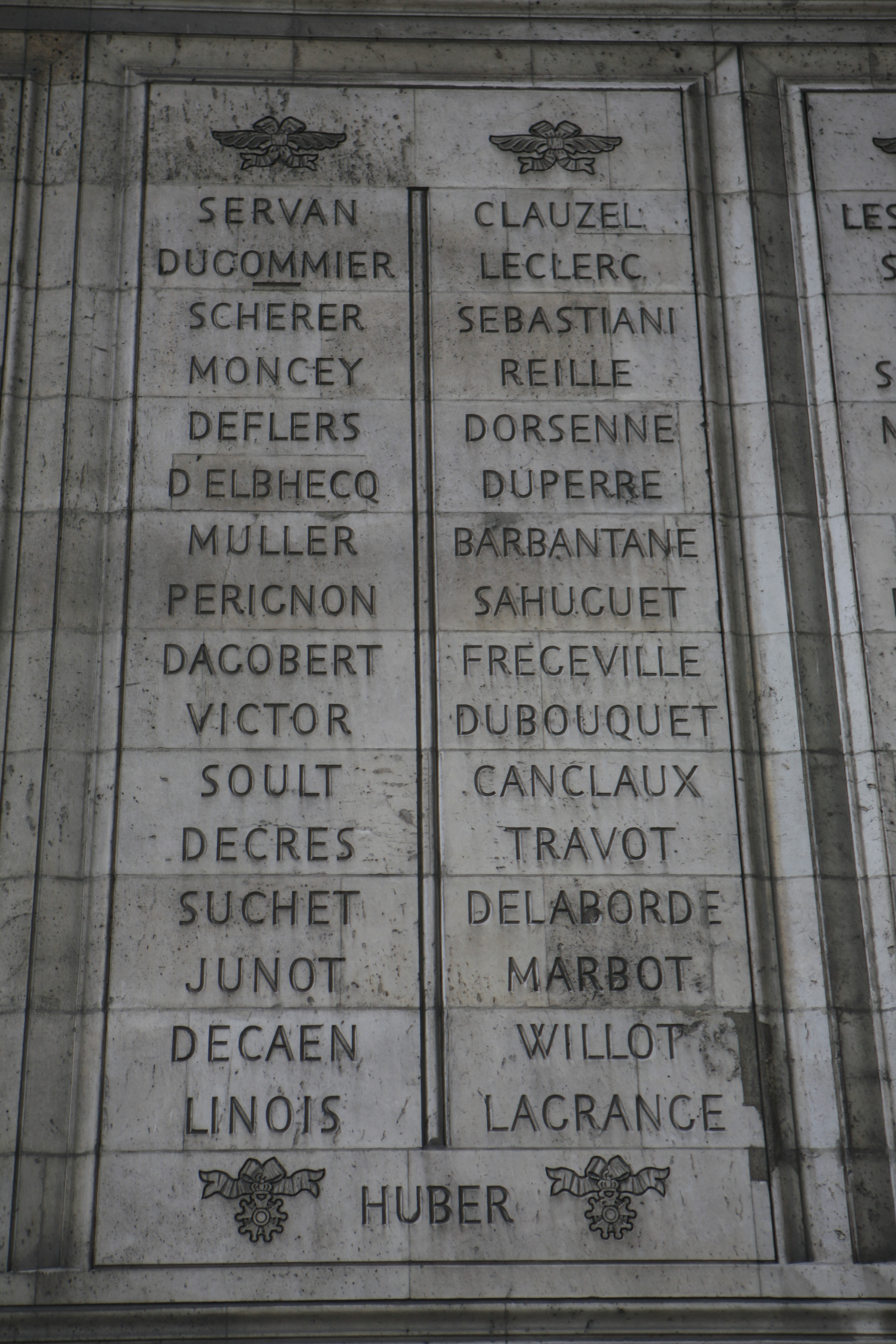
Colunas 33, 34.
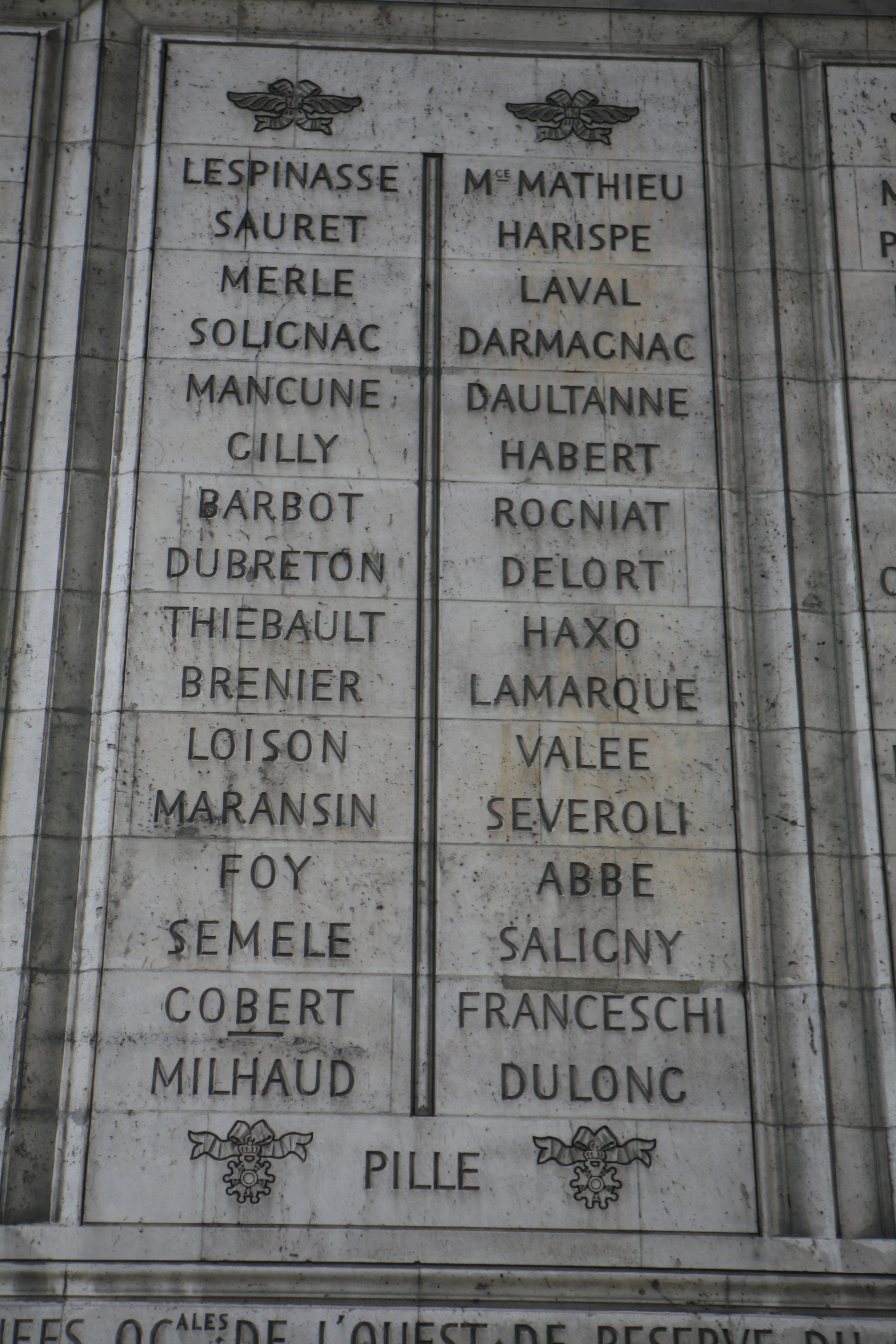
Colunas 35, 36.
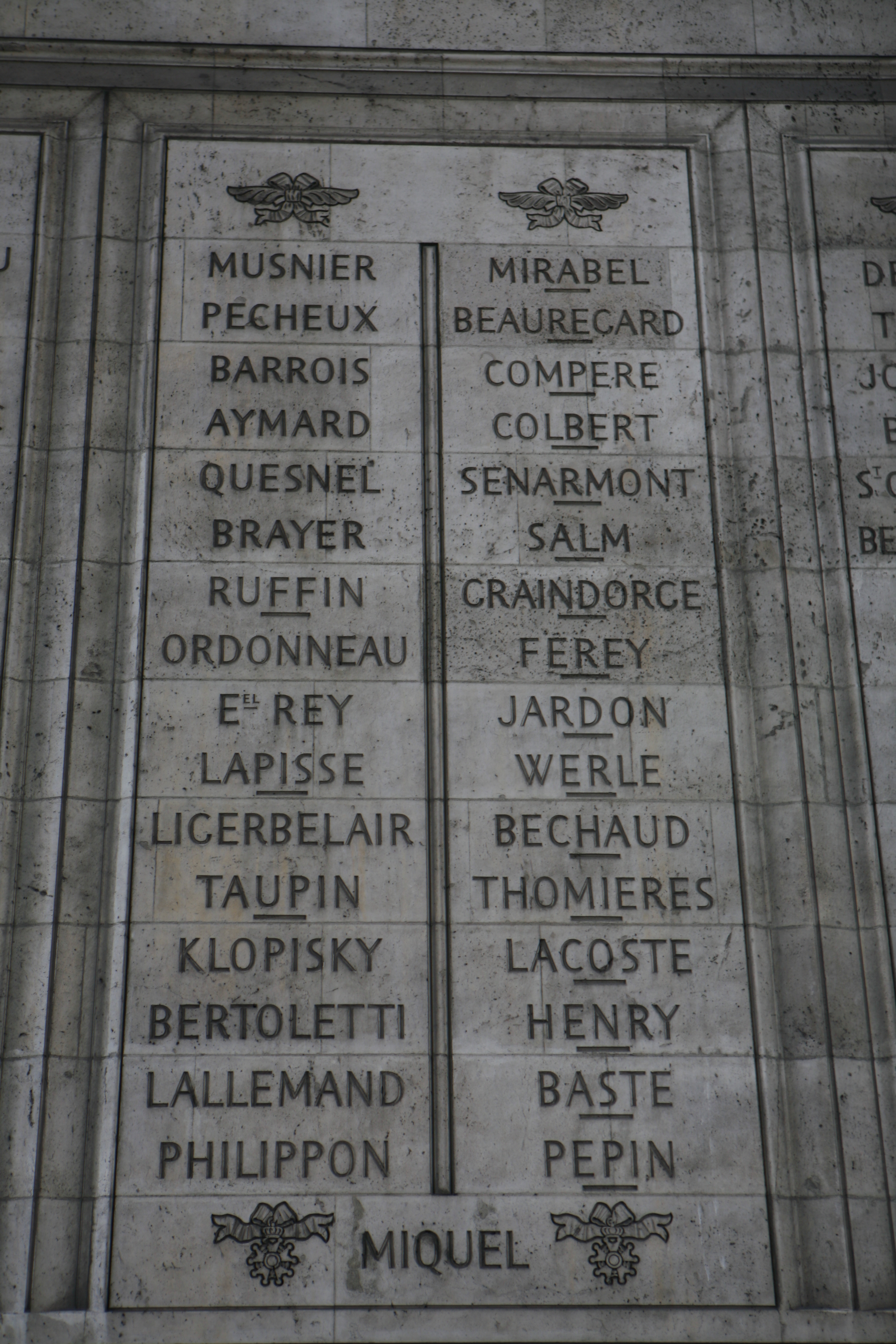
Colunas 37, 38.
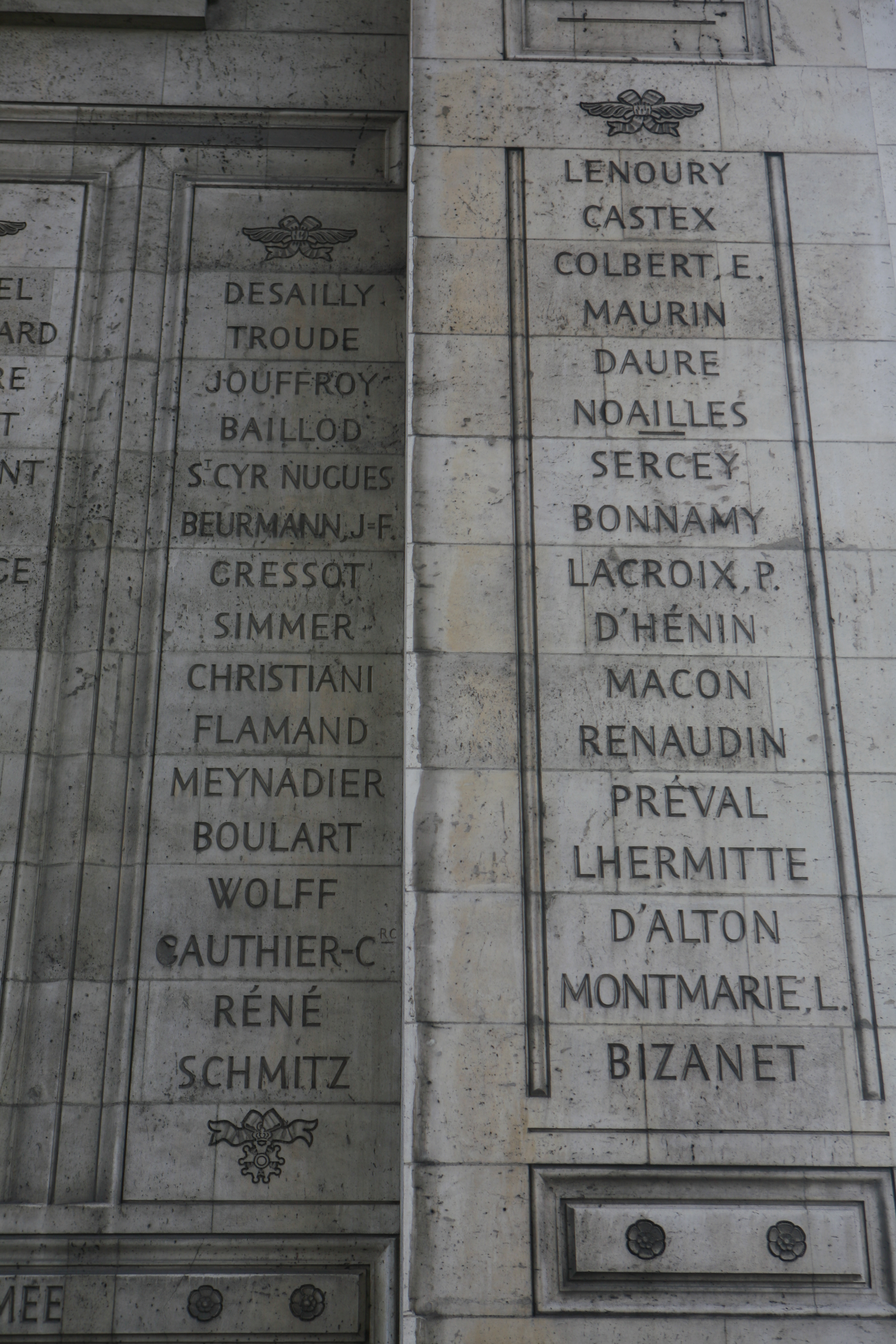
Colunas 39, 40.

|  | Coluna 31        | Coluna 32           | Coluna 33 | Coluna 34  | Coluna 35  | Coluna 36   | Coluna 37    | Coluna 38  | Coluna 39      | Coluna 40     |  |
|  | ---------------- | ------------------- | --------- | ---------- | ---------- | ----------- | ------------ | ---------- | -------------- | ------------- |  |
|  | •                | •                   | •         | •          | •          | •           | •            | •          | •              | •             |  |
|  | DESFOURNEAUX     | CHARBONNEL          | SERVAN    | CLAUZEL    | LESPINASSE | MCE MATHIEU | MUSNIER      | MIRABEL    | DESAILLY       | LENOURY       |  |
|  | BERRUYER         | LAMARTINIÈRE        | DUGOMMIER | LECLERC    | SAURET     | HARISPE     | PECHEUX      | BEAUREGARD | TROUDE         | CASTEX        |  |
|  | HÉDOUVILLE       | LATRILLE DE LEZ     | SCHERER   | SEBASTIANI | MERLE      | LAVAL       | BARROIS      | COMPERE    | JOUFFROY       | COLBERT, E.   |  |
|  | MARTIN           | CORBINEAU, J.       | MONCEY    | REILLE     | SOLIGNAC   | DARMAGNAC   | AYMARD       | COLBERT    | BAILLOD        | MAURIN        |  |
|  | LAMARTILLIÈRE    | DUVERNET, M.        | DEFLERS   | DORSENNE   | MANCUNE    | DAULTANNE   | QUESNEL      | SENARMONT  | ST CYR NUGUES  | DAURE         |  |
|  | CAULAINCOURT, L. | DROUOT              | D'ELBHECQ | DUPERRE    | GILLY      | HABERT      | BRAYER       | SALM       | BEURMANN, J=F. | NOAILLES      |  |
|  | LERY             | FLAHAULT            | MULLER    | BARBANTANE | BARBOT     | ROGNIAT     | RUFFIN       | GRAINDORGE | GRESSOT        | SERCEY        |  |
|  | ST SULPICE       | LQUE DE LA FERRIERE | PERIGNON  | SAHUGUET   | DUBRETON   | DELORT      | ORDONNEAU    | FEREY      | SIMMER         | BONNAMY       |  |
|  | LEFÈVRE-DESNTE   | GUÉHÉNEUC           | DAGOBERT  | FREGEVILLE | THIEBAULT  | HAXO        | EEL REY      | JARDON     | CHRISTIANI     | LACROIX, P.   |  |
|  | DUROSNEL         | REISET              | VICTOR    | DUBOUQUET  | BRENIER    | LAMARQUE    | LAPISSE      | WERLE      | FLAMAND        | D'HÉNIN       |  |
|  | ORDENER          | PICQUET             | SOULT     | CANCLAUX   | LOISON     | VALEE       | LIGER BELAIR | BECHAUD    | MEYNADIER      | MACON         |  |
|  | TAVIEL           | CHATEAU             | DECRES    | TRAVOT     | MARANSIN   | SEVEROLI    | TAUPIN       | THOMIERES  | BOULARD        | RENAUDIN      |  |
|  | GUYOT, C.        | HARLET              | SUCHET    | DELABORDE  | FOY        | ABBE        | KLOPISKY     | LACOSTE    | WOLFF          | PRÉVAL        |  |
|  | LEBRUN           | MAUCOMBLE           | JUNOT     | MARBOT     | SEMELE     | SALIGNY     | BERTOLETTI   | HENRY      | GAUTHIER-CRC   | LHERMITTE     |  |
|  | CHASTEL          | BOUCHU              | DECAEN    | WILLOT     | GOBERT     | FRANCESCHI  | LALLEMAND    | BASTE      | RÉNÉ           | D'ALTON       |  |
|  | BAILLY DE MONTON | VALLETAUX           | LINOIS    | LAGRANGE   | MILHAUD    | DULONG      | PHILIPPON    | PEPIN      | SCHMITZ        | MONTMARIE, L. |  |
|  | DEPONTHON        | •                   | HUBER     | •          | PILLE      | •           | MIQUEL       | •          | •              | BIZANET       |  |

|  | ARMEES DES PYRENEES ORALES ・ DES PYRENEES OCALES ・ DE L'OUEST ・ DE RESERVE ・ DU CAMP DE BOULOGNE ・ GRANDE ARMEE |

## Lista alfabética

### A
- Jean Charles Abbatucci, general de brigada, morto no cerco defensivo de Huningue contra os austríacos (n. 15 de novembro de 1770 em Zicavo – m. 2 de dezembro de 1796 em Huningue). Surge na 17.ª coluna.
- Louis Jean Nicolas Abbé, general de divisão (n. 28 de agosto de 1764 em Trépail – m. 9 de abril de 1834 em Châlons-sur-Marne). Surge na 36.ª coluna.
- Joseph Jean-Baptiste Albert, general de divisão (n. 28 de agosto de 1771 em Guillestre – m. 7 de setembro de 1822 em Offenbach). Surge na 11.ª coluna.
- Louis Alméras, general de divisão (n. 15 de março de 1768 em Vienne – m. 7 de janeiro de 1828 em Bordeaux). Surge na 11.ª coluna.
- Jean-Jacques Ambert, general de divisão (n. 30 de setembro de 1765 em Saint-Céré – m. 20 de novembro de 1851 em Saint-Claude). Surge na 5.ª coluna.
- François Pierre Joseph Amey, general de divisão (n. 2 de outubro de 1768 em Sélestat – m. 16 de novembro de 1850 em Strasbourg). Surge na 1.ª coluna.
- Antoine François Andréossy, general de divisão (n. 6 de março de 1761 em Castelnaudary – m. 10 de setembro de 1828 em Montauban). Surge na 24.ª coluna.
- Jacques Bernard Joseph Modeste d’Anselme, general de divisão (n. 22 de julho de 1740 em Apt – m. 17 de setembro de 1814 em Paris). Surge na 23.ª coluna.
- Jean Toussaint Arrighi de Casanova, general de divisão (n. 8 de março de 1778 em Corte – m. 22 de março de 1853 em Paris). Surge na 21.ª coluna.
- Claude Charles Aubry de La Boucharderie, general de brigada, ferido mortalmente na batalha de Leipzig (n. 25 de outubro de 1773 em Bourg-en-Bresse – m. 6 de novembro de 1813 em Leipzig). Surge na 20.ª coluna.
- Charles Pierre François Augereau, Marechal de França (n. 21 de outubro de 1757 em Paris – m. 12 de junho de 1816 em La Houssaye-en-Brie. Surge na 23.ª coluna.
- Antoine Aymard, general (n. 13 de outubro de 1773 em Ornaisons – m. 20 de abril de 1861 em Paris). Surge na 37.ª coluna.

### B
- Gilbert Désiré Joseph Bachelu, general de divisão (n. 9 de fevereiro de 1777 em Dole – m. 16 de junho de 1849 em Paris). Surge na 30.ª coluna.
- Jean-Pierre Baillod, general de brigada (n. 20 de agosto de 1771 em Songieu – m. 1 de março de 1853 em Valognes). Surge na 39.ª coluna.
- François Gédéon Bailly de Monthyon, general de divisão (n. 27 de janeiro de 1776 em Saint-Denis de La Réunion – m. 7 de setembro de 1850 em Paris). Surge na 31.ª coluna.
- Basile Guy Marie Victor Baltus de Pouilly, general de brigada (n. 2 de janeiro de 1766 em Metz – m. 13 de janeiro de 1845 em Brie-Comte-Robert). Surge na 2.ª coluna.
- Pierre Banel, general de brigada, morto no ataque ao château de Cosseria. (n. 30 de julho de 1766 em Lectoure – m. 13 de abril de 1796 em Cosseria). Surge na 28.ª coluna.
- Louis Baraguey d'Hilliers, general de divisão (n. 13 de agosto de 1764 em Paris – m. 6 de janeiro de 1813 em Berlin). Surge na 24.ª coluna.
- Joseph Barbanègre, general de brigada (n. 22 de agosto de 1772 em Pontacq – m. 7 de novembro de 1830 em Paris. Surge na 19.ª coluna.
- Hilarion Paul François Bienvenu Puget de Barbentane, general em chefe do exército dos Pirenéus Orientais em 1793 (n. 8 de março de 1754 em Paris – m. 27 de março de 1828 em Paris). Surge na 34.ª coluna.
- Marie Étienne de Barbot, general (n. 2 de abril de 1770 em Toulouse – m. 16 de fevereiro de 1839 em Toulouse). Surge na 35.ª coluna.
- Gabriel Barbou des Courières, general de divisão (n. 23 de novembro de 1761 em Abbeville – m. 6 de dezembro de 1827 em Paris). Surge na 6.ª coluna.
- Martial Bardet, general de divisão (n. 22 de maio de 1764 em Maison-Rouge Peyrillac – m. 3 de maio de 1837 em Maison-Rouge Peyrillac). Surge na 2.ª coluna.
- Pierre Barrois, general de divisão (n. 30 de outubro de 1774 em Ligny-en-Barrois – m. 19 de outubro de 1860 em Villiers-sur-Orge). Surge na 37.ª coluna.
- Pierre Baste, contre-amiral e general de brigada, morto na batalha de Brienne (n. 21 de novembro de 1768 em Bordeaux – m. 29 de janeiro de 1814 em Brienne). Surge na 38.ª coluna.
- Louis Bastoul, general de divisão, ferido mortalmente por projétil de canhão na sequência da batalha de Hohenlinden (n. 19 de agosto de 1753 em Montolieu – m. 15 de janeiro de 1801 em Munich). Surge na 8.ª coluna.
- Jean Baptiste Charles Baurot, general de brigada (n. 26 de maio de 1774 em Thuret – m. 10 de fevereiro de 1847 em Saint-Germain-en-Laye). Surge na 29.ª coluna.
- Eugène de Beauharnais, vice-rei da Itália e general comandante em chefe de l’armée d’Italie (n. 3 de setembro de 1781 em Paris – m. 21 de fevereiro de 1824 em Munich). Surge na 24.ª coluna.
- Louis Chrétien Carrière de Beaumont, general de divisão (n. 23 de setembro de 1763 em Beaumont-la-Ronce – m. 4 de abril de 1830 em Paris). Surge na 17.ª coluna.
- Armand Michel Bachelier de Beaupuy, general de divisão, morto por uma bala de canhão em Emmendingen (n. 14 de julho de 1755 em Mussidan – m. 19 de outubro de 1796 em Emmendingen. Surge na 18.ª coluna.
- Nicolas-Joseph Beaurepaire, lieutenant-coronel, tué lors du siège de Verdun (n. 7 de janeiro de 1740 em Coulommiers – m. 2 de setembro de 1792 em Verdun). Surge na 8.ª coluna.
- Jean-Pierre Béchaud, general de brigada, morto na batalha d'Orthez (n. 17 de fevereiro de 1770 em Belfort – m. 27 de fevereiro de 1814 em Orthez). Surge na 38.ª coluna.
- Nicolas Léonard Bagert Beker, general de brigada (n. 13 de janeiro de 1770 em Obernai – m. 18 de novembro de 1840 em Aubiat). Surge na 26.ª coluna.
- Antoine Alexandre Julienne, (no Arco está Bellair), general de brigada (n. 2 de junho de 1775 em Paris – m. 1 de junho de 1838 em Saint-Mandé). Surge na 9.ª coluna.
- Jacques Nicolas Bellavène ou Bellavesne, general de divisão (n. 20 de outubro de 1770 em Verdun – m. 16 de fevereiro de 1826 em Milly-la-Forêt). Surge na 17.ª coluna.
- Augustin-Daniel Belliard, general de divisão (n. 25 de maio de 1769 em Fontenay-le-Comte – m. 28 de janeiro de 1832 em Bruxelles). Surge na 24.ª coluna.
- Sigismond-Frédéric de Berckheim, general de divisão (n. 9 de agosto de 1772 em Ribeauvillé – m. 28 de dezembro de 1819 em Paris). Surge na 12.ª coluna.
- François Berge, general (n. 11 de março de 1779 em Collioure – m. 18 de abril de 1832 em Paris). Surge na 29.ª coluna.
- Jean Baptiste Jules Bernadotte, Marechal de França, depois Carlos XIV João da Suécia (n. 26 de janeiro de 1763 em Pau – m. 8 de março de 1844 em Stockholm). Surge na 3.ª coluna.
- Jean-François Berruyer, general em chefe (n. 6 de janeiro de 1738 em Lyon – m. 17 de abril de 1804 em Paris). Surge na 31.ª coluna.
- Pierre Berthezène, general de divisão (n. 24 de março de 1775 em Vendargues – m. 9 de outubro de 1847 em Vendargues). Surge na 27.ª coluna.
- Louis-Alexandre Berthier, Marechal de França chefe de Estado-Maior de Napoleão (n. 20 de novembro de 1753 em Versailles – m. 1 de junho de 1815 em Bamberg). Surge na 23.ª coluna.
- Antoine Marc Augustin Bertoletti, general de brigada (n. em Milão em 28 de agosto de 1775 - m. em Viena em 6 de março de 1846). Surge na 37.ª coluna.
- Henri Gatien Bertrand, general de divisão (n. 28 de março de 1773 em Châteauroux – m. 31 de janeiro de 1844 em Châteauroux). Surge na 14.ª coluna.
- Jean-Baptiste Bessières, Marechal de França, chefe da cavalaria da guarda imperial antes de comandar todo o exército napoleônico. Surge na 13.ª coluna.
- Bertrand Bessières, general (n. 6 de janeiro de 1773 em Prayssac – m. 15 de novembro de 1854 em Chantilly. Surge na 29.ª coluna.
- Jean Ernest de Beurmann, general de brigada (n. 25 de outubro de 1775 em Strasbourg – m. 10 de outubro de 1850 em Toulon). Surge na 39.ª coluna.
- Frédéric Auguste de Beurmann, general de brigada (n. 22 de setembro de 1777 em Nancy -m. 13 de abril de 1815 em Metz. Surge na 39.ª coluna (na mesma placa que o seu irmão).
- Pierre Riel de Beurnonville, Marechal de França (n. 10 de maio de 1752 em Champignol-lez-Mondeville – m. 23 de abril de 1821 em Paris). Surge na 3.ª coluna.
- Martial Beyrand, (no Arco está BAYRAND) general de brigada, morto na batalha de Castiglione (n. 9 de setembro de 1768 em Limoges – m. 3 de agosto de 1796 em Castiglione). Surge na 28.ª coluna.
- Auguste Julien Bigarré, general de brigada (n. 1 de janeiro de 1775 au Palais – m. 14 de maio de 1838 em Rennes). Surge na 30.ª coluna.
- Louis François Binot, general de brigada, morto na batalha de Eylau (n. 7 de abril de 1771 em Paris – m. 8 de fevereiro de 1807 em Eylau). Surge na 10.ª coluna.
- Armand Louis de Gontaut de Lauzun de Biron, general em chefe (n. 13 de abril de 1747 em Paris – m. 31 de dezembro de 1793 em Paris). Surge na 23.ª coluna.
- Baptiste Pierre François Jean Gaspard Bisson, general de divisão (n. 16 de fevereiro de 1767 em Montpellier – m. 26 de julho de 1811 no palácio bosco della Fontana em Marmirolo). Surge na 16.ª coluna.
- Guilin Laurent Bizanet, general (n. 10 de agosto de 1755 em Grenoble – m. 18 de abril de 1836 em Grenoble. Surge na 40.ª coluna.
- Claude Basile Gaspard Blancheville, coronel morto pelos guerilheiros espanhóis (n. 2 de julho de 1766 em Jonvelle, m. 2 de março de 1810 entre El Ronquillo e Santa Olalla). Surge na 28.ª coluna.
- Ange François Alexandre Blein, general (n. 26 de novembro de 1767 em Bourg-lès-Valence, m. 2 de julho de 1845 em Paris). Surge na 9.ª coluna.
- Anne Marie François Barbuat de Maison-Rouge de Boisgérard, general de brigada, ferido mortalmente perto de Capoue (n. 8 de julho de 1767 em Tonnerre – m. 9 de fevereiro de 1799 em Caiazzo). Surge na 28.ª coluna.
- Louis André Bon, general de divisão, ele morre na frente de Saint-Jean-d’Acre (n. 25 de outubro de 1758 em Romans – m. 19 de maio de 1799 em Saint-Jean d'Acre /Attit). Surge na 25.ª coluna.
- Jérôme Bonaparte, irmão de Napoleão Bonaparte, Marechal de França, rei de Vestefália (n. 15 de novembro de 1784 em Ajaccio – m. 24 de junho de 1860 em Vilgénis, hoje Massy). Surge na 5.ª coluna.
- Louis Bonaparte, irmão de Napoleão Bonaparte, general de divisão, rei da Holanda (n. 4 de setembro de 1778 em Ajaccio – m. 25 de julho de 1846 em Livourne). Surge na 25.ª coluna.
- Jean Pierre François Bonet, general de divisão (n. 8 de agosto de 1768 em Alençon – m. 23 de novembro de 1857 em Alençon). Surge na 15.ª coluna.
- Jean-Gérard Bonnaire, general de brigada (n. 11 de dezembro de 1769 em Prouvais – m. 16 de novembro de 1816 em Paris). Surge na 2.ª coluna.
- Charles Auguste Jean Baptiste Louis Joseph Bonamy, dito de Bellefontaine, general de brigada (n. 18 de agosto de 1764 em La Meilleraie-Tillay – m. 7 de agosto de 1830 em La Flocellière). Surge na 40.ª coluna.
- Ennemond Bonnard, general de divisão (n. 3 de outubro de 1756 em Saint-Symphorien-d’Ozon – m. 15 de janeiro de 1819 em Tours). Surge na 5.ª coluna.
- Jacques Philippe Bonnaud (ou Bonneau), general de divisão (n. 11 de setembro de 1757 em Bras – m. 30 de março de 1797 em Bonn). Surge na 6.ª coluna.
- Pierre Bonnemains, general de brigada (n. 13 de setembro de 1773 em Tréauville – m. 9 de novembro de 1850 em Le Mesnil-Garnier). Surge na 22.ª coluna.
- Étienne Tardif de Pommeroux de Bordesoulle, general de divisão (n. 4 de abril de 1771 em Luzeret – m. 3 de outubro de 1837 em Fontaine-Chaalis). Surge na 1.ª coluna.
- Charles Luc Paulin Clément Borrelli, general de brigada (n. 20 de dezembro de 1771 em Villefort – m. 25 de dezembro de 1849 em Paris). Surge na 29.ª coluna.
- François Louis Bouchu, general (n. 13 de novembro de 1771 em Is-sur-Tille – m. 31 de outubro de 1839 em Antony). Surge na 32.ª coluna.
- Jean Boudet, general de divisão (n. 9 de fevereiro de 1769 em Bordeaux – m. 14 de setembro de 1809 em České Budějovice, actuellement em République tchèque). Surge na 16.ª coluna.
- Jean-François Boulart, general de brigada (n. 31 de março de 1776 em Reims – m. 20 de outubro de 1842 em Besançon). Surge na 39.ª coluna.
- François Antoine Louis Bourcier, general de divisão (n. 21 de fevereiro de 1760 em La Petite-Pierre – m. 8 de maio de 1828 em Pont-à-Mousson). Surge na 14.ª coluna.
- Jean Raymond Charles Bourke, general de divisão (n. 12 de agosto de 1772 em Lorient – m. 29 de agosto de 1847 em Lorient). Surge na 20.ª coluna.
- Joseph Bouvier des Éclaz, general de brigada (n. 3 de dezembro de 1757 em Belley – m. 13 de janeiro de 1830 em Belley. Surge na 9.ª coluna.
- Louis-Léger Boyeldieu, general de divisão (n. 13 de agosto de 1774 em Monsures – m. 17 de agosto de 1815 em Monsures. Surge na 12.ª coluna.
- Jean-Baptiste Nicolas Henri Boyer, general de brigada, ferido mortalmente em combate em Freyburg (n. 9 de julho de 1775 em Belfort – m. 30 de outubro de 1813 em Leipzig). Surge na 12.ª coluna.
- Pierre François Xavier Boyer, general de divisão (n. 7 de setembro de 1772 em Belfort – m. 11 de julho de 1851 em Lardy). Surge na 7.ª coluna.
- Michel Sylvestre Brayer, general de divisão (n. 31 de dezembro de 1769 em Douai – m. 28 de novembro de 1840 em Paris. Figura na 37.ª coluna.
- Antoine François Brenier-Montmorand, general de divisão (n. 12 de novembro de 1767 em Saint-Marcellin – m. 8 de outubro de 1832 em Saint-Marcellin). Surge na 35.ª coluna.
- André Louis Élisabeth Marie Briche, general de divisão (n. 12 de agosto de 1772 em Neuilly-sous-Clermont – m. 21 de maio de 1825 em Marseille). Surge na 30.ª coluna.
- André François Bron de Bailly, general de brigada (n. 30 de novembro de 1757 em Vienne – m. 18 de maio de 1847 em Batignolles-Monceau-Paris). Surge na 30.ª coluna.
- Jean Baptiste Broussier, general de divisão (n. 10 de maio de 1766 em Ville-sur-Saulx – m. 13 de dezembro de 1814 em Bar-le-Duc). Surge na 7.ª coluna.
- François-Paul Brueys d'Aigalliers, vice-almirante, morto na batalha d’Aboukir (n. 11 de fevereiro de 1753 em Uzès – m. 1 de agosto 1798 em Aboukir). Surge na 23.ª coluna.
- Eustache Bruix, vice-almirante (n. 17 de julho de 1759 em Fort Dauphin, Saint-Domingue – m. 18 de março de 1805 em Paris). Surge na 13.ª coluna.
- Jean Antoine Brun, general de brigada (n. 15 de abril de 1761 em Quaix-en-Chartreuse – m. 4 de setembro de 1826 em Grenoble). Surge na 20.ª coluna.
- Guillaume Marie-Anne Brune, Marechal de França (n. 13 de maio de 1763 em Brive-la-Gaillarde – m. 2 de agosto de 1815 em Avignon). Surge na 23.ª coluna.
- Gaspard Jean-Baptiste Brunet, general de divisão (n. 14 de junho de 1734 em Valensole – m. 15 de novembro de 1793 em Paris). Surge na 23.ª coluna.
- Jean-Pierre-Joseph Bruguière, dito Bruyère, general de divisão, mortalmente ferido em Reichenbach (n. 22 de junho de 1772 em Sommières – m. 5 de junho de 1813 em Görlitz). Surge na 16.ª coluna.
- Pierre Auguste François de Burcy, general de brigada, morto em ataque a Gundershoffen (n. 7 de dezembro de 1748 em Caen – m. 26 de novembro de 1793 em Gundershoffen). Surge na 10.ª coluna.
- André Burthe, general de brigada (n. 8 de dezembro de 1772 em Metz – m. 2 de abril de 1830 em Paris). Surge na 9.ª coluna.

### C
- Jean Baptiste Cacault, general de brigada, ferido em Jüterbog e morreu após a amputação de um braço (n. 6 de janeiro de 1769 em Surgères – m. 30 de setembro de 1813 em Torgau). Surge na 27.ª coluna.
- Louis Marie Joseph Maximilien Caffarelli, general de brigada, morto no São João de Acre (n. 13 de fevereiro de 1756 no castelo de Falga – m. 27 de abril de 1799 em São João de Acre). Surge na 27.ª coluna.
- Marie François Auguste de Caffarelli du Falga, general de divisão (n. 7 de outubro de 1766 no castelo de Falga – m. 23 de janeiro de 1849 em Leschelle). Surge na 21.ª coluna.
- Pierre Jacques Étienne Cambronne, general de divisão (n. 26 de dezembro de 1770 em Nantes – m. 29 de janeiro de 1842 em Nantes). Surge na 8.ª coluna.
- François Frédéric Campana, general de brigada, (n. 5 de fevereiro de 1771 em Turim – m. 16 de fevereiro de 1807 no combate de Ostrołęka. Surge na 18.ª coluna.
- Toussaint Campi, general de divisão (n. 31 de outubro de 1777 em Ajaccio – m. 12 de outubro de 1832 em Lyon). Surge na 19.ª coluna.
- Jacques David Martin Campredon, general de divisão (n. 13 de janeiro de 1761 em Montpellier – m. 11 de abril de 1837 em Montpellier). Surge na 27.ª coluna.
- Jean Baptiste Camille Canclaux, general de divisão (n. 2 de agosto de 1740 em Paris – m. 27 de dezembro de 1817 em Paris). Surge na 34.ª coluna.
- Lazare Nicolas Marguerite Carnot, ele era o organizador dos assuntos militares no Comité de saúde pública, e general de divisão (n. 13 de maio de 1753 em Nolay – m. 22 de agosto de 1823 em Magdeburgo). Surge na 4.ª coluna.
- Claude Carra Saint-Cyr, general de divisão (n. 28 de julho de 1760 em Lyon – m. 5 de janeiro de 1834 em Vailly-sur-Aisne). Surge na 17.ª coluna.
- Louis Victorin Cassagne, general de divisão (n. 5 de junho de 1774 em Alan – m. 6 de julho de 1841 em Toulouse). Surge na 27.ª coluna.
- Bertrand Pierre Castex, general de divisão (n. 29 de junho de 1771 em Pavie – m. 19 de abril de 1842 em Strasbourg). Surge na 40.ª coluna.
- Auguste Jean-Gabriel de Caulaincourt, general de divisão, morto na batalha de la Moskova (n. 16 de setembro de 1777 em Caulaincourt – m. 7 de setembro de 1812 em Borodino). Surge na 18.ª coluna.
- Armand Augustin Louis de Caulaincourt, general de divisão (n. 9 de dezembro de 1773 em Caulaincourt – m. 19 de fevereiro de 1827 em Paris). Surge na 31.ª coluna.
- Jean-Jacques Causse, general de brigada, morto na combat de Dégo (n. 29 de agosto de 1751 em Caux – m. 15 de abril de 1796 em Dego). Surge na 30.ª coluna.
- Jacques Marie Cavaignac, general de divisão (n. 11 de fevereiro de 1773 em Gourdon – m. 23 de janeiro de 1855 em Paris). Surge na 29.ª coluna.
- Jean Baptiste Cervoni, general de divisão, morto na batalha d’Eckmühl (n. 19 de agosto de 1765 em Soveria – m. 22 de abril de 1809 em Eckmühl). Surge na 17.ª coluna.
- Théodore Chabert, general (n. 16 de março de 1758 em Villefranche-sur-Saône – m. 27 de abril de 1845 em Grenoble). Surge na 26.ª coluna.
- Joseph Chabran, general de divisão (n. 21 de junho de 1763 em Cavaillon – m. 5 de fevereiro de 1843 em Avignon). Surge na 27.ª coluna.
- Laurent Augustin Pelletier de Chambure, coronel e chefe de uma empresa livre que se destacou na defesa de Dantzig (n. 30 de março de 1789 em Vitteaux – m. 11 de julho de 1832 em Paris). Surge na 18.ª coluna.
- Vital Joachim Chamorin, general de brigada, morto enquanto comandava seus cavaleiros (n. 16 de agosto de 1773 em Bonnelles – m. 25 de março de 1811 em Campo-Mayor). Surge na 23.ª coluna.
- Pierre Clément de Champeaux, general de brigada, morto na Marengo (n. 24 de maio de 1767 em Courban – m. 14 de junho de 1800 em Marengo). Surge na 28.ª coluna.
- Jean Étienne Vachier dito Championnet, general de divisão (n. 13 de abril de 1762 em Valence – m. 9 de janeiro de 1800 em Antibes). Surge na 3.ª coluna.
- Marie Pierre Félix Chesnon de Champmorin, general de divisão, em retraite à partir 1800 na região de Chinon (n. 1 de dezembro de 1736 em Chinon – mort vers 1808 probablement em Azay-le-Rideau). Surge na 7.ª coluna.
- Louis Charbonnier (orthographe sujette à caution), general de divisão (n. 9 de outubro de 1754 em Clamecy – m. 2 de junho de 1833 em Clamecy). Surge na 4.ª coluna.
- Joseph Claude Marie Charbonnel, general de divisão (n. 24 de março de 1775 em Dijon – m. 10 de março de 1846 em Paris). Surge na 32.ª coluna.
- Henri François Marie Charpentier, general de divisão (n. 23 de junho de 1769 em Soissons – m. 14 de outubro de 1831 em Oigny-en-Valois). Surge na 26.ª coluna.
- Charles-François Charton, general de brigada, morto no combate de Castellazzo (n. 16 de novembro de 1765 em Boucq – m. 12 de setembro de 1796 em Castellazzo). Surge na 28.ª coluna.
- François Charles Louis de Chasseloup-Laubat, general de divisão (n. 18 de agosto de 1754 em Saint-Sornin – m. 6 de outubro de 1833 em Paris). Surge na 24.ª coluna.
- Louis Pierre Aimé Chastel, general de divisão (n. 29 de abril de 1774 em Veigy-Foncenex – m. 18 de outubro de 1826 em Genève). Surge na 31.ª coluna.
- Louis Huguet-Chataux, general de brigada, mortalmente ferido em Montereau-Fault-Yonne (n. 5 de março de 1779 em Saint-Domingue – m. 8 de maio de 1814 em Paris). Surge na 32.ª coluna.
- Jean-Pierre François de Chazot, general (n. 11 de fevereiro de 1739 em Fleury-sur-Orne – m. 19 de outubro de 1797 em Mutrécy). Surge na 4.ª coluna.
- Jean Chemineau, general de divisão (n. 26 de abril de 1771 em Angoulême – m. 12 de junho de 1852 em Poitiers). Surge na 11.ª coluna.
- Louis Nicolas Hyacinthe Chérin, general de divisão e généalogiste, morto na Suíça antes da batalha de Zurich (n. 21 de outubro de 1762 em Paris – m. 8 de junho de 1799 em Aarau). Surge na 15.ª coluna.
- Louis-Claude Chouard, general de brigada (n. 15 de agosto de 1771 em Strasbourg – m. 15 de maio de 1843 em Nancy). Surge na 12.ª coluna.
- Joseph Christiani, general de brigada (n. 27 de fevereiro de 1772 em Strasbourg – m. 6 de abril de 1840 em Montargis). Surge na 39.ª coluna.
- Michel Marie Claparède, general de divisão (n. 28 de agosto de 1770 em Gignac – m. 23 de outubro de 1842 em Montpellier). Surge na 16.ª coluna.
- Henri Jacques Guillaume Clarke, Marechal de França, Ministro da guerra (n. 17 de outubro de 1765 em Landrecies – m. 28 de outubro de 1818 em Neuwiller-lès-Saverne). Surge na 11.ª coluna.
- Bertrand Clauzel, Marechal de França (n. 12 de setembro de 1772 em Mirepoix – m. 21 de abril de 1842 em Cintegabelle). Surge na 34.ª coluna.
- François Marie Clément de la Roncière, general de divisão (n. 2 de fevereiro de 1773 em Amiens – m. 18 de julho de 1854 em Incarville. Surge na 11.ª coluna.
- Louis Jacques Coëhorn, general de brigada, morreu de amputação de uma perna após a batalha de Leipzig (n. 16 de janeiro de 1771 em Strasbourg – m. 29 de outubro de 1813 em Strasbourg). Surge na 20.ª coluna.
- Claude Sylvestre Colaud, general de divisão (n. 11 de dezembro de 1754 em Briançon – m. 4 de dezembro de 1819 em Paris). Surge na 5.ª coluna.
- Auguste François Marie Colbert de Chabanais, general de brigada, morto a tiros em uma carga de cavalaria (n. 18 de dezembro de 1777 em Paris – m. 3 de janeiro de 1809 em Cacabelos). Surge na 38.ª coluna.
- Pierre David Colbert-Chabanais dito Édouard, irmão do anterior, general de divisão (n. 18 de outubro de 1774 em Paris – m. 28 de dezembro de 1853 em Paris. Surge na 40.ª coluna.
- Louis Léonard Antoine Joseph Gaspard Venance de Colli-Ricci, general de divisão (n. 23 de março de 1760 em Alexandrie – m. 31 de março de 1809 em Alexandrie). Surge na 26.ª coluna.
- Jean Dominique Compans, general de divisão (n. 26 de junho de 1769 em Salies-du-Salat – m. 10 de novembro de 1845 em Blagnac. Surge na 15.ª coluna.
- Claude Antoine Compère, general de brigada, morto na batalha de la Moskova (n. 21 de maio de 1774 em Châlons-sur-Marne – m. 7 de setembro de 1812 em Borodino. Surge na 38.ª coluna.
- Nicolas-François Conroux, general de divisão, ferido mortalmente na combat d’Ascain (n. 17 de fevereiro de 1770 em Douai – m. 11 de outubro de 1813 em Saint-Esprit). Surge na 16.ª coluna.
- Claude Louis Constant Esprit Juvénal Corbineau, general de brigada, morto por uma bala de canhão na Eylau(n. 7 de março de 1722 em Laval – m. 8 de fevereiro de 1807 em Eylau. Surge na 16.ª coluna.
- Jean-Baptiste Juvénal Corbineau, general de divisão (n. 1 de agosto de 1776 em Marchiennes – m. 17 de dezembro de 1848 em Paris. Surge na 32.ª coluna.
- Julien Marie Cosmao-Kerjulien, contre-amiral (n. 27 de novembro de 1761 em Châteaulin – m. 17 de fevereiro de 1825 em Brest). Surge na 10.ª coluna.
- Jean Nicolas Curély, general de brigada (n. 26 de maio de 1774 em Avillers-Sainte-Croix – m. 19 de novembro de 1827 em Jaulny). Surge na 9.ª coluna.
- Philibert Jean-Baptiste François Curial, general de divisão (n. 21 de abril de 1774 em Saint-Pierre-d’Albigny – m. 30 de maio de 1829 em Paris). Surge na 17.ª coluna.
- Adam Philippe de Custine, general em chefe, tomou a fortaleza de Mayence em 21 de novembro de 1792 (n. 4 de fevereiro de 1740 em Metz – m. 28 de agosto de 1793 em Paris). Surge na 3.ª coluna.

### D
- Augustin Gabriel Daboville ou d’Aboville, general de brigada (n. 20 de março de 1773 em La Fère – m. 15 de agosto de 1820 em Paris). Surge na 4.ª coluna.
- Luc Dagobert dito de Fontenille, general de divisão (n. 8 de março de 1736 em La Chapelle-en-Juger – m. 18 de abril de 1794 em Puycerda). Surge na 33.ª coluna.
- Nicolas Dahlmann, general de brigada, morto na batalha d'Eylau (n. 7 de dezembro de 1769 em Thionville – m. 8 de fevereiro de 1807 em Eylau). Surge na 20.ª coluna.
- Jean Baptiste Dalesme, general (n. 20 de junho de 1763 em Limoges – m. 13 de abril de 1832 em Paris). Surge na 10.ª coluna.
- Claude Dallemagne ou d'Allemagne, general de divisão (n. 8 de novembro de 1754 em Peyrieu – m. 24 de junho de 1813 em Nemours). Surge na 26.ª coluna.
- Alexandre Dalton, general comte d'Alton (n. 20 de abril de 1776 em Brive – m. 20 de março de 1859 em Versailles). Surge na 40.ª coluna.
- François Auguste Damas, general de brigada, morto na batalha de la Moskova (n. 2 octobre em Paris – m. 7 de setembro de 1812 em Borodino). Surge na 2.ª coluna.
- François-Étienne de Damas, general de divisão (n. 22 de junho de 1764 em Paris – m. 23 de dezembro de 1828 em Paris). Surge na 26.ª coluna.
- Auguste Marie Henri Picot de Dampierre, general, ferido mortalmente na combat (n. 19 de agosto de 1756 em Paris – m. 9 de maio de 1793 em Valenciennes). Surge na 3.ª coluna.
- Charles Nicolas d’Anthouard de Vraincourt, general de divisão (n. 7 de abril de 1773 em Verdun – m. 14 de março de 1852 em Paris). Surge na 21.ª coluna.
- Jean Barthélemy Claude Toussaint Darmagnac, general de divisão (n. 1 de novembro de 1776 em Toulouse – m. 12 de dezembro de 1855 em Bordeaux. Surge na 36.ª coluna.
- Jacques Darnaud, general (n. 8 de janeiro de 1758 em Bricy – m. 3 de março de 1830 em Paris). Surge na 8.ª coluna.
- Augustin Darricau, general de divisão (n. 5 de julho de 1773 em Tartas – m. 6 de maio de 1819 em Dax). Surge na 27.ª coluna.
- Jean-Lucq Darriule ou d’Arriule, general (n. 16 de novembro de 1774 em Arudy – m. 5 de setembro de 1850 em Bernes-sur-Oise). Surge na 9.ª coluna.
- Pierre Antoine Noël Bruno Daru, intendant general de la Grande Armée (n. 12 de janeiro de 1767 em Montpellier – m. 5 de setembro de 1829 no castelo de Bècheville perto de Meulan). Surge na 20.ª coluna.
- Joseph Augustin Fournier de Loysonville d’Aultane dito Daultanne, general de divisão (n. 18 de agosto de 1759 em Valréas – m. 7 de janeiro de 1828 em Valréas). Surge na 36.ª coluna.
- Yrieix Pierre Daumesnil, general (n. 27 de julho de 1776 em Périgueux – m. 17 de agosto de 1832 em Vincennes). Surge na 8.ª coluna.
- Jean Pierre Paulin Hector Daure, intendant general (n. 7 de novembro de 1774 em Courbevoie – m. 8 de janeiro de 1846 em Paris). Surge na 40.ª coluna.
- Jean-Antoine David, general de brigada, ferido mortalmente na batalha de Alkmaar (n. 9 de novembro de 1767 em Arbois – m. 14 de setembro de 1799 em Alkmaar). Surge na 7.ª coluna.
- Louis Nicolas Davout ou d’Avout ou Davoust, Marechal de França, vainqueur des Prussiens à la batalha d’Auerstaedt em 1806 (n. 10 de maio de 1770 em Annoux – m. 1 de junho de 1823 em Paris. Surge na 13.ª coluna.
- François Charles Jean Pierre Marie d’Avranges d’Haugeranville dito Davrange, general de brigada (n. 6 de outubro de 1782 em Versailles – m. 27 de agosto de 1817 em Paris). Surge na 9.ª coluna.
- Jean-François Joseph Debelle, general de divisão (n. 22 de maio de 1767 em Voreppe – m. 15 de junho de 1802 em Saint-Raphaël de Saint-Domingue). Surge na 6.ª coluna.
- Jean Louis Debilly, general de brigada, morto na batalha d'Auerstaedt (n. 30 de julho de 1763 em Dreux – m. 14 de outubro de 1806 em Auerstaedt). Surge na 18.ª coluna.
- Charles Mathieu Isidore Decaen, general de divisão (n. 13 de abril de 1769 em Caen – m. 9 de setembro de 1832 em Deuil-la-Barre). Surge na 33.ª coluna.
- Pierre Decouz, general de divisão, ferido mortalmente na combat de Brienne (n. 18 de julho de 1775 em Annecy – m. 18 de fevereiro de 1814 em Paris). Surge na 17.ª coluna.
- Denis Decres ou Decrès, vice-almirante (n. 17 de junho de 1761 em Chaumont – m. 7 de dezembro de 1820 em Paris). Surge na 33.ª coluna.
- François Louis Dedon-Duclos, general (n. 21 de outubro de 1762 em Toul – m. 19 de janeiro de 1830 em Vanves). Surge na 12.ª coluna.
- Louis Charles de La Motte-Ango de Flers ou Deflers, general de divisão (n. 12 de junho de 1754 em Paris – m. 22 de julho de 1794 em Paris). Surge na 33.ª coluna.
- Jean-Marie-Antoine Defrance, general de divisão (n. 21 de setembro de 1771 em Wassy – m. 6 de julho de 1855 em Épinay-sur-Seine). Surge na 11.ª coluna.
- Jean François Aimé Dejean, general de divisão (n. 6 de outubro de 1749 em Castelnaudary – m. 12 de maio de 1824 em Paris). Surge na 5.ª coluna.
- Jean Antoine Dejean, general de brigada (n. 25 de novembro de 1765 em Chalabre – m. 6 de novembro de 1848 em Brunoy). Surge na 30.ª coluna.
- Amable Henri Delaage, general (n. 19 de fevereiro de 1745 em Saint-Savin – m. 30 de setembro de 1797 em Oost-Cappel). Surge na 6.ª coluna.
- Henri-François Delaborde, general de divisão (n. 21 de dezembro de 1764 em Dijon – m. 3 de fevereiro de 1833 em Paris). Surge na 34.ª coluna.
- Adélaïde Blaise François le Lièvre de la Grange, general de divisão (n. 21 de dezembro de 1766 em Paris – m. 2 de julho de 1833 em Paris). Surge na 11.ª coluna.
- Armand Charles Louis le Lièvre de la Grange, general de brigada (n. 21 de março de 1783 em Paris – m. 2 de agosto de 1864 em Paris). Surge na 12.ª coluna.
- Antoine Charles Bernard Delaitre, general (n. 13 de janeiro de 1776 em Paris – m. 2 de julho de 1838 em Paris). Surge na 29.ª coluna.
- Auguste Étienne Marie Gourlez de Lamotte, general (n. 5 de abril de 1772 em Paris – m. 8 de maio de 1836 em Paris). Surge na 22.ª coluna.
- Pierre Joseph du Chambge d’Elbhecq, general (n. 2 de janeiro de 1733 em Lille – m. {1 de setembro de 1793 em Saint-Jean-de-Luz). Surge na 33.ª coluna.
- Victor Joseph Delcambre, general de brigada (n. 10 de março de 1770 em Douai – m. 23 de outubro de 1858 em Paris). Surge na 9.ª coluna.
- François-Joseph Augustin Delegorgue, general de brigada, blessé au combat depois morto pelos Monténégrins (n. 27 de novembro de 1757 em Arras – m. 17 de junho de 1806 em Bergatto / Dubrovnic ). Surge na 27.ª coluna.
- Antoine Guillaume Mauraillac d’Elmas de la Coste dito Delmas, general de divisão, ferido mortalmente em Leipzig (n. 3 de janeiro de 1766 em Argentat – m. 30 de outubro de 1813 em Leipzig). Surge na 16.ª coluna.
- Jacques Antoine Adrien Delort, general de divisão (n. 16 de novembro de 1773 em Arbois – m. 28 de março de 1846 em Arbois). Surge na 36.ª coluna.
- Alexis Joseph Delzons, general de divisão, morto na batalha de Maloïaroslavets (n. 26 de março de 1775 em Aurillac – m. 24 de outubro de 1812 em Maloïaroslavets). Surge na 16.ª coluna.
- Jean Dembarrère, general de divisão (n. 3 de julho de 1747 em Tarbes – m. 3 de março de 1828 em Lourdes). Surge na 1.ª coluna.
- Joseph Laurent Demont, general de divisão (n. 29 de setembro de 1747 em Sartrouville – m. 5 de maio de 1826 em Paris). Surge na 17.ª coluna.
- Antoine Denniée, intendant general (n. 17 de janeiro de 1754 em Versailles – m. 19 de abril de 1829 em Paris). Surge na 25.ª coluna.
- Charles François Deponthon, general (n. 26 de agosto de 1777 em Éclaron – m. 25 de agosto de 1849 em Éclaron). Surge na 31.ª coluna.
- Albert-François Deriot, general de divisão (n. 17 de janeiro de 1766 em Clairvaux-les-Lacs – m. 30 de janeiro de 1836 em Paris). Surge na 21.ª coluna.
- Pierre César Dery, general de brigada, mort em chargeant une troupe de Cosaques (n. 2 de fevereiro de 1768 em Saint-Pierre-de-la-Martinique – m. 18 de outubro de 1812 na batalha de Winkowo). Surge na 12.ª coluna.
- Jean Charles Desailly, general de brigada (n. 27 de dezembro de 1768 em Oisy-le-Verger – m. 22 de maio de 1830 em Montreuil). Surge na 39.ª coluna.
- Joseph César Michault de Saint Mars, coronel (n. 18 de novembro de 1778 em Avesnes – m. 21 de setembro de 1853 em Lavault-Sainte-Anne). Surge na 3.ª coluna.
- Louis Charles Antoine Desaix, general de divisão, morto na batalha de Marengo (n. 17 de agosto de 1768 no castelo de Ayat em Saint-Hilaire d’Ayat – m. 14 de junho de 1800 em Marengo. Surge na 23.ª coluna.
- Nicolas Joseph Desenfans, general de brigada (n. 4 de agosto de 1765 em Saint-Rémy-Chaussée – m. 8 de janeiro de 1808 em Mayence). Surge na 6.ª coluna.
- Edme Etienne Borne Desfourneaux, general de divisão (n. 22 de abril de 1767 em Vézelay – m. 20 de fevereiro de 1849 em Paris). Surge na 31.ª coluna.
- René-Nicolas Dufriche Desgenettes, diretor médico do Grande Armée (n. 23 de maio de 1762 em Alençon – m. 3 de fevereiro de 1837 em Paris). Surge na 29.ª coluna.
- Jacques Jardin dito Desjardins ou Desjardin, general de divisão, ferido mortalmente em Eylau (n. 18 de fevereiro de 1759 em Angers – m. 11 de fevereiro de 1807 em Landsberg in Ostpreußen. Surge na 16.ª coluna.
- Paul Desnoyers chef de brigada du 2.º regimento de infantaria ligeira, morto na batalha de Lesbeh no Egito – (batizado em 13 de fevereiro de 1768 em Belleville (Paris) – m. 1 de novembro de 1799 em Lesbeh. Surge na 28.ª coluna.
- Jean Louis Brigitte d’Espagne, general de divisão, ferido mortalmente em Essling (n. 16 de fevereiro de 1769 em Auch – m. 21 de maio de 1809 em Lobau). Surge na 16.ª coluna.
- Joseph Marie Dessaix, general de divisão (n. 24 de setembro de 1764 em Thonon – m. 26 de outubro de 1834 em Marclaz). Surge na 1.ª coluna.
- Jean Joseph Paul Augustin Dessolles, general de divisão (n. 3 de julho de 1767 em Auch – m. 2 de outubro de 1828 em Saulx-les-Chartreux). Surge na 15.ª coluna.
- Jacques Zacharie Destaing, general de divisão (n. 6 de novembro de 1764 em Aurillac – m. 5 de maio de 1802 em Paris). Surge na 25.ª coluna.
- Jean Jacques Desvaux de Saint-Maurice, general de divisão, morto em Waterloo (n. 26 de junho de 1775 em Paris – m. 18 de junho de 1815 em Waterloo). Surge na 10.ª coluna.
- Jean Joseph Ange d’Hautpoul, general de divisão, ferido mortalmente em Eylau (n. 13 de maio de 1754 em Cahuzac-sur-Vère au château de Salette – m. 13 de fevereiro de 1807 em Vornen. Surge na 16.ª coluna.
- François Nivard Charles Joseph d'Hénin, general (n. 21 de agosto de 1771 em Lille – m. 21 de novembro de 1847 em Paris). Surge na 40.ª coluna.
- Alexandre Elisabeth Michel Digeon, general de divisão (n. 26 de junho de 1771 em Paris – m. 2 de agosto de 1826 em Ronqueux, commune de Bullion). Surge na 22.ª coluna.
- Arthur de Dillon, general de divisão (n. 3 de setembro de 1750 em Braywich – m. 14 de abril de 1794 em Paris). Surge na 4.ª coluna.
- Guillaume Dode de la Brunerie, Marechal de França (n. 30 de abril de 1775 em Saint-Geoire-en-Valdaine – m. 1 de março de 1851 em Paris). Surge na 22.ª coluna.
- Jan Henryk Dąbrowski, dito Dombrowski (n. 29 de agosto de 1755 em Pierszchów e m. 6 de julho de 1818 em Winnagora). Surge na 25.ª coluna.
- Jean Baptiste Dommanget, general de brigada (n. 17 de outubro de 1769 em Possesse – m. 10 de fevereiro de 1848 em Paris). Surge na 2.ª coluna.
- Elzéar-Auguste Cousin de Dommartin, general de divisão de título provisório (n. 26 de maio de 1768 em Dommartin-le-Franc – m. 9 de agosto de 1799 em Rosette). Surge na 25.ª coluna.
- Jean Siméon Domon, general de divisão (n. 2 de março de 1774 em Maurepas – m. 5 de julho de 1830 em Paris). Surge na 20.ª coluna.
- Frédéric Guillaume de Donop, general de brigada, morto em Waterloo (n. 3 de junho de 1773 em Cassel – m. 18 de junho de 1815 em Waterloo). Surge na 1.ª coluna.
- François Xavier Donzelot, general de divisão (n. 6 de janeiro de 1764 em Mamirolle – m. 21 de junho de 1843 no château de Ville-Évrard em Neuilly-sur-Marne). Surge na 17.ª coluna.
- Jean Marie Pierre François le Paige Doursenne dito Dorsenne, general de divisão (n. 30 de abril de 1773 em Ardres – m. 24 de julho de 1812 em Paris). Surge na 34.ª coluna.
- Jean Philippe Raymond Dorsner, general de divisão (n. 23 de janeiro de 1750 em Strasbourg – m. 4 de junho de 1829 em Neuviller-la-Roche). Surge na 7.ª coluna.
- Jean Pierre Doumerc, general de divisão (n. 7 de outubro de 1767 em Montauban – m. 29 de março de 1847 em Paris). Surge na 1.ª coluna.
- Jean-Baptiste Drouet d’Erlon, Marechal de França (n. 29 de julho de 1765 em Reims – m. 25 de janeiro de 1844 em Paris). Surge na 14.ª coluna.
- Antoine Drouot, general de divisão (n. 11 de janeiro de 1774 em Nancy – m. 24 de março de 1847 em Nancy). Surge na 32.ª coluna.
- Paul-Alexis Dubois, general de divisão, ferido mortalmente na batalha de Roveredo (n. 27 de janeiro de 1754 em Guise – m. 4 de setembro de 1796 em Roveredo). Surge na 25.ª coluna.
- Jacques Charles Dubois de Thainville, general de brigada (n. 27 de novembro de 1762 em Reux – m. 14 de janeiro de 1847 em Sens). Surge na 9.ª coluna.
- Louis Dubouquet, general de divisão (n. 17 de abril de 1740 em Cucuron – m. 25 de janeiro de 1814 em Cucuron). Surge na 34.ª coluna.
- Jean Louis Dubreton, general de divisão (n. 18 de janeiro de 1773 em Ploërmel – m. 27 de maio de 1855 em Versailles). Surge na 35.ª coluna.
- Georges Joseph Dufour, general de divisão (n. 15 de março de 1758 em Saint-Seine-l’Abbaye – m. 10 de março de 1820 em Bordeaux). Surge na 5.ª coluna.
- Jacques Christophe Coquille dito Dugommier, general de divisão, (n. 1 de agosto de 1738 em Basse-Terre – m. 17 de novembro de 1794 na batalha de Sierra Negra). Surge na 33.ª coluna.
- Charles François Joseph Dugua, general de divisão (n. 1 de março de 1744 em Valenciennes – m. 16 de outubro de 1802 em Cap-Haïtien). Surge na 25.ª coluna.
- Guillaume Philibert Duhesme, general de divisão, ferido mortalmente na Waterloo (n. 7 de julho de 1766 em Bourgneuf-Val-d’Or) – m. 20 de junho de 1815 em Ways perto de Genappe). Surge na 8.ª coluna.
- Louis Étienne Dulong de Rosnay, general (n. 12 de setembro de 1780 em Rosnay-l’Hôpital) – m. 20 de maio de 1828 em Paris). Surge na 36.ª coluna.
- Alexandre Thomas Davy de la Pailleterie dito Dumas, general de divisão (n. 25 de março de 1762 em Jérémie) – m. 26 de fevereiro de 1807 em Villers-Cotterêts). Surge na 23.ª coluna.
- Mathieu Dumas, general de divisão e intendant general (n. 23 de novembro de 1753 em Montpellier) – m. 16 de outubro de 1837 em Paris). Surge na 15.ª coluna.
- Pierre Jadart du Merbion dito Dumerbion, general de divisão (n. 30 de abril de 1737 em Montmeillant – m. 25 de fevereiro de 1797 em Montmeillant). Surge na 23.ª coluna.
- Jean Baptiste Dumonceau, general de divisão (n. 7 de novembro de 1760 em Bruxelles – m. 29 de dezembro de 1821 em Bruxelles). Surge na 1.ª coluna.
- Charles François Dumouriez, dito Du Perrier, general em chefe, vainqueur em Valmy (n. 26 de janeiro de 1733 em Cambrai – m. 14 de março de 1823 em Turville-Park perto de Londres). Surge na 3.ª coluna.
- Pierre Dumoustier, general de divisão (n. 17 de março de 1771 em Saint-Quentin – m. 15 de junho de 1831 em Nantes). Surge na 11.ª coluna.
- Pierre Louis Dupas, general de divisão (n. 13 de fevereiro de 1761 em Évian – m. 6 de março de 1823 em Thonon). Surge na 26.ª coluna.
- Victor Guy Duperré, vice-almirante (n. 20 de fevereiro de 1775 em La Rochelle – m. 2 de novembro de 1846 em Paris). Surge na 34.ª coluna.
- Mathurin Léonard Duphot, general de brigada, massacrado por turbas em tumulto em Roma (n. 21 de setembro de 1769 em Lyon – m. 27 de dezembro de 1797 em Rome). Surge na 28.ª coluna.
- Jean Étienne Benoît Duprat, general de brigada, morto em Wagram (n. 21 de março de 1752 em Avignon – m. 6 de julho de 1809 em Wagram). Surge na 19.ª coluna.
- Géraud Christophe Michel Duroc, general de divisão, ferido mortalmente por uma bala de canhão na Silésia (n. 25 de outubro de 1772 em Pont-à-Mousson – m. 23 de maio de 1813 em Markersdorf). Surge na 15.ª coluna.
- Antoine Jean Auguste Henri Durosnel, general de divisão (n. 9 de novembro de 1771 em Paris – m. 5 de fevereiro de 1849 em Paris). Surge na 31.ª coluna.
- Antoine Simon Durrieu, general de divisão (n. 20 de julho de 1775 em Grenade-sur-l’Adour – m. 8 de abril de 1862 em Saint-Sever). Surge na 19.ª coluna.
- Pierre François Joseph Durutte, general de divisão (n. 13 de julho de 1767 em Douai – m. 18 de abril de 1827 em Ypres). Surge na 17.ª coluna.
- Adrien Jean Baptiste Aimable Ramond du Bosc Dutaillis, general de divisão, (n. 12 de novembro de 1760 em Nangis – m. 4 de fevereiro de 1851 em Paris). Surge na 11.ª coluna.
- Blaise Duval dito Duval de Hautmaret, general de divisão (n. 4 de setembro de 1739 em Abbeville – m. 17 de janeiro de 1803 em Montreuil). Surge na 4.ª coluna.
- Régis Barthélemy Mouton-Duvernet, general de divisão (n. 3 de maio de 1770 em Le Puy – m. 27 de julho de 1816 em Lyon). Surge na 32.ª coluna.

### E
- Jean-Baptiste Eblé, general de divisão (n. 21 de dezembro de 1758 em Saint-Jean-Rohrbach, m. 31 de dezembro de 1812 em Königsberg). O seu nome surge na 14.ª coluna.
- Maxime Julien Émeriau de Beauverger (o Arco indica simplesmente Émeriau), vice-almirante (n. 20 de outubro de 1762 em Carhaix, m. 2 de fevereiro de 1845 em Toulon). O seu nome surge na 21.ª coluna.
- Rémy Joseph Isidore Exelmans, Marechal de França (n. 13 de novembro de 1775 em Bar-le-Duc, m. 22 de julho de 1852 em Sèvres). O seu nome surge na 27.ª coluna.

### F
- Gabriel Jean Fabre, general (n. em Vannes em 20 de fevereiro de 1774 – m. em Laval em 12 de maio de 1858). Surge na 22.ª coluna.
- Jean Louis François Fauconnet, general de divisão (n. em Revigny-sur-Ornain em 24 de dezembro de 1750 – m. em Lille em 22 de outubro de 1819). Surge na 7.ª coluna.
- François Claude Joachim Faultrier de l’Orme, general de divisão (n. em Metz em 15 de agosto de 1760 – m. em Nördlingen em 7 de novembro de 1805). Surge na 21.ª coluna.
- Claude François Ferey, general de divisão, ferido mortalmente na batalha des Arapiles (n. em Auvet-et-la-Chapelotte em 20 de setembro de 1771 – m. em Olmedo em 24 de julho de 1812). Surge na 38.ª coluna.
- Pierre Marie Barthélemy Ferino, general de divisão (n. em Craveggia em 23 de agosto de 1747 – m. em Paris em 26 de junho de 1816). Surge na 14.ª coluna.
- Jean Henri Becays Ferrand, general de divisão (n. em Lacaussade (Lot-et-Garonne) em 16 de setembro de 1736 – m. em Levallois-Perret em 28 de novembro de 1805). Surge na 4.ª coluna.
- Pascal Antoine Fiorella, general (n. em Ajaccio em 7 de fevereiro de 1752 – m. em Ajaccio em 3 de março de 1818). Surge na 21.ª coluna.
- Auguste Charles Joseph de Flahaut de La Billarderie, general de divisão (n. em Paris em 21 de abril de 1785 – Paris em 1 de setembro de 1870). Surge na 32.ª coluna.
- Jean-François Flamand, general de brigada (n. em Besançon em 21 de junho de 1766 – m. em Versailles em 10 de dezembro de 1838). Surge na 39.ª coluna.
- Louis François Foucher de Careil, general de divisão (n. em Guérande 18 de fevereiro de 1762 – m. em Garches em 22 de agosto de 1835). Surge na 11.ª coluna.
- Albert Louis Emmanuel de Fouler, general de divisão (n. em Lillers em 9 de fevereiro de 1769 – m. em Lillers em 17 de junho de 1831). Surge na 10.ª coluna.
- Maximilien Sébastien Foy, general de divisão (n. em Ham em 3 de fevereiro de 1775 – m. em Paris em 28 de novembro de 1825). Surge na 35.ª coluna.
- Jean Baptiste Francesqui-Delonne, general de brigada (n. em Lyon em 4 de setembro de 1767 – m. em Cartagena em 23 de outubro de 1810). Surge na 36.ª coluna.
- Charles-Louis-Joseph de Gau de Fregeville, general de divisão (n. castelo de Grandval em Teillet em 1 de novembro de 1762 – m. em Paris em 4 de abril de 1841). Surge na 34.ª coluna.
- Georges Frère, general de divisão (n. em Montréal em 8 de janeiro de 1764 – m. em Paris em 16 de fevereiro de 1826). Surge na 25.ª coluna.
- Philibert Fressinet, general de divisão (n. em Marcigny 21 de julho de 1767 – m. em Paris em 2 de agosto de 1821). Surge na 17.ª coluna.
- Louis Friant, general de divisão (n. em Morlancourt 18 de setembro de 1758 – m. em Seraincourt em 24 de junho de 1829). Surge na 8.ª coluna.
- Jean Parfait Friederichs, general de divisão, morre por amputação de sua perna ferida na batalha de Möckern (n. em Montmartre em 11 de junho de 1773 – m. em Leipzig em 20 de outubro de 1813). Surge na 20.ª coluna.
- François Nicolas Fririon, general de divisão (n. em Vandières em 7 de fevereiro de 1766 – m. em Paris em 25 de setembro de 1840). Surge na 16.ª coluna.

### G
- Honoré Joseph Antoine Ganteaume, vice-almirante (n. 13 de abril de 1755 em La Ciotat – m. 28 de setembro de 1818 em La Pauline, perto de Aubagne). Surge na 23.ª coluna.
- Marie Théodore Urbain Garbé, general (n. 25 de maio de 1769 em Hesdin – m. 10 de julho de 1831 em Hesdin). Surge na 22.ª coluna.
- Gaspard Amédée Gardanne, general de divisão (n. 30 de agosto de 1758 em Solliès-Pont – m. 14 de agosto de 1807 em Breslau). Surge na 25.ª coluna.
- Pierre Dominique Garnier, general de divisão (n. 19 de dezembro de 1756 em Marseille – m. 11 de maio de 1827 em Nantes). Surge na 25.ª coluna.
- Pierre Edmé Gautherin ou Gauthrin, general de brigada (n. 12 de agosto de 1770 em Troyes – m. 19 de março de 1851 em Saint-Martin-ès-Vignes). Surge na 19.ª coluna. – f, s, T, *
- Jean Pierre Gauthier dito Leclerc, general de brigada (n. 23 de fevereiro de 1765 em Septmoncel – m. 14 de junho de 1821 em Marnes). Surge na 39.ª coluna. – s, *
- Nicolas Hyacinthe Gautier, general de brigada, ferido mortalmente em Wagram (n. 5 de maio de 1774 em Loudéac – m. 14 de julho de 1809 em Viena). Surge na 18.ª coluna. – f, s, *
- Honoré Théodore Maxime Gazan, general de divisão (n. 29 de outubro de 1765 em Grasse – m. 9 de abril de 1845 em Grasse). Surge na 26.ª coluna. – c, f, l, s, T, *
- Alphonse Louis Gentil de Saint-Alphonse, general (n. 6 de setembro de 1777 em Versailles – m. 7 de agosto de 1837 em Toulouse). Surge na 19.ª coluna. – f, s, T
- Maurice Étienne Gérard, Marechal de França, ministre de la Guerre (n. 4 de abril de 1773 em Damvillers – m. 17 de abril de 1852 em Paris). Surge na 14.ª coluna. – c, f, l, s, T, *
- François-Joseph Gérard, general de divisão (n. 29 de outubro de 1771 em Phalsbourg – m. 18 de setembro de 1832 em Beauvais). Surge na 2.ª coluna. – f, s, *
- Joseph Gilot, general de divisão (n. 16 de abril de 1734 em Châtenay – m. 27 de março de 1811 em Nancy). Surge na 6.ª coluna. – l, s
- Jacques Laurent Gilly, general de divisão (n. 12 de agosto de 1769 em Fournès – m. 5 de agosto de 1829 em Aramon). Surge na 35.ª coluna. – f, l, s, T, *
- Jean Baptiste Girard, general de divisão, ferido mortalmente em Ligny (n. 21 de fevereiro de 1775 em Aups – m. 27 de junho de 1815 em Paris). Surge na 8.ª coluna. – f, l, s, T, *
- Jean Pierre Girard dito Vieux, general de brigada (n. 9 de agosto de 1750 em Genève – m. 2 de março de 1811 em Arras). Surge na 20.ª coluna. – f, l, s, *
- Alexandre Louis Robert Girardin d’Ermenonville, general de divisão (n. 13 de fevereiro de 1776 em Paris – m. 5 de agosto de 1855 em Paris). Surge na 20.ª coluna. – f, l, s, *
- Jacques Nicolas Gobert, general de divisão, ferido mortalmente em Bailen (n. 1 de junho de 1760 em Basse-Terre – m. 17 de julho de 1808 em Guarromán). Surge na 35.ª coluna. – f, l, s, T
- Louis Anne Marie Gouré de Villemontée, general de brigada, ferido mortalmente na batalha de Lützen (n. 4 de dezembro de 1768 em Tonnerre – m. 3 de maio de 1813 em Lützen). Surge na 12.ª coluna. – f, s, T, *
- Jean-Baptiste Gouvion, general do exército de La Fayette, morto por um tiro de canhão em Maubeuge (n. 8 de janeiro de 1747 em Toul – m. 11 de junho de 1792 em La Glisuelle). Surge na 8.ª coluna. – l, s
- Laurent de Gouvion Saint-Cyr, Marechal de França, ministre de la Guerre, deu seu nome a uma lei de recrutamento militar (n. 13 de maio de 1764 em Toul – m. 17 de março de 1830 em Hyères). Surge na 13.ª coluna.
- Jean François Graindorge, general de brigada, ferido mortalmente na batalha do Buçaco (n. 1 de junho de 1770 em Saint-Pois – m. 1 de novembro de 1810 em Carqueijo). Surge na 38.ª coluna. – f, s, T, *
- Charles Louis Dieudonné Grandjean, general de divisão (n. 29 de dezembro de 1768 em Nancy – m. 5 de setembro de 1828 em Nancy). Surge na 16.ª coluna. – f, l, s, T, *
- Pierre Guillaume Gratien, general de divisão (n. 1 de janeiro de 1764 em Paris – m. 24 de abril de 1814 em Plaisance). Surge na 7.ª coluna. – f, s, *
- Paul Grenier, general de divisão (n. 29 de janeiro de 1768 em Sarrelouis – m. 18 de abril de 1827 em Morembert). Surge na 14.ª coluna. – c, f, l, s, T, *
- François Joseph Fidèle Gressot, general de brigada (n. 7 de setembro de 1770 em Delémont – m. 14 de novembro de 1848 em Saint-Germain-en-Laye). Surge na 39.ª coluna. – f, s, T, *
- Achille Claude Marie Tocip dito Grigny, general de brigada, morto por uma bala de canhão no cerco de Gaète (n. 7 de abril de 1766 em Paris – m. 10 de fevereiro de 1806 em Gaète). Surge na 28.ª coluna. – f, s, T
- Rémy Grillot, general de brigada, ferido mortalmente por projétil em Lützen (n. 11 de março de 1776 em Navilly – m. 19 de maio de 1813 em Leipzig). Surge na 10.ª coluna. – f, s, T, *
- Jean Louis Gros, general de brigada (n. 3 de maio de 1767 em Montolieu – m. 10 de maio de 1824 em Paris). Surge na 15.ª coluna. – f, l, s, T, *
- Emmanuel de Grouchy, Marechal de França (n. 23 de outubro de 1766 em Paris – m. 29 de abril de 1847 em Saint-Étienne). Surge na 4.ª coluna. – c, f, l, s, sb, T, *
- Louis Sébastien Grundler, general (n. 20 de julho de 1774 em Paris – m. 27 de setembro de 1833 no Château du Plessis perto de Troyes. Surge na 5.ª coluna. – f, l, s, T, *
- Charles Étienne Gudin de la Sablonnière, general de divisão, ferido mortalmente na combat de Valoutina (n. 13 de fevereiro de 1768 em Montargis – m. 22 de fevereiro de 1812 em Smolensk). Surge na 15.ª coluna. – f, l, s, T, *
- Pierre-Cesar Gudin des Bardelieres, general (n. 30 de dezembro de 1775 em Gien – m. 13 de fevereiro de 1855 em Montargis). Surge na 29.ª coluna. – f, s, *
- Charles Louis Joseph Olivier Guéhéneuc, general (n. 7 de junho de 1783 em Valenciennes – m. 26 de agosto de 1849 em Paris). Surge na 32.ª coluna. – f, s, *
- Armand Charles Guilleminot, general de divisão (n. 2 de março de 1774 em Dunkerque – m. 14 de março de 1840 em Baden). Surge na 7.ª coluna. – c, f, l, s, T, *
- Jean Joseph Guieu ou Guyeux, general de divisão (n. 30 de setembro de 1758 em Champcella – m. 5 de outubro de 1817 em Châteauroux). Surge na 24.ª coluna. – l, s
- Étienne Guyot, general de brigada, tué lors d’une charge de cavalerie em Prusse orientale (n. 1 de maio de 1767 em Mantoche – m. 8 de junho de 1807 em Kleinenfeld). Surge na 20.ª coluna.- f, s
- Claude Étienne Guyot, general de divisão (n. 5 de setembro de 1768 em Villevieux – m. 28 de novembro de 1837 em Paris). Surge na 31.ª coluna. – f, l, s, T, *
- Nicolas Bernard Guiot de Lacour ou Guyot de Lacour, general de divisão, ferido mortalmente em Wagram (n. 25 de janeiro de 1771 em Yvoy-Carignan – m. 28 de julho de 1809 em Gunsdersdorf). Surge na 11.ª coluna. – f, s, T

### H
- Pierre Joseph Habert, general de divisão (n. 22 de dezembro de 1773 em Avallon, m. 19 de maio de 1825 em Montréal (Yonne)). Surge na 36.ª coluna.
- Jacques Félix Emmanuel Hamelin, contre-amiral (n. 13 de outubro de 1768 em Honfleur, m. 23 de abril de 1839 em Paris). Surge na 2.ª coluna.
- Jacques Félix Jan de La Hamelinaye, (o arco indica  Hamelinaye), general de divisão (n. 22 de fevereiro de 1769 em Montauban-de-Bretagne, m. 14 de abril de 1861 em Rennes). Surge na 9.ª coluna.
- Antoine Alexandre Hanicque, general de divisão (n. 27 de maio de 1748 em Paris, m. 28 de fevereiro de 1821 em Paris). Surge na 1.ª coluna.
- Jean Hardy, general de divisão (n. 19 de maio de 1762 em Mouzon, m. 29 de maio de 1802 em Cap-Haïtien, em Haïti). Surge na 6.ª coluna.
- Jean Isidore Harispe, Marechal de França (n. 7 de dezembro de 1768 em Saint-Étienne-de-Baïgorry, m. 26 de maio de 1855 em Lacarre). Surge na 36.ª coluna.
- Louis Harlet, general de brigada (n. 15 de agosto de 1772 em Broyes, m. 2 de março de 1853 em Sézanne). Surge na 32.ª coluna.
- Louis Auguste Juvénal des Ursins d’Harville, general de divisão (n. 23 de abril de 1749 em Paris, m. 8 de maio de 1815 em Harville). Surge na 5.ª coluna.
- Jacques Maurice Hatry, general de divisão (n. 13 de fevereiro de 1742 em Strasbourg, m. 30 de novembro de 1802 em Paris). Surge na 5.ª coluna.
- François Nicolas Benoît Haxo, general de divisão (n. 24 de junho de 1774 em Lunéville, m. 25 de junho de 1838 em Paris). Surge na 36.ª coluna.
- Gabriel Marie Joseph Théodore d’Hédouville, general de divisão (n. 27 de julho de 1755 em Laon, m. 30 de março de 1825 em Brétigny-sur-Orge). Surge na 31.ª coluna.
- Claude François Henry, coronel, ferido fatalmente durante o cerco de Valência (n. 12 de março de 1773 em Champlitte-la-Ville, m. 2 de janeiro de 1812 em Camp-de-Valence). Surge na 38.ª coluna.
- Claude Marie Hervo, general de brigada, tué lors d’une reconnaissance près d’Eckmühl (n. 11 de novembro de 1766 em Quimperlé, m. 21 de abril de 1809 em Persingen). Surge na 18.ª coluna.
- Étienne Heudelet de Bierre (o Arco indica simplesmente Heudelet), general de divisão (n. 13 de novembro de 1770 em Dijon, m. 20 de abril de 1857 em Paris). Surge na 17.ª coluna.
- Joseph Higonet, coronel, morto na batalha d’Auerstaedt (n. 11 de dezembro de 1771 em Saint-Geniez-d’Olt, m. 14 de outubro de 1806 em Auerstaedt). Surge na 18.ª coluna.
- Louis Lazare Hoche, general de divisão (n. 24 de junho de 1768 em Versailles, m. 19 de setembro de 1797 em Wetzlar). Surge na 3.ª coluna.
- Jean Nicolas Houchard, general de divisão (n. 24 de janeiro de 1738 em Forbach, m. 15 de novembro de 1793 em Paris). Surge na 3.ª coluna.
- Charles Antoine Houdar de La Motte (o arco indica  Lamotte), coronel, morto por uma bala de canhão em Iéna (n. 21 de novembro de 1773 em Versailles, m. 14 de outubro de 1806 em Iéna). O seu nome surge na 18.ª coluna.
- Léonard Jean Aubry Huard de Saint-Aubin, general de brigada, morto por um biscaia na batalha de la Moskowa (n. 11 de janeiro de 1770 em Villedieu-les-Poêles, m. 7 de setembro de 1812 em Borodino). Surge na 9.ª coluna.
- Pierre Antoine François Huber, general (n. 20 de dezembro de 1775 em Sankt Wendel, m. 26 de abril de 1832 em Paris). Surge na 33.ª coluna.
- Étienne Hulot, general (n. 15 de fevereiro de 1774 em Mazerny, m. 23 de setembro de 1850 em Nancy). Surge na 2.ª coluna.

### J
- Charles Claude Jacquinot, general de divisão (n. 3 de agosto de 1772 em Melun, m. 24 de abril de 1848 em Metz). O seu nome surge na 20.ª coluna.
- Jean Baptiste Auguste Marie Jamin, (o arco indica Jamin, A.), morto na batalha de Waterloo, general de brigada (n. 17 de fevereiro de 1775 em Louvigné-du-Désert, m. 18 de junho de 1815 em Waterloo). O seu nome surge na 9.ª coluna.
- Jean-Baptiste Jamin (o arco indica Jamin, J.B.), general (n. 20 de maio de 1772 em Villécloye, m. 30 de janeiro de 1848 em Paris). O seu nome surge na 9.ª coluna.
- Henri Antoine Jardon, morto na combat de Negrelos, general de brigada (n. 3 de fevereiro de 1768 em Verviers, m. 25 de março de 1809 em Guimarães). O seu nome surge na 38.ª coluna.
- Jean-Baptiste Jeanin, general (n. 22 de janeiro de 1769 em Épy, m. 2 de maio de 1830 em Saulieu). O seu nome surge na 22.ª coluna.
- Barthélemy Catherine Joubert, general de divisão, tué em Novi à frente de suas tropas (n. 14 de abril de 1769 em Pont-de-Vaux, m. 15 de agosto de 1799 em Novi). O seu nome surge na 23.ª coluna.
- Joseph Antoine René Joubert (o arco indica Joubert, J.), general de brigada (n. 11 de novembro de 1772 em Angers, m. 23 de abril de 1843 em Paris). O seu nome surge na 2.ª coluna.
- Jean Pierre de Jouffroy, general de brigada (n. 20 de julho de 1766 em Boulot, m. 30 de setembro de 1846 em Lille). O seu nome surge na 39.ª coluna.
- Jean-Baptiste Jourdan, Marechal de França, redator da lei de recrutamento (n. 29 de abril de 1762 em Limoges, m. 23 de novembro de 1833 em Paris). O seu nome surge na 3.ª coluna.
- Jean-Andoche Junot, general de divisão (n. 24 de setembro de 1771 em Bussy-le-Grand, m. 29 de julho de 1813 em Montbard). O seu nome surge na 33.ª coluna.

### K
- François Christophe Kellermann, Marechal de França, vencedor em Valmy (n. 28 de maio de 1735 em Strasbourg – m. 13 de setembro de 1820 em Paris). Surge na 3.ª coluna.
- François-Étienne Kellermann, general de divisão, filho do anterior (n. 4 de agosto de 1770 em Metz – m. 2 de junho de 1835 em Paris). Surge na 21.ª coluna.
- Charles Édouard Saül Jennings de Kilmaine, general de divisão (n. 19 de outubro de 1751 em Dublin – m. 11 de dezembro de 1799 em Paris). Surge na 5.ª coluna.
- François Joseph Kirgener, general de brigada, morto por un boulet perto de Reichenbach (n. 8 de outubro de 1766 em Paris – m. 22 de maio de 1813 em Markersdorf). Surge na 15.ª coluna.
- Jean Baptiste Kléber, general de divisão, assassinado pelo sírio Soleyman (n. 9 de março de 1753 em Strasbourg – m. 14 de junho de 1800 no Cairo, Egito). Surge na 23.ª coluna.
- Dominique Louis Antoine Klein, general de divisão (n. 24 de janeiro de 1761 em Blâmont – m. 2 de novembro de 1845 em Paris). Surge na 17.ª coluna.
- Grégoire Joseph Chlopicki de Necznia, dito Klopisky, general de brigada (n. 19 de maio de 1768 em Viezma – m. 21 de setembro de 1854 em Cracovie). Surge na 37.ª coluna.
- Charles Kniaziewicz, general de divisão (n. 4 de maio de 1762 em Asite – m. 9 de maio de 1842 em Paris). Surge na 12.ª coluna.

### L
- Pierre Garnier de la Boissière (o Arco indica Laboissière), general de divisão (n. 11 de março de 1755 em Chassiecq, m. 14 de abril de 1809 em Paris). O seu nome surge na 15.ª coluna.
- André Bruno de Frévol de Lacoste, general de brigada, morto no cerco de Saragoça (n. 14 de junho de 1775 em Pradelles, m. 2 de fevereiro de 1809 em Saragoça). O seu nome surge na 38.ª coluna.
- François Joseph Pamphile de Lacroix, general (n. 1 de junho de 1774 em Aimargues, m. 16 de outubro de 1841 em Versailles). O seu nome surge na 40.ª coluna.
- Marc Antoine Lacuée, coronel, (n. 10 de dezembro de 1773 em Agen, m. 8 de fevereiro de 1807 em le batalha d'Eylau. O seu nome surge na 18.ª coluna.
- Marie Joseph Paul Yves Gilbert du Motier de La Fayette, conhecido por seu título de Marquês de La Fayette, general dos exércitos americano e francês durante o Guerra de Independência dos Estados Unidos (n. 6 de setembro de 1757 no castelo de Chavaniac, m. 20 de maio de 1834 em Paris). Surge na 3.ª coluna.
- Louis Marie Levesque de Laferrière (o arco indica Lque de la Ferrière), general de divisão (n. 9 de abril de 1776 em Redon, m. 22 de novembro de 1834 em Paris). O seu nome surge na 32.ª coluna.
- Guillaume Joseph Nicolas de Lafon-Blaniac, general de divisão (n. 25 de julho de 1773 em Villeneuve-sur-Lot, m. 28 de setembro de 1833 em Vico). O seu nome surge na 29.ª coluna.
- Joseph Lagrange, general de divisão (n. 10 de janeiro de 1763 em Sempesserre, m. 16 de janeiro de 1836 em Paris). O seu nome surge na 34.ª coluna.
- Amédée Emmanuel François Laharpe, general de divisão, tué aux combats de Codogno (n. 17 de outubro de 1754 em Rolle, m. 10 de maio de 1796 em Codogno). O seu nome surge na 24.ª coluna.
- Armand Lebrun de La Houssaye (o arco indica Lahoussaye), general de divisão (n. 20 de outubro de 1768 em Paris, m. 18 de junho de 1846 em Paris). O seu nome surge na 6.ª coluna.
- Louis Joseph Lahure, general (n. 29 de dezembro de 1767 em Mons, m. 24 de outubro de 1853 em Wavrechain-sous-Faulx). O seu nome surge na 30.ª coluna.
- Charles Eugène de Lalaing d’Audenarde (o arco indica LALAING d’AUDde), general (n. 13 de novembro de 1779 em Paris, m. 4 de março de 1859 em Paris). O seu nome surge na 12.ª coluna.
- François Antoine Lallemand, general (n. 23 de junho de 1774 em Metz, m. 9 de março de 1839 em Paris). O seu nome surge na 37.ª coluna.
- François Joseph Drouot dito Lamarche, general de divisão (n. 14 de julho de 1733 em Lutzenhausen, m. 18 de maio de 1814 em Sarrebourg). O seu nome surge na 5.ª coluna.
- Jean Maximilien Lamarque, general de divisão (n. 22 de julho de 1770 em Saint-Sever, m. 1 de junho de 1832 em Paris). O seu nome surge na 36.ª coluna.
- Jean Fabre de la Martillière (o Arco indica Lamartillière), general de divisão (n. 10 de março de 1732 em Nîmes, m. 27 de março de 1819 em Paris). O seu nome surge na 31.ª coluna.
- Thomas Mignot de Lamartinière, general de divisão, ferido mortalmente em o ataque na ponte de Berra na Bidassoa (n. 26 de fevereiro de 1768 em Machecoul, m. 6 de setembro de 1813 em Bayonne). O seu nome surge na 32.ª coluna.
- Charles Malo François de Lameth (o arco indica Lameth, Ch.), general de brigada (n. 6 de outubro de 1757 em Paris, m. 28 de dezembro de 1832 em Paris). O seu nome surge na 30.ª coluna.
- Etienne François Rocbert de Lamorendière-Ducoudray (o arco indica Lamorandière), general de brigada (n. 13 de dezembro de 1769 em Saint-Martin-de-Ré, m. 2 de janeiro de 1837 em Bordeaux). O seu nome surge na 22.ª coluna.
- Jean Pierre Lanabère, general de brigada, ferido mortalmente na Moskowa (n. 24 de dezembro de 1770 em Carresse, m. 12 de setembro de 1812 em Mojaïsk). O seu nome surge na 19.ª coluna.
- Charles Hyacinthe Leclerc de Landremont, general de divisão (n. 21 de agosto de 1739 em Fénétrange, m. 26 de setembro de 1818 em Nancy). O seu nome surge na 4.ª coluna.
- Jean Lannes, Marechal de França, ferido fatalmente por uma bala de canhão em Essling (n. 10 de abril de 1769 em Lectoure, m. 31 de maio de 1809 em Ebersdorf). O seu nome surge na 13.ª coluna.
- René Joseph de Lanoue, general (n. 7 de setembro de 1731 no château de Narelles em la Roche-Clermault, m. 17 de novembro de 1795 em Paris). O seu nome surge na 4.ª coluna.
- François Lanusse, general de divisão, ferido mortalmente par un biscaïen à la batalha de Canope (Égypte) (n. 3 de novembro de 1772 em Habas, m. 21 de março de 1801 em Canope). O seu nome surge na 25.ª coluna.
- Pierre Belon Lapisse, general de divisão, ferido mortalmente em Talavera (n. 25 de novembro de 1762 em Lyon, m. 30 de julho de 1809 em Santa Olalla). O seu nome surge na 37.ª coluna.
- Jean Grégoire Barthélemy Rouger de Laplane, general de divisão (n. 13 de outubro de 1766 em Mourvilles-Hautes, m. 16 de junho de 1837 em Mourvilles-Hautes). O seu nome surge na 22.ª coluna.
- Jean François Cornu de La Poype (o arco indica Lapoype), general de divisão (n. 31 de maio de 1758 em Lyon, m. 27 de janeiro de 1851 em aux Brosses / Villeurbanne ). O seu nome surge na 24.ª coluna.
- Jean Ambroise Baston de Lariboisière (o arco indica Lariboissière), general de divisão (n. 18 de agosto de 1759 em Fougères, m. 21 de dezembro de 1812 em Königsberg). O seu nome surge na 15.ª coluna.
- Antoine Laroche-Dubouscat (o Arco indica simplesmente Laroche), general de divisão (n. 16 de dezembro de 1757 em Condom, m. 21 de junho de 1831 em Vic-Fezensac). O seu nome surge na 7.ª coluna.
- Dominique-Jean Larrey, cirurgião e chefe do Grande Armée (n. 6 de julho de 1766 em Beaudéan, m. 25 de julho de 1842 em Lyon). O seu nome surge na 30.ª coluna.
- Jean Jacques Bernardin Colaud de La Salcette (o arco indica Lasalcette), general de divisão (n. 27 de dezembro de 1759 em Grenoble, m. 3 de setembro de 1834 em Grenoble). O seu nome surge na 27.ª coluna.
- Antoine Charles Louis Lasalle, general de divisão, matar em Wagram (n. 10 de maio de 1775 em Metz, m. 6 de julho de 1809 em Wagram). O seu nome surge na 17.ª coluna.
- Joseph Félix Lazowski (o arco indica Lasowski), general de divisão (n. 20 de novembro de 1759 em Lunéville, m. 8 de outubro de 1812 em Paris). O seu nome surge na 21.ª coluna.
- Louis-René-Madeleine de Latouche-Tréville (o arco indica Latouche), vice-almirante (n. 3 de junho de 1745 em Rochefort, m. 19 de agosto de 1804 em Toulon). O seu nome surge na 3.ª coluna.
- Théophile Malo Corret de la Tour d’Auvergne, oficial, primeiro granadeiro da República, morto em Oberhausen (o arco indica L.Tr Dauvergne), (n. 23 de novembro de 1743 em Carhaix, m. 28 de junho de 1800 em Oberhausen). O seu nome surge na 18.ª coluna.
- Antoine Henri Armand Jules Elisabeth de Latour-Foissac, general (n. em Molsheim em 3 de fevereiro de 1782 – m. em Rouge-Maison em 25 de março de 1855). Surge na 19.ª coluna.
- Marie Victor Nicolas de Fay de La Tour Maubourg, (o arco indica L.Tr Maubourg), general de divisão (n. 22 de maio de 1768 em La Motte-de-Galaure, m. 11 de novembro de 1850 au Château de Farcy-lès-Lys em Dammarie). O seu nome surge na 17.ª coluna.
- Guillaume-Latrille de Lorencez (o arco indica Latrille de Lez), general de divisão (n. 21 de abril de 1855 em Pau, m. 1 de outubro de 1772 em Bar-le-Duc). O seu nome surge na 32.ª coluna.
- Germain-Félix Tennet de Laubadère (o arco indica Laubadère), general de divisão (n. 20 de fevereiro de 1749 em Bassoues, m. 8 de agosto de 1799 em Rouen). O seu nome surge na 5.ª coluna.
- Jacques Alexandre Law de Lauriston, Marechal de França (n. 1 de fevereiro de 1768 em Pondichéry, m. 11 de junho de 1828 em Paris). O seu nome surge na 13.ª coluna.
- Anne Gilbert de La Val ou de Le Val, (o arco indica Laval) general de divisão (n. 9 de novembro de 1762 em Riom, m. 6 de setembro de 1810 em Mora). O seu nome surge na 36.ª coluna.
- Anne Charles Lebrun, general de divisão (n. 28 de dezembro de 1775 em Paris, m. 21 de janeiro de 1859 em Paris). O seu nome surge na 31.ª coluna.
- Victor Emmanuel Leclerc, general de divisão (n. 17 de março de 1772 em Pontoise, m. 2 de novembro de 1802 em Cap-Haïtien). O seu nome surge na 34.ª coluna.
- Claude Jacques Lecourbe, general de divisão (n. 22 de fevereiro de 1759 em Besançon, m. 22 de outubro de 1815 em Belfort). O seu nome surge na 14.ª coluna.
- François Roch Ledru des Essarts (o arco indica Ledru des Essds), general de divisão (n. 25 de abril de 1770 em Chantenay, m. 23 de abril de 1844 em Champrosay). O seu nome surge na 27.ª coluna.
- François Joseph Lefebvre, Marechal de França (n. 25 de outubro de 1755 em Rouffach, m. 14 de setembro de 1820 em Paris). O seu nome surge na 3.ª coluna.
- Charles Lefebvre-Desnouettes ou Desnoëttes (o arco indica LEFÈVRE DESNte), general de divisão (n. 14 de setembro de 1773 em Paris, m. 22 de abril de 1822 no mar, perto da Irlanda aquando do naufrágio do 'Albion). Surge na 31.ª coluna.
- Étienne Nicolas Lefol, general de divisão (n. 24 de outubro de 1764 em Giffaumont, m. 5 de setembro de 1840 em Vitry-le-François). O seu nome surge na 1.ª coluna.
- Claude Just Alexandre Louis Legrand, general de divisão (n. 23 de fevereiro de 1762 em Plessier-sur-Saint-Just, m. 8 de janeiro de 1815 em Paris). O seu nome surge na 15.ª coluna.
- Louis-François Lejeune, general de brigada e peintre (n. 3 de fevereiro de 1775 em Strasbourg, m. 26 de fevereiro de 1848 em Toulouse). O seu nome surge na 19.ª coluna.
- André Joseph Lemaire, general de divisão (n. 6 de março de 1738 em Cuincy, m. 24 de outubro de 1802 em Dunkerque). O seu nome surge na 5.ª coluna.
- Jean Léonor François Le Marois (o arco indica Lemarois), general de divisão (n. 17 de março de 1776 em Bricquebec, m. 14 de outubro de 1836 em Paris). O seu nome surge na 11.ª coluna.
- Louis Lemoine, general de divisão (n. 23 de novembro de 1754 em Saumur, m. 23 de julho de 1842 em Paris). O seu nome surge na 6.ª coluna.
- Henri Marie Lenoury dito Noury, general de divisão (n. 6 de novembro de 1771 em Cracouville, m. 25 de setembro de 1839 em Cracouville). O seu nome surge na 40.ª coluna.
- Louis Lepic, general de divisão (n. 20 de setembro de 1765 em Montpellier, m. 7 de janeiro de 1827 em Andrésy). O seu nome surge na 20.ª coluna.
- François Joseph d’Estienne de Chaussegros de Lery, general de brigada (n. 11 de setembro de 1754 em Québec, m. 5 de setembro de 1824 em Chartrettes). O seu nome surge na 31.ª coluna.
- Augustin de Lespinasse, general de divisão (n. 8 de outubro de 1736 em Pouilly-sur-Loire, m. 21 de novembro de 1816 em Paris). O seu nome surge na 35.ª coluna.
- Louis Michel Letort, general de divisão, morto pelos Prussiens na estrada de Charleroi (n. 28 de agosto de 1773 em Saint-Germain-en-Laye, m. 15 de junho de 1815 em Gilly). O seu nome surge na 8.ª coluna.
- François Charles Michel Leturcq (o arco indica Leturc), adjudant-general, morto na batalha d’Aboukir (n. 10 de fevereiro de 1769 em Boynes-en-Gâtinais, m. 25 de julho de 1799 em batalha d’Aboukir). O seu nome surge na 28.ª coluna.
- Jean François Leval, general de divisão (n. 18 de abril de 1762 em Paris, m. 7 de agosto de 1834 em Paris). O seu nome surge na 7.ª coluna.
- Alexis Paul Michel Tanneguy Le Veneur de Tillières (o arco indica Leveneur), general de divisão (n. 28 de setembro de 1746 em Paris, m. 26 de maio de 1833 no château de Carrouges). O seu nome surge na 4.ª coluna.
- Samuel François Lhéritier (o arco indica L’Héritier), general de divisão (n. 6 de agosto de 1772 em Angles-sur-l'Anglin, m. 23 de agosto de 1829 em Conflans-Sainte-Honorine). O seu nome surge na 20.ª coluna.
- Jean-Marthe-Adrien Lhermitte, vice-almirante (n. 29 de setembro de 1766 em Coutances, m. 28 de agosto de 1826 em Plessis-Piquet). O seu nome surge na 40.ª coluna.
- Louis Liger-Belair (o arco indica Ligerbelair), general de divisão (n. 11 de julho de 1772 em Vendeuvre, m. 4 de dezembro de 1835 em Varois). O seu nome surge na 37.ª coluna.
- René Charles Élisabeth de Ligniville (o arco indica Ligneville), general de divisão (n. 22 de fevereiro de 1760 em Herbéviller, m. 14 de setembro de 1813 no château de Boncourt). O seu nome surge na 5.ª coluna.
- Charles Alexandre Durand de Linois (o arco indica Linois), vice-almirante honorário (n. 27 de janeiro de 1761 em Brest, m. 2 de dezembro de 1848 em Versailles). O seu nome surge na 33.ª coluna.
- Pierre-Charles Lochet, general de brigada, morto na batalha d’Eylau (n. 4 de fevereiro de 1767 em Châlons-sur-Marne, m. 8 de fevereiro de 1807 em batalha d’Eylau). O seu nome surge na 10.ª coluna.
- Louis Henri Loison, general de divisão (n. 13 de maio de 1771 em Damvillers, m. 30 de dezembro de 1816 em Chokier). O seu nome surge na 35.ª coluna.
- Jean Thomas Guillaume Lorge, general de divisão (n. 22 de novembro de 1767 em Caen, m. 28 de novembro de 1826 em Chauconin). O seu nome surge na 6.ª coluna.
- Nicolas de Loverdo, general (n. 6 de agosto de 1773 em Kontogennada em Céphalonie, m. 26 de julho de 1837 em Paris). O seu nome surge na 29.ª coluna.
- Nicolas de Luckner, Marechal de França (n. 12 de janeiro de 1722 em Cham, m. 4 de janeiro de 1794 em Paris). O seu nome surge na 3.ª coluna.
- Edme Aimé Lucotte, general de divisão (n. 30 de outubro de 1770 em Créancey, m. 8 de julho de 1825 em Port-sur-Saône). O seu nome surge na 29.ª coluna.

### M
- Étienne Jacques Joseph Alexandre MacDonald, Marechal de França (n. 13 de novembro de 1765 em Sedan – m. 25 de setembro de 1840 em Beaulieu-sur-Loire. Surge na 13.ª coluna.
- Pierre Macon, general de brigada, morto no cerco de Magdeburgo (n. 13 de janeiro de 1769 em Chasselay – m. 27 de outubro de 1806 em Magdebourg). Surge na 40.ª coluna.
- Charles René Magon de Médine, contra-almirante, morto a bordo do Algésiras durante a batalha de Trafalgar (n. 12 de novembro de 1763 em Paris – m. 21 de outubro de 1805 ao largo de Trafalgar). Surge na 29.ª coluna.
- Joseph Antoine Marie Michel Mainoni, general de divisão (n. 29 de setembro de 1754 em Lugano – m. 12 de dezembro de 1807 em Mantoue). Surge na 26.ª coluna.
- Nicolas-Joseph Maison, Marechal de França (n. 19 de dezembro de 1771 em Épinay-sur-Seine – m. 13 de fevereiro de 1840 em Paris). Surge na 14.ª coluna.
- Jean-Pierre Firmin Malher, general de divisão (n. 19 de junho de 1761 em Paris – m. 13 de março de 1808 em Valladolid). Surge na 7.ª coluna.
- Antoine Louis Popon de Mancune, general de divisão (n. 21 de fevereiro de 1772 em Brive – m. 18 de fevereiro de 1824 em Paris). Surge na 35.ª coluna.
- Jean Pierre Maransin, general de divisão (n. 20 de março de 1770 em Lourdes – m. 16 de maio de 1828 em Paris). Surge na 35.ª coluna.
- Jean-Antoine Marbot, general de divisão (n. 7 de dezembro de 1754 em Altillac – m. 19 de abril de 1800 em Génova). Surge na 34.ª coluna.
- François Séverin Marceau-Desgraviers, dito Marceau, general de divisão, mortalmente ferido em Altenkirchen (n. 1 de março de 1769 em Chartres – m. 21 de setembro de 1796 em Altenkirchen). Surge na 6.ª coluna.
- Jean Gabriel Marchand, general de divisão (n. 10 de dezembro de 1765 em L’Albenc – m. 12 de novembro de 1851 em Saint-Ismier). Surge na 26.ª coluna.
- Pierre Louis Binet de Marcognet, general de divisão (n. 14 de novembro de 1765 em Croix-Chapeau – m. 19 de dezembro de 1854 em Paris). Surge na 7.ª coluna.
- Armand Samuel de Marescot, general de divisão (n. 5 de novembro de 1758 em Tours – m. 5 de novembro de 1832 no castelo Chasley perto de Montoire). Surge na 14.ª coluna.
- Pierre Margaron, general de divisão (n. 1 de maio de 1765 em Lyon – m. 16 de dezembro de 1824 em Paris). Surge na 2.ª coluna.
- Joseph Bernard Marigny, coronel, morto em Iéna (n. 19 de março de 1768 em Morestel – m. 14 de outubro de 1806 em Iéna). Surge na 28.ª coluna.
- Jacques-Barthélémy Marin, general de brigada (n. 23 de agosto de 1772 em Ville – m. 24 de março de 1848 em Ville). Surge na 19.ª coluna.
- Charles Stanislas Marion, general de brigada, morto na batalha de la Moskova (n. 7 de maio de 1758 em Charmes – m. 7 de setembro de 1812 em Borodino). Surge na 18.ª coluna.
- Frédéric Christophe Henri Pierre Claude Vagnair dito Marisy ou Marizy, general de brigada, assassinado (n. 8 de julho de 1765 em Altroff – m. 1 de fevereiro de 1811 em Talavera la vieja). Surge na 30.ª coluna.
- Auguste Frédéric Louis Viesse de Marmont, Marechal de França (n. 3 de março de 1774 em Châtillon-sur-Seine – m. 3 de março de 1852 em Venise). Surge na 24.ª coluna.
- Pierre Martin, vice-almirante (n. 29 de janeiro de 1752 em Louisbourg (Nouvelle-France) – m. 1 de outubro de 1820 em Rochefort). Surge na 31.ª coluna.
- Jacob François Marola dito Marulaz, general de divisão (n. 6 de novembro de 1769 em Zeiskam – m. 10 de junho de 1842 au château de Filain). Surge na 11.ª coluna.
- André Masséna, Marechal de França, vencedor dos russos e austríacos em Zurique les 25 e 26 septembre n. 6 de maio de 1758 em Nice – m. 4 de abril de 1817 em Paris. Surge na 23.ª coluna.
- Jean-François Nicolas Joseph Maucomble, general de brigada (n. 2 de julho de 1776 em Charleville – m. 20 de maio de 1850 em Paris). Surge na 32.ª coluna.
- David Maurice Joseph Mathieu de Saint-Maurice de la Redorte, general de divisão (n. 20 de fevereiro de 1768 em Saint-Affrique – m. 1 de março de 1833 em Paris). Surge na 36.ª coluna.
- Antoine Maurin, general de divisão (n. 19 de dezembro de 1771 em Montpellier – m. 4 de outubro de 1830 em Paris). Surge na 40.ª coluna.
- Jacques François Marc Mazas, coronel, morto em Austerlitz (n. 25 de abril de 1765 em Marseille – m. 2 de dezembro de 1805 em Austerlitz). Surge na 18.ª coluna.
- Philippe Romain Ménard ou Mesnard, general de divisão (n. 24 de outubro de 1750 em Liancourt-Saint-Pierre – m. 13 de fevereiro de 1810 em Paris). Surge na 25.ª coluna.
- Jacques François depois Abdallah de Boussay de Menou, general de divisão (n. 3 de setembro de 1750 em Boussay – m. 13 de agosto de 1810 em la villa Corniani em Mestre). Surge na 24.ª coluna.
- Pierre Hugues Victoire Merle, general de divisão (n. 26 de agosto de 1766 em Montreuil-sur-Mer – m. 5 de dezembro de 1830 em Lambesc). Surge na 35.ª coluna.
- Christophe Antoine Merlin, general de divisão (n. 27 de maio de 1771 em Thionville – m. 9 de março de 1839 em Paris). Surge na 30.ª coluna.
- Eugène Antoine François Merlin, general (n. 27 de dezembro de 1778 em Douai – m. 31 de agosto de 1854 em Eaubonne). Surge na 29.ª coluna.
- Julien Augustin Joseph Mermet, general de divisão (n. 9 de maio de 1772 em Le Quesnoy – m. 28 de outubro de 1837 em Paris). Surge na 8.ª coluna.
- Jean-Baptiste Marie Meusnier de la Place, general de divisão e cientista, morto durante a defesa de Mainz sitiada (n. 19 de junho de 1754 em Tours – m. 13 de junho de 1793 em Mayence). Surge na 6.ª coluna.
- Claude Marie Meunier, general de divisão (n. 4 de agosto de 1770 em Saint-Amour – m. 14 de abril de 1846 em Paris). Surge na 30.ª coluna.
- Louis Henri René Meynadier, general (n. 8 de fevereiro de 1778 em Saint-André-de-Valborgne – m. 3 de julho de 1847 em Paris). Surge na 39.ª coluna.
- Claude Ignace François Michaud, general de divisão (n. 28 de outubro de 1751 em Chaux-Neuve – m. 19 de setembro de 1835 em Luzancy). Surge na 13.ª coluna.
- Claude-Étienne Michel, general de divisão, matar em Waterloo (n. 3 de outubro de 1772 em Pointre – m. 18 de junho de 1815 em Waterloo). Surge na 10.ª coluna.
- Édouard Jean Baptiste Milhaud, general de divisão (n. 10 de julho de 1766 em Arpajon-sur-Cère – m. 8 de janeiro de 1833 em Aurillac). Surge na 35.ª coluna.
- Sextius Alexandre François Miollis, general de divisão (n. 18 de setembro de 1759 em Aix-en-Provence – m. 18 de junho de 1828 em Aix-en-Provence). Surge na 25.ª coluna.
- Pierre André Miquel, general de brigada (n. 20 de janeiro de 1762 em Béziers – m. 5 de março de 1819 em Béziers). Surge na 37.ª coluna.
- Guillaume Mirabel, general de brigada, morto na batalha de Saint-Laurent-de-la-Mouga (n. 29 de agosto de 1744 em Fitou – m. 13 de agosto de 1794 em Saint-Laurent-de-la-Mouga). Surge na 38.ª coluna.
- Francisco de Miranda, general de brigada, herói da independência da Venezuela (n. 9 de junho de 1756 em Caracas – m. 14 de julho de 1816 em Cádiz). Surge na 4.ª coluna.
- François Mireur, general, assassinado por um árabe (n. 9 de fevereiro de 1770 em Escragnolles – m. 9 de julho de 1798 em Damanhour). Surge na 28.ª coluna.
- Édouard Thomas Burgues de Missiessy, vice-almirante (n. 23 de abril de 1756 em Toulon – m. 24 de março de 1837 em Toulon). Surge na 1.ª coluna.
- Gabriel Jean Joseph Molitor, Marechal de França (n. 7 de março de 1770 em Hayange – m. 28 de julho de 1849 em Paris). Surge na 13.ª coluna.
- Bon-Adrien Jeannot de Moncey, Marechal de França (n. 31 de julho de 1754 em Moncey – m. 20 de abril de 1842 em Paris). Surge na 33.ª coluna.
- Jacques de Monfort ou Montfort, general de brigada (n. 22 de julho de 1770 em Sallanches – m. 1 de janeiro de 1824 em Paris). Surge na 2.ª coluna. É possível que seja Joseph Monfort, general da Engenharia (Montcuq 1774-Paris 1855), Jacques de Montfort tendo sempre sido soletrado com um "t".
- Jean-Charles Monier ou Monnier, general de divisão (n. 22 de março de 1758 em Cavaillon – m. 30 de janeiro de 1816 em Paris). Surge na 26.ª coluna.
- Louis-Pierre Montbrun, general de divisão, morto na batalha de la Moskova (n. 1 de março de 1770 em Florensac – m. 7 de setembro de 1812 em Borodino). Surge na 15.ª coluna.
- Louis Antoine Choin de Montgay de Montchoisy, general de divisão (n. 21 de junho de 1747 em Grenoble – m. 14 de junho de 1814 em Gênes). Surge na 8.ª coluna.
- Gabriel Gaspard Achille Adolphe Bernon de Montélégier, general (n. 2 de novembro de 1780 em Romans – m. 2 de novembro de 1825 em Bastia). Surge na 29.ª coluna.
- Anne-Pierre de Montesquiou-Fezensac, general-em-chefe da Armée du Midi em 1792, escritor (n. 17 de outubro de [1739]] em Paris – m. 30 de dezembro de 1798 em Paris). Surge na 23.ª coluna.
- Raymond Aymery Philippe Joseph de Montesquiou-Fac ou Montesquiou-Fezensac, general (n. 26 de fevereiro de 1784 em Paris – m. 18 de novembro de 1867 au château de Mortier perto de Tours). Surge na 12.ª coluna.
- Aimé Sulpice Victor Pelletier de Montmarie, general de brigada, morto após amputação de um pé perdido na batalha de Wachau (n. 13 de novembro de 1772 em Boury-en-Vexin – m. 2 de novembro de 1813 em Leipzig). Surge na 19.ª coluna.
- Louis François Élie Pelletier de Montmarie, general (n. 12 de março de 1771 em Boury-en-Vexin – m. 17 de fevereiro de 1854 em Pontault-Combault). Surge na 40.ª coluna.
- Joseph Hélie Désiré Perruquet de Montrichard, general de divisão (n. 24 de janeiro de 1760 em Thoirette – m. 5 de abril de 1828 em Strasbourg). Surge na 7.ª coluna.
- Charles Antoine Louis Alexis Morand, general de divisão (n. 4 de junho de 1771 em Largillat-Montbenoît – m. 2 de setembro de 1835 em Paris). Surge na 15.ª coluna.
- Jean Baptiste Molette de Morangiès, general de brigada (n. 24 de novembro de 1758 au Mas-de-Tence – m. 21 de maio de 1827 em Antibes). Surge na 30.ª coluna.
- Jean-Victor Moreau, general de divisão (n. 14 de fevereiro de 1763 em Morlaix – m. 2 de setembro de 1813 em Laun), vainqueur des Autrichiens em Hohenlinden em 3 de dezembro de 1800, ferido mortalmente na batalha de Dresden. Surge na 13.ª coluna.
- Jean René Moreaux, general de divisão (n. 14 de março de 1758 em Rocroi – m. 10/11 de fevereiro de 1795 em Thionville). Surge na 13.ª coluna.
- Annet Morio de L’Isle, general de brigada (n. 3 de janeiro de 1779 em Chantelle – m. 22 de fevereiro de 1828 em Vanves). Surge na 21.ª coluna.
- François Louis de Morlan dito Morland, coronel, ferido mortalmente em Austerlitz (n. 11 de junho de 1771 em Souilly – m. 5 de dezembro de 1805 em Brünn). Surge na 18.ª coluna.
- Antoine Morlot, general de divisão (n. 5 de maio de 1766 em Bousse – m. 22 de março de 1809 em Bayonne). Surge na 6.ª coluna.
- Adolphe Édouard Casimir Joseph Mortier, Marechal de França, tué par la machine infernale de Fieschi lors d’une revue (n. 13 de fevereiro de 1768 au Cateau – m. 28 de julho de 1835 em Paris). Surge na 13.ª coluna.
- Georges Mouton, Conde de Lobau e de l’Empire, Marechal de França (n. 21 de junho de 1770 em Phalsbourg – m. 27 de novembro de 1838 em Paris). Surge na 14.ª coluna. Feito Conde de Lobau por Napoleão I} na batalha de Wagram do nome da ilha de Lobau no Danúbio.
- Jacques Léonard Muller, general de divisão (n. 11 de dezembro de 1749 em Thionville – m. 1 de outubro de 1824 em Saintes). Surge na 33.ª coluna.
- Joachim Murat, Marechal de França, roi de Naples (n. 25 de março de 1767 em La Bastide-Fortunière devenu Labastide-Murat – m. 13 de outubro de 1815 em Pizzo). Surge na 24.ª coluna.
- Louis François Félix Musnier de la Converserie, general de divisão (n. 16 de novembro de 1766 em Longueville – m. 16 de novembro de 1837 em Paris). Surge na 37.ª coluna.

### N
- Étienne Marie Antoine Champion de Nansouty, general de divisão (n. 30 de maio de 1768 em Bordeaux – m. 12 de fevereiro de 1815 em Paris). Surge na 16.ª coluna.
- Louis Marie Jacques Almaric de Narbonne-Lara, general de divisão (n. 23 de agosto de 1755 em Parme – m. 17 de novembro de 1813 em Torgau). Surge na 11.ª coluna.
- Gabriel Neigre, general de divisão (n. 28 de julho de 1774 em La Fère – m. 8 de agosto de 1847 em Villiers-sur-Marne). Surge na 10.ª coluna.
- Michel Ney, Marechal de França, condenado por traição e executado no início da Restauração (n. 10 de janeiro de 1769 em Sarrelouis – m. 7 de dezembro de 1815). Surge na 13.ª coluna.
- Louis Marie d’Ayen de Noailles, general, mortalmente ferido no ataque à corveta britânica Hazard (n. 17 de abril de 1756 em Paris – m. 7 de janeiro de 1804 em La Havane). Surge na 40.ª coluna.

### O
- Jean Baptiste Olivier, general de divisão (n. 25 de dezembro de 1765 em Strasbourg – m. 27 de setembro de 1813 no castelo de Santo André perto de Witternesse). Surge na 7.ª coluna.
- Michel Ordener, general de divisão (n. 2 de setembro de 1755 em L’Hôpital perto de Saint-Avold – m. 30 de agosto de 1811 em Compiègne). Surge na 31.ª coluna.
- Louis Ordonneau, general (n. 23 de julho de 1770 em Saint-Maurice – m. 29 de setembro de 1855 au château d’Andouillet perto de Thoiry). Surge na 37.ª coluna.
- Louis Philippe d’Orléans, duque de Chartres, general, depois roi des Français (n. 6 de outubro de 1773 em Paris – m. 26 de agosto de 1850 em Claremont). Surge na 1.ª coluna "CHARTRES".
- Philippe Antoine d’Ornano, Marechal de França (n. 17 de janeiro de 1784 em Ajaccio – m. 13 de outubro de 1863 em Paris). Surge na 12.ª coluna.
- Nicolas Charles Oudinot, Marechal de França, foi oficialmente reconhecido como ferido 27 vezes (n. 25 de abril de 1767 em Bar-le-Duc – m. 13 de setembro de 1847 em Paris). Surge na 13.ª coluna.

### P
- Michel Marie Pacthod, general de divisão (n. 16 de janeiro de 1764 em Saint-Julien-en-Genevois e m. 24 de março de 1830 em Paris). O seu nome surge na 26.ª coluna.
- Nicolas Augustin Paliard dito Paillard (nome inscrito no arco), general de brigada (n. 28 de agosto de 1756 em Donzy e m. em 1831 em Entrains-sur-Nohain). O seu nome surge na 6.ª coluna.
- Pierre Claude Pajol, general de divisão (n. 3 de fevereiro de 1772 em Besançon e m. 20 de março de 1844 em Paris). O seu nome surge na 8.ª coluna.
- Louis Partouneaux, general de divisão (n. 26 de setembro de 1770 em Romilly-sur-Seine e m. 14 de janeiro de 1835 em Menton). O seu nome surge na 26.ª coluna.
- Marc Nicolas Louis Pécheux, general de divisão (n. 28 de janeiro de 1769 em Bucilly e m. 1 de novembro de 1831 em Paris). O seu nome surge na 37.ª coluna.
- Jean-Jacques Germain Pelet-Clozeau (o arco indica Pelet), (n. 15 de julho de 1777 em Toulouse e m. 20 de dezembro de 1858 em Paris). O seu nome surge na 19.ª coluna.
- Pierre Pelleport, general (n. 26 de outubro de 1773 em Montréjeau e m. 15 de dezembro de 1855 em Bordeaux). O seu nome surge na 19.ª coluna.
- Jean-Baptiste Pelletier, general (n. 16 de fevereiro de 1777 em Éclaron e m. 27 de maio de 1862 em Versailles). O seu nome surge na 9.ª coluna.
- Raymond Pierre Penne, general de brigada morto por uma bala de canhão durante o ataque à aldeia de Bierge (n. 18 de novembro de 1770 em Coarraze e m. 19 de junho de 1815 em Bierge). O seu nome surge na 2.ª coluna.
- Joseph Pépin, general de brigada, morto na batalha d'Albuera (n. 23 de maio de 1765 em Pont-Saint-Esprit e m. 16 de maio de 1811 em La Albuera). O seu nome surge na 38.ª coluna.
- Pierre-François Percy, chirurgien (n. 28 de outubro de 1754 em Montagney e m. 18 de fevereiro de 1825 em Paris). O seu nome surge na 10.ª coluna.
- Catherine-Dominique de Pérignon, Marechal de França (n. 31 de maio de 1754 em Grenade e m. 25 de dezembro de 1818 em Paris). O seu nome surge na 33.ª coluna.
- Joseph Marie de Pernety, general de divisão (n. 19 de maio de 1766 em Lyon e m. 29 de abril de 1856 em Paris). O seu nome surge na 21.ª coluna.
- Jean-Baptiste Emmanuel Perrée, contre-amiral, morto a bordo do Généreux durante uma luta contra um esquadrão britânico (n. 19 de dezembro de 1761 em Saint-Valery-sur-Somme e m. 18 de fevereiro de 1800 em Malte). O seu nome surge na 24.ª coluna.
- Claude-Louis Petiet, Ministro da guerra depois intendente geral (n. 9 de fevereiro de 1749 em Châtillon-sur-Seine e m. 25 de maio de 1806 em Paris). O seu nome surge na 10.ª coluna.
- Jean-Martin Petit, general (n. 22 de julho de 1772 em Paris e m. 8 de junho de 1856 em Paris). O seu nome surge na 8.ª coluna.
- Armand Philippon, general de divisão (n. 28 de agosto de 1761 em Rouen e m. 4 de maio de 1836 em Paris). O seu nome surge na 37.ª coluna.
- Jean-Charles Pichegru, general de divisão (n. 16 de fevereiro de 1761 em Les Planches-près-Arbois e m. 5 de abril de 1804 em Paris). O seu nome surge na 3.ª coluna.
- Cyrille-Simon Picquet, general (n. 14 de novembro de 1774 em Lorient e m. 2 de setembro de 1847 em Heidelberg). O seu nome surge na 32.ª coluna.
- Jean Joseph Magdeleine Pijon, general de brigada, mortalmente ferido em batalha de Magnano (n. 7 de setembro de 1758 em Lavaur e m. 5 de abril de 1799 em Isola della Scala). O seu nome surge na 27.ª coluna.
- Louis Antoine Pille, general de divisão (n. 14 de julho de 1749 em Soissons e m. 7 de outubro de 1828 em Soissons). O seu nome surge na 35.ª coluna.
- Hippolyte Marie Guillaume de Rosnyvinen de Piré (o Arco indica simplesmente Piré), general de divisão (n. 31 de março de 1778 em Rennes e m. 20 de julho de 1850 em Paris). O seu nome surge na 2.ª coluna.
- Louis Auguste Marchand de Plauzonne, general de brigada, morto na Moskowa (n. 7 de julho de 1774 em Fontainebleau e m. 7 de setembro de 1812 em Borodino). O seu nome surge na 12.ª coluna.
- Pierre Poinsot de Chansac, general de divisão (n. 7 de fevereiro de 1764 em Chalon-sur-Saône e m. 30 de julho de 1833 em Dijon). O seu nome surge na 8.ª coluna.
- François Hilarion Point, general de brigada, morto manda seus granadeiros atacarem a ponte de Popoli (n. 14 de abril de 1759 em Montélimar e m. 24 de dezembro de 1798 em Popoli). O seu nome surge na 28.ª coluna.
- Jean Étienne Casimir Poitevin de Maureilhan (o arco indica Poitevin de Mlan), general de brigada (n. 14 de julho de 1772 em Montpellier e m. 19 de maio de 1829 em Metz). O seu nome surge na 29.ª coluna.
- André Poncet, general de divisão (n. 30 de julho de 1755 em Pesmes e m. 23 de julho de 1838 em Montmirey-le-Château). O seu nome surge na 6.ª coluna.
- Joseph Antoine Poniatowski (o arco indica Poniatowsky), Marechal de França, afogou-se no Elster Blanche durante a retirada da Leipzig (n. 7 de maio de 1763 em Viena e m. 19 de outubro de 1813 em Leipzig). O seu nome surge na 13.ª coluna.
- Paul Jean-Baptiste Poret de Morvan, general de brigada (n. 14 de abril de 1777 em Saint-Étienne-sous-Bailleul e m. 17 de fevereiro de 1834 em Chartres). O seu nome surge na 9.ª coluna.
- Jean Pierre Pouget, general de divisão (n. 5 de outubro de 1761 em Péret e m. 7 de fevereiro de 1825 em Montpellier). O seu nome surge na 27.ª coluna.
- Claude Antoine Hippolyte de Préval, general (n. 6 de novembro de 1776 em Salins e m. 19 de fevereiro de 1853 em Paris). O seu nome surge na 40.ª coluna.
- Claude Prost, general de brigada (n. 5 de fevereiro de 1764 em Auxonne e m. 4 de julho de 1834 em Belleville (atualmente distrito de Paris)). O seu nome surge na 2.ª coluna.
- Charles Joseph Randon de Malboissière de Pully (o Arco indica simplesmente Pully), general de divisão (n. 18 de agosto de 1751 em Paris e m. 20 de abril de 1832 em Paris). O seu nome surge na 4.ª coluna.
- Jacques Pierre Louis Marie Joseph Puthod, general de divisão (n. 28 de setembro de 1769 em Bâgé-le-Châtel e m. 31 de março de 1837 em Libourne). O seu nome surge na 1.ª coluna.

### Q
- Pierre Quantin, general de divisão (n. 16 de junho de 1759 em Fervaques, m. 7 de fevereiro de 1824 em Coutances). O seu nome surge na 7.ª coluna.
- François Jean Baptiste Quesnel du Torpt, general de divisão (n. 18 de janeiro de 1765 em Saint-Germain-en-Laye, m. 8 de abril de 1819 em Avranches). O seu nome surge na 37.ª coluna.
- Joachim Jérôme Quiot du Passage, general (n. 9 de fevereiro de 1775 em Alixan, m. 12 de janeiro de 1849 em Passage). O seu nome surge na 22.ª coluna.

### R
- François Rambeaud (o arco indica Rambaud), general de brigada de título provisório, morto durante o cerco de Saint-Jean-d’Acre (n. 20 de maio de 1745 em Voiron, m. 8 de março de 1799 em Saint-Jean-d’Acre). Surge na 27.ª coluna.
- Antoine-Guillaume Rampon, general de divisão (n. 16 de março de 1759 em Saint-Fortunat, m. 2 de março de 1842 em Paris). Surge na 24.ª coluna.
- Jean Rapp, general de divisão (n. 27 de abril de 1771 em Colmar, m. 8 de novembro de 1821 em Rheinweiler). Surge na 14.ª coluna.
- Jean Nicolas Razout, general de divisão (n. 8 de março de 1772 em Paris, m. 10 de janeiro de 1820 em Metz). Surge na 21.ª coluna.
- Honoré Charles Michel Joseph Reille, Marechal de França (n. 1 de setembro de 1775 em Antibes, m. 4 de março de 1860 em Paris). Surge na 34.ª coluna.
- Marie-Antoine de Reiset, general (n. 29 de novembro de 1775 em Colmar, m. 25 de março de 1836 em Rouen). Surge na 32.ª coluna.
- Victor Urbain Rémond, general de brigada (n. 15 de julho de 1773 em Domfront, m. 23 de dezembro de 1859 au château d’Alincourt em Parnes). Surge na 22.ª coluna.
- Jean François Renaudin, contra-almirante (n. 13 de julho de 1750 em Gua, m. 29 de abril de 1809 au Gua). Surge na 40.ª coluna.
- Jean Gaspard Pascal René (o arco indica Réné), general de brigada, queimado vivo por guerrilheiros (n. 20 de junho de 1768 em Montpellier, m. 29 de agosto de 1808 em La Carolina). Surge na 39.ª coluna.
- Louis Emmanuel Rey, general de divisão (n. 22 de setembro de 1768 em Grenoble, m. 18 de junho de 1846 em Paris). Surge na 37.ª coluna.
- Jean Louis Ebénézer Reynier, general de divisão (n. 14 de janeiro de 1771 em Lausanne, m. 27 de fevereiro de 1814 em Paris). Surge na 24.ª coluna.
- Étienne Pierre Sylvestre Ricard, general de divisão (n. 31 de dezembro de 1771 em Castres, m. 6 de novembro de 1843 no castelo de Varès em Recoules). Surge na 26.ª coluna.
- Antoine Richepanse ou Richepanse, general de divisão (n. 25 de março de 1770 em Metz, m. 3 de setembro de 1802 em Basse-Terre). Surge na 14.ª coluna.
- Antoine Rigau, general de brigada (n. 14 de maio de 1758 em Agen, m. 4 de setembro de 1820 em La Nouvelle-Orléans). Surge na 10.ª coluna.
- Olivier Macoux Rivaud de la Raffinière (o arco indica Rivaud de la Rere), general de divisão (n. 10 de fevereiro de 1766 em Civray, m. 19 de dezembro de 1839 em Angoulême). Surge na 21.ª coluna.
- Donatien-Marie-Joseph de Rochambeau, general de divisão ferido mortalmente na batalha de Leipzig (n. 7 avril em Paris, m. 10 de outubro de 1813 em Leipzig). Surge na 16.ª coluna.
- Joseph Rogniat, general de divisão (n. 9 de novembro de 1776 em Saint-Priest, m. 8 de maio de 1840 em Paris). Surge na 36.ª coluna.
- François Roguet, general de divisão (n. 12 de novembro de 1770 em Toulouse, m. 4 de dezembro de 1846 em Paris). Surge na 26.ª coluna.
- César Antoine Roize, general de brigada de título provisório, morto na cabeça de seus dragões em Canope (n. 8 de julho de 1761 em Toulon, m. 21 de março de 1801 em Canope). Surge na 30.ª coluna.
- Jean Louis Romeuf, general de brigada, ferido mortalmente na batalha de la Moskowa (n. 26 de setembro de 1766 em La Voulte-Chilhac, m. 9 de setembro de 1812 em Borodino). Surge na 20.ª coluna.
- Claude Charles Marie du Campe de Rosamel, vice-almirante, ministre de la Marine (n. 25 de junho de 1774 em Frencq, m. 27 de março de 1848 em Paris). Surge na 17.ª coluna.
- François Étienne de Rosily-Mesros (o arco indica Rosily), vice-almirante (n. 13 de janeiro de 1748 em Brest, m. 11 de novembro de 1832 em Paris). Surge na 13.ª coluna.
- Henri Rottembourg, general de divisão (n. 6 de julho de 1769 em Phalsbourg, m. 8 de fevereiro de 1857 em Montgeron). Surge na 10.ª coluna.
- François Xavier Roussel, general de brigada, morto por uma bala de canhão em Heilsberg (n. 3 de dezembro de 1770 em Charmes, m. 10 de junho de 1807 em Heilsberg). Surge na 20.ª coluna.
- Nicolas François Roussel d’Hurbal (o arco indica Roussel d’Hal), general de divisão (n. 7 de setembro de 1763 em Neufchâteau, m. 25 de março de 1849 em Paris). Surge na 20.ª coluna.
- Marie François Rouyer, general de divisão (n. 2 de março de 1765 em Vouxey, m. 10 de agosto de 1824 em Paris). Surge na 1.ª coluna.
- François Amable Ruffin, general de divisão, mort em prison sur le Gorgon (n. 31 de agosto de 1771 em Bolbec, m. 15 de maio de 1811 em rade de Portsmouth). Surge na 37.ª coluna.
- Jean-Baptiste Dominique Rusca, general de divisão, morto durante a defesa de Soissons (n. 27 de novembro de 1759 em La Brigue, m. 14 de fevereiro de 1814 em Soissons). Surge na 25.ª coluna.
- Charles Étienne François Ruty, general de divisão (n. 4 de novembro de 1774 em Besançon, m. 24 de abril de 1828 em Paris). Surge na 22.ª coluna.

### S
- Louis Michel Antoine Sahuc, general de divisão (n. 7 de janeiro de 1755 em Mello, m. 24 de outubro de 1813 em Francfort-sur-le-Main). Surge na 7.ª coluna.
- Jean Joseph François Léonard Sahuguet, general de divisão (n. 12 de outubro de 1756 em Brive-la-Gaillarde, m. 26 de dezembro de 1802 em Tobago). Surge na 34.ª coluna.
- Saint-Cyr Nugues, dito Cyr Nugues, general (n. 18 de outubro de 1774 em Romans-sur-Isère, m. 25 de julho de 1842 em Vichy). Surge na 39.ª coluna.
- Gilbert Joseph Martin Bruneteau de Sainte-Suzanne, general de divisão (n. 7 de março de 1760 em Poivre, m. 26 de agosto de 1830 em Paris). Surge na 14.ª coluna.
- Jean Marie Noël Delisle de Falcon de Saint-Geniès, general (n. 25 de dezembro de 1776 em Montauban, m. 26 de janeiro de 1836 em Vernou-sur-Brenne). Surge na 22.ª coluna.
- Antoine Louis Decrest de Saint-Germain, general de divisão (n. 8 de dezembro de 1761 em Paris, m. 4 de outubro de 1835 em Neuilly-sur-Seine). Surge na 1.ª coluna.
- Louis Charles Vincent Le Blond de Saint-Hilaire, general de divisão, ferido fatalmente por uma bala de canhão em Essling (n. 4 de setembro de 1766 em Ribemont, m. 3 de junho de 1809 em Viena). Surge na 25.ª coluna.
- Louis Joseph Auguste Gabriel Saint-Laurent, general de divisão (n. 29 de junho de 1763 em Dunkerque, m. 1 de setembro de 1832 em Paris). Surge na 27.ª coluna.
- Raymond Gaspard de Bonardi de Saint-Sulpice, general de divisão (n. 23 de outubro de 1761 em Paris, m. 20 de junho de 1835 em Paris). Surge na 31.ª coluna.
- Charles Saligny, general de divisão (n. 12 de setembro de 1772 em Vitry-le-François, m. 25 de fevereiro de 1809 em Madrid). Surge na 36.ª coluna.
- Jean-Baptiste Salm (noté Salme), dito François Salme, general de brigada, morto por um biscaio no forte de Olivo aquando do cerco de Tarragona (n. 18 de novembro de 1766 em Aillianville, m. 27 de maio ou 28 de maio de 1811 em Tarragona). Surge na 38.ª coluna.
- Nicolas Antoine Sanson, general de divisão (n. 7 de dezembro de 1756 em Paris, m. 29 de outubro de 1824 em Passy). Surge na 21.ª coluna.
- Jacques-Thomas Sarrut, general de divisão, (n. 16 de agosto de 1765 em Saverdun, mortalmente ferido em 26 de junho de 1813 na batalha de Vitoria). Surge na 21.ª coluna.
- Pierre François Sauret de la Borie, noté Sauret, general de divisão (n. 23 de março de 1742 em Gannat, m. 18 de junho de 1818 em Gannat). Surge na 35.ª coluna.
- Anne Jean Marie René Savary, general de divisão, ministro da Polícia (n. 26 de abril de 1774 em Marcq, m. 2 de junho de 1833 em Paris). Surge na 14.ª coluna.
- François Ignace Schaal, grafado Schal, general de divisão (n. 5 de dezembro de 1747 em Sélestat, m. 30 de agosto de 1833 em Sélestat). Surge na 14.ª coluna.
- Alexis Balthazar Henri Antoine Schauenburg (o arco indica Schawembourg), general de divisão (n. 31 de julho de 1748 em Hellimer, m. Predefinição:1er septembre 1832 em Geudertheim). Surge na 23.ª coluna.
- Barthélemy Louis Joseph Schérer, general de divisão, ministre de la Guerre (n. 18 de dezembro de 1747 em Delle, m. 19 de agosto de 1804 em Chauny). Surge na 33.ª coluna.
- Nicolas Schmitz, general de brigada (n. 11 de abril de 1768 em Guessling-Hémering, m. 8 de janeiro de 1851 em Paris). Surge na 39.ª coluna.
- Virgile Schneider, general, ministro da Guerra sob a presidência do conselho de Soult (n. 22 de março de 1779 em Bouquenom devenu Sarre-Union, m. 11 de julho de 1847 em Paris). Surge na 7.ª coluna.
- Jean Adam Schramm, general (n. 23 de dezembro de 1760 em Beinheim, m. 12 de março de 1826 em Beinheim). Surge na 10.ª coluna.
- Jean Paul Adam Schramm, general, ministro da Guerra (n. 1 de dezembro de 1789 em Arras, m. 25 de fevereiro de 1884 em Paris). Surge na 19.ª coluna.
- Horace François Bastien Sébastiani de la Porta, anotado como Sébastiani, Marechal de França (n. 17 de novembro de 1772 em La Porta d’Ampugnani, m. 20 juillet Paris em 1851). Surge na 34.ª coluna.
- Philippe-Paul de Ségur, general (n. 4 de novembro de 1780 em Paris, m. 25 de fevereiro de 1873 em Paris). Surge na 12.ª coluna.
- Jean-Baptiste Pierre de Semellé, noté Semele, general de divisão (n. 16 de junho de 1773 em Metz, m. 24 de janeiro de 1839 em Château d'Urville Courcelles-Chaussy). Surge na 35.ª coluna.
- Alexandre-Antoine Hureau de Senarmont, general de divisão, morto por uma bala de canhão em siège de Cadix (n. 21 de abril de 1769 em Strasbourg, m. 26 de outubro de 1810 em Cadix). Surge na 38.ª coluna.
- Jean Mathieu Seras, general de divisão (n. 16 de abril de 1765 em Oza, m. 14 de abril de 1815 em Grenoble). Surge na 25.ª coluna.
- Pierre César Charles Guillaume de Sercey, vice-almirante (n. 26 de abril de 1753 em Jeu, m. 10 de agosto de 1836 em Paris). Surge na 40.ª coluna.
- Jean Nicolas Seroux de Fay, general de divisão (n. 3 de dezembro de 1742 em Paris, m. 5 de setembro de 1822 em Compiègne). Surge na 1.ª coluna.
- Jean Mathieu Philibert Sérurier, Marechal de França (n. 8 de dezembro de 1742 em Laon, m. 21 de dezembro de 1819 em Paris). Surge na 24.ª coluna.
- Joseph Servan, dito Servan de Gerbey, general em chefe (n. 14 de fevereiro de 1741 em Romans, m. 10 de maio de 1808 em Paris). Surge na 33.ª coluna.
- Philippe Eustache Louis Severoli, general de divisão (né em 1767 em Faenza, mort em 1822 em Fusignano em Romagne (Italie)). Surge na 36.ª coluna.
- Benoît Prosper Sibuet, general de brigada, morto na torrente Bóbr por balas russas (n. 9 de junho de 1773 em Belley, m. 29 de agosto de 1813 em Lwówek Ṥlaski). Surge na 30.ª coluna.
- François Martin Valentin Simmer, general de divisão (n. 7 de agosto de 1776 em Rodemack, m. 30 de julho de 1847 em Clermont-Ferrand). Surge na 39.ª coluna.
- Jean-Baptiste Solignac, general de divisão (n. 15 de março de 1773 em Millau, m. 11 de novembro de 1850 em Montpellier). Surge na 35.ª coluna.
- Nicolas Marie Songis des Courbons, noté Songis, general de divisão (n. 23 de abril de 1761 em Troyes, m. 27 de dezembro de 1810 em Paris). Surge na 15.ª coluna.
- Jean Barthélemot de Sorbier, general de divisão (n. 17 de novembro de 1762 em Paris, m. 23 de julho de 1827 em Saint-Sulpice). Surge na 15.ª coluna.
- Joseph Souham, general de divisão (n. 30 de abril de 1760 em Lubersac, m. 28 de abril de 1837 em Versailles). Surge na 5.ª coluna.
- Jérôme Soulès, general de divisão (n. 4 de agosto de 1760 em Lectoure, m. 3 de outubro de 1833 em Paris). Surge na 27.ª coluna.
- Nicolas Jean de Dieu Soult, Marechal de França, ministre de la Guerre, président du Conseil (n. 29 de março de 1769 em Saint-Amans-La-Bastide, m. 26 de novembro de 1851 no castelo de Soultberg em Saint-Amans-La-Bastide). Surge na 33.ª coluna.
- Pierre Benoît Soult, general de divisão (n. 19 de julho de 1770 em Saint-Amans-La-Bastide, m. 7 de maio de 1843 em Tarbes). Surge na 22.ª coluna.
- Louis Ernest Joseph Sparre, general de brigada (n. 8 de julho de 1780 em Paris, m. 9 de julho de 1845 em Paris). Surge na 5.ª coluna.
- Henri Christian Michel Stengel, general de divisão, ferido mortalmente na batalha de Mondovi (n. 11 de maio de 1744 em Neustadt, m. 21 de abril de 1796 em Mondovi). Surge na 28.ª coluna.
- Jean Baptiste Alexandre Stroltz, general de brigada (n. 6 de agosto de 1771 em Belfort, m. 27 de outubro de 1841 em Paris). Surge na 22.ª coluna.
- Jacques Gervais Subervie, general de divisão (n. 1 de setembro de 1776 em Lectoure, m. 10 de março de 1856 au château de Parenchère em Ligueux). Surge na 30.ª coluna.
- Louis-Gabriel Suchet, Marechal de França (n. 2 de março de 1770 em Lyon, m. janvier 1826 em Marseille). Surge na 33.ª coluna.
- Joseph Sulkowski, anotado como Sulkosky, capitão, ajudante de campo do general Bonaparte (n. c. 1770 no Palatinado de Poznań, m. 22 de outubro de 1798 no Cairo (no Egito) morto por émeutiers). Surge na 28.ª coluna.

### T
- Alexandre Camille Taponier, general de divisão (n. 2 de fevereiro de 1749 em Valence, m. 14 de abril de 1831 em Paris). Surge na 5.ª coluna.
- Éloi Charlemagne Taupin, general de divisão, ferido mortalmente na batalha de Toulouse (n. 17 de agosto de 1767 em Barbery, m. 11 de abril de 1814 em Toulouse). Surge na 37.ª coluna.
- Albert Louis Valentin Taviel, general de divisão (n. 17 de junho de 1767 em Saint-Omer, m. 16 de novembro de 1831 em Paris). Surge na 31.ª coluna.
- François Antoine Teste, general de divisão (n. 19 de novembro de 1775 em Bagnols-sur-Cèze, m. 8 de dezembro de 1862 em Angoulême). Surge na 8.ª coluna.
- Pietro Teulié, general de divisão, ferido fatalmente por uma bala de canhão durante o cerco de Kolberg (n. 3 de fevereiro de 1763 em Milão, m. 20 de junho de 1807 em Kolberg). Surge na 17.ª coluna.
- Jean Victor Tharreau, general de divisão, ferido mortalmente na Moskowa (n. 15 de janeiro de 1767 em May-sur-Èvre, m. 26 de setembro de 1812 em Mojaisk (Russie)). Surge na 11.ª coluna.
- Paul Charles François Adrien Henri Dieudonné Thiébault, general de divisão, escritor (n. 14 de dezembro de 1769 em Berlin, m. 14 de outubro de 1846 em Paris). Surge na 35.ª coluna.
- Jean Guillaume Barthélemy Thomières, general de brigada, tué perto de Salamanque à la batalha des Arapiles (n. 18 de agosto de 1771 em Sérignan, m. 22 de julho de 1812 na batalha des Arapiles). Surge na 38.ª coluna.
- Pierre Thouvenot, general de divisão (n. 9 de março de 1757 em Toul, m. 21 de julho de 1817 em Orly). Surge na 30.ª coluna.
- Jacques Louis François de Tilly, general de divisão (n. 2 de fevereiro de 1749 em Vernon, m. 10 de janeiro de 1822 em Paris). Surge na 4.ª coluna.
- Louis Tirlet, general de divisão (n. 14 de março de 1771 em Moiremont, m. 29 de novembro de 1841 em Fontaine-en-Dormois). Surge na 21.ª coluna.
- Jean Pierre Travot, general de divisão (n. 7 de janeiro de 1767 em Poligny, m. 7 de janeiro de 1836 em Chaillot (actuellement dans Paris)). Surge na 34.ª coluna.
- Anne François Charles Treillard ou Trelliard, general de divisão (n. 9 de fevereiro de 1764 em Parme, m. 14 de maio de 1832 em Charonne (actuellement dans Paris)). Surge na 11.ª coluna.
- Amable Gilles Troude, contre-amiral (n. 1 de junho de 1762 em Cherbourg, m. 1 de fevereiro de 1824 em Brest). Surge na 39.ª coluna.
- Laurent Jean François Truguet, amiral (n. 10 de janeiro de 1752 em Toulon, m. 26 de dezembro de 1839 em Paris). Surge na 3.ª coluna.
- Louis Marie Turreau de Garambouville ou Turreau de Linières, general de divisão (n. 4 de julho de 1756 em Évreux, m. 15 de dezembro de 1816 em Conches-en-Ouche). Surge na 15.ª coluna.

### V
- Éléonor Bertrand Anne Christophe Zoa Dufriche de Valazé, general (n. 12 de fevereiro de 1780 em Essay, m. 26 de março de 1838 em Nice). Surge na 29.ª coluna.
- Sylvain Charles Valée, Marechal de França (n. 17 de dezembro de 1773 em Brienne-le-Château, m. 15 de agosto de 1846 em Paris). Surge na 36.ª coluna.
- Jean-Baptiste Cyrus de Timbrune de Thiembronne, comte de Valence, general de divisão (n. 20 de agosto de 1757 em Agen, m. 4 de fevereiro de 1822 em Paris). Surge na 4.ª coluna.
- Jean Marie Mellon Roger Valhubert, general de brigada, ferido mortalmente em Austerlitz (n. 22 de outubro de 1764 em Avranches, m. 3 de dezembro de 1805 em Austerlitz). Surge na 18.ª coluna.
- Jean André Valletaux, general de brigada, morto em ação (n. 23 de novembro de 1757 em Hiersac, m. 23 de junho de 1811 em Quintanilla-de-Valle). Surge na 32.ª coluna.
- Louis Vallin, general (n. 16 de agosto de 1770 em Dormans, m. 25 de dezembro de 1854 em Paris). Surge na 12.ª coluna.
- Joseph Sécret Pascal-Vallongue, general de brigada, ferido mortalmente durante o cerco de Gaète (n. 14 de abril de 1763 em Sauve, m. 17 de junho de 1806 em Castelleone). Surge na 28.ª coluna.
- Dominique-Joseph René Vandamme, general de divisão (n. 5 de novembro de 1770 em Cassel, m. 15 de julho de 1830 em Cassel). Surge na 5.ª coluna.
- Lubin Martin Vandermaesen, general de divisão, ferido mortalmente em Saint-Jean-de-Luz (n. 11 de novembro de 1766 em Versailles, m. 1 de setembro de 1813 em Ascain). Surge na 1.ª coluna.
- Louis Vasserot, general (n. 3 de março de 1771 em Champlay, m. 8 de dezembro de 1840 em Paris). Surge na 9.ª coluna.
- Claude Henri Belgrand de Vaubois, general de divisão (n. 1 de outubro de 1748 em Longchamp-lès-Clervaux, m. 14 de julho de 1839 em Beauvais). Surge na 24.ª coluna.
- Jean Antoine Verdier, general de divisão (n. 2 de maio de 1767 em Toulouse, m. 30 de maio de 1839 em Mâcon). Surge na 25.ª coluna.
- Charles Henri Ver-Huell, vice-almirante (n. 11 de fevereiro de 1764 em Doetinchem, m. 25 de outubro de 1845 em Paris). Surge na 1.ª coluna.
- Honoré Vial, general de divisão, morto na batalha de Leipzig (n. 22 de fevereiro de 1766 em Antibes, m. 18 de outubro de 1813 em Leipzig). Surge na 27.ª coluna.
- Sébastien Viala, general de brigada (n. 17 de março de 1763 em La Mouline, atual município de Olemps, m. 20 de janeiro de 1849 em Rodez). Surge na 18.ª coluna.
- Louis Joseph Vichery, general de divisão (n. 23 de setembro de 1767 em Frévent, m. 22 de fevereiro de 1831 em Paris). Surge na 2.ª coluna.
- Claude Victor-Perrin, dito Victor, Marechal de França (n. 7 de dezembro de 1764 em Lamarche, m. 1 de março de 1841 em Paris). Surge na 33.ª coluna.
- Martin Vignolle, general de divisão (n. 18 de março de 1763 em Marsillargues, m. 14 de novembro de 1824 em Paris). Surge na 21.ª coluna.
- Louis Thomas Villaret de Joyeuse, vice-almirante (n. 29 de maio de 1748 em Auch, m. 24 de julho de 1812 em Venise). Surge na 4.ª coluna.
- Eugène-Casimir Villatte, general de divisão (n. 14 de abril de 1770 em Longwy, m. 14 de maio de 1834 em Nancy). Surge na 2.ª coluna.
- Jacques Pierre Orillard de Villemanzy, intendant general e general de divisão (n. 5 de janeiro de 1751 em Amboise, m. 3 de setembro de 1830 em Versailles). Surge na 10.ª coluna.
- Pierre Charles Silvestre de Villeneuve, vice-almirante, comete suicídio após perder a batalha de Trafalgar (n. 31 de dezembro de 1763 em Valensole, m. 22 de abril de 1806 em Rennes). Surge na 13.ª coluna.
- Henri Catherine Balthazard Vincent, general (n. 22 de maio de 1775 em Valenciennes, m. 24 de dezembro de 1844 em Paris). Surge na 19.ª coluna.

### W
- Frédéric Henri Walther, general de divisão (n. 20 de junho de 1761 em Oberheim, m. 24 de novembro de 1813 em Kusel). Surge na 16.ª coluna.
- Pierre Watier, general de divisão (n. 4 de setembro de 1770 em Laon, m. 3 de fevereiro de 1846 em Paris). Surge na 12.ª coluna.
- François Isidore Wathiez, general (n. 1 de setembro de 1777 em Versailles, m. 24 de fevereiro de 1856 em Versailles). Surge na 19.ª coluna.
- François Watrin, general de divisão (n. 29 de janeiro de 1772 em Beauvais, m. 22 de novembro de 1802 em Port-au-Prince). Surge na 6.ª coluna.
- François Jean Werlé, general de brigada, morto em La Albuera (n. 6 de setembro de 1763 em Soultz-Haut-Rhin, m. 16 de maio de 1811 em La Albuera). Surge na 38.ª coluna.
- Jean-Baptiste Philibert Willaumez, vice-almirante, autor de um dicionário de marinha (n. 7 de agosto de 1761 au Palais (Belle-Île-en-Mer), m. 17 de maio de 1845 em Suresnes). Surge na 22.ª coluna.
- Amédée Willot, general de divisão (n. 31 de agosto de 1755 em Belfort, m. 17 de dezembro de 1823 em Santeny). Surge na 34.ª coluna.
- Charles Victor Woirgard, dito Beaugard ou Beauregard, general de brigada, morto na batalha de Valverde (1810) (n. 16 de outubro de 1764 em Metz – m. 19 de fevereiro de 1810 em Valverde del Camino). Surge na 38.ª coluna.
- Marc François Jérôme Wolff, general (n. 4 de março de 1776 em Strasbourg, m. 24 de outubro de 1848 em Paris). Surge na 39.ª coluna.

### Z
- Józef Zajączek, general de divisão (n. 1 de novembro de 1752 em Kamenets-Podolski – m. 18 de julho de 1826 em Varsovie). Surge na 26.ª coluna.